# Emléktáblák Budapest IX. kerületében
Budapest IX. kerülete szócikkhez kapcsolódó képgaléria, mely helyi, országos vagy nemzetközi hírű személyekkel, valamint épületekkel, műtárgyakkal, helynevekkel és eseményekkel összefüggő emléktáblákat tartalmaz.

## Galéria

### Emléktáblák

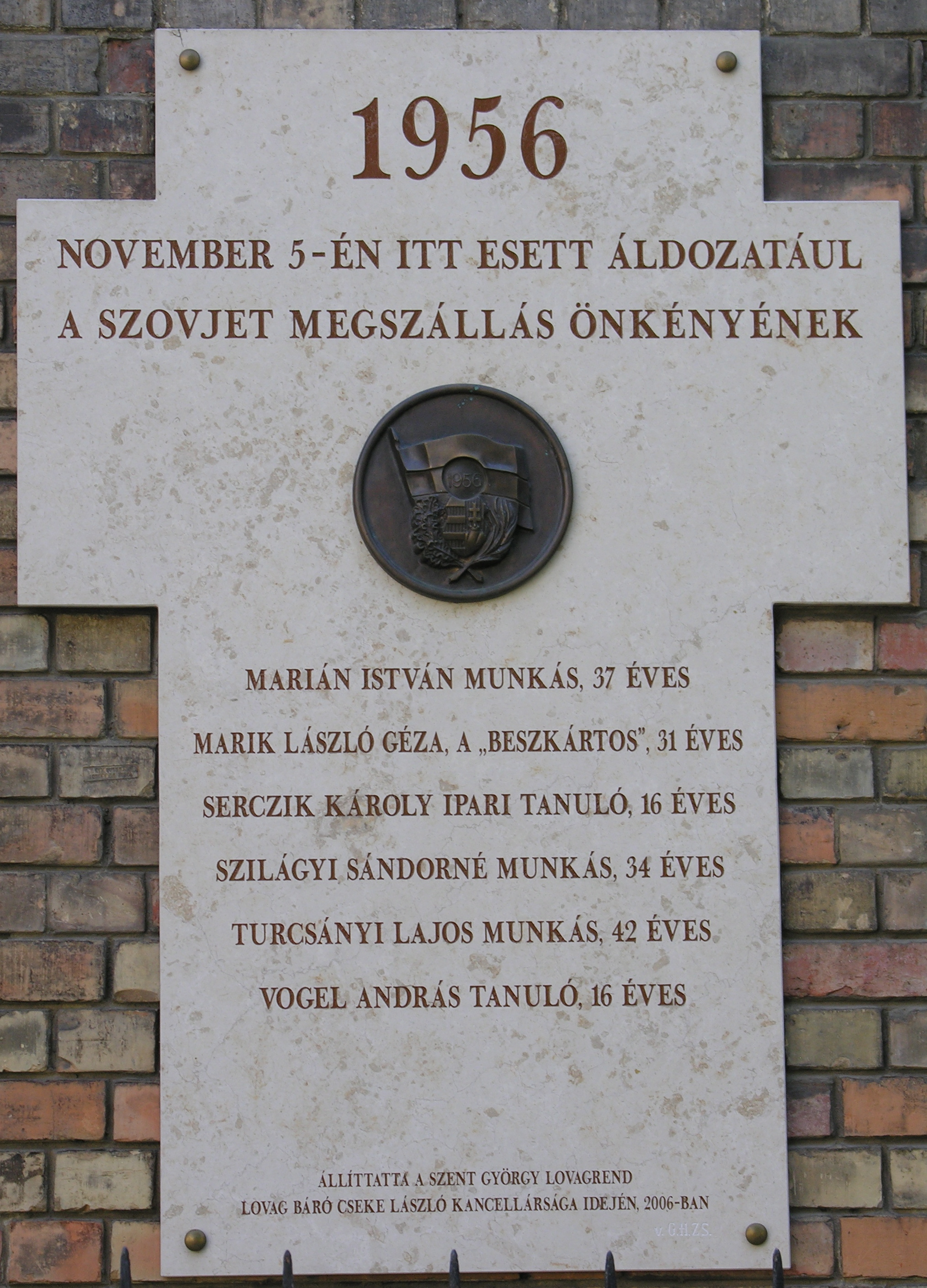
1956-os forradalom Bakáts tér
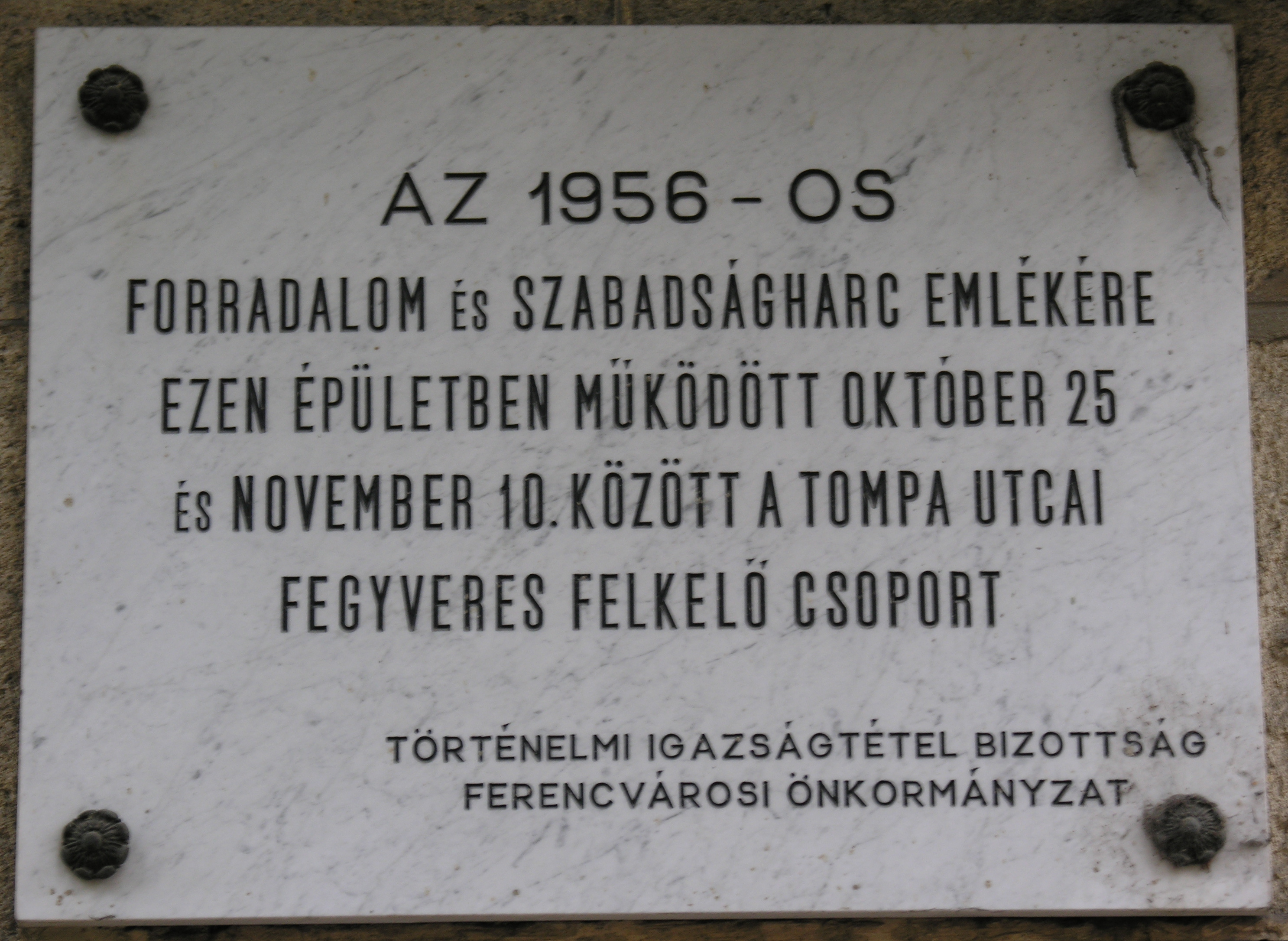
1956-os forradalom Tompa utca 10.
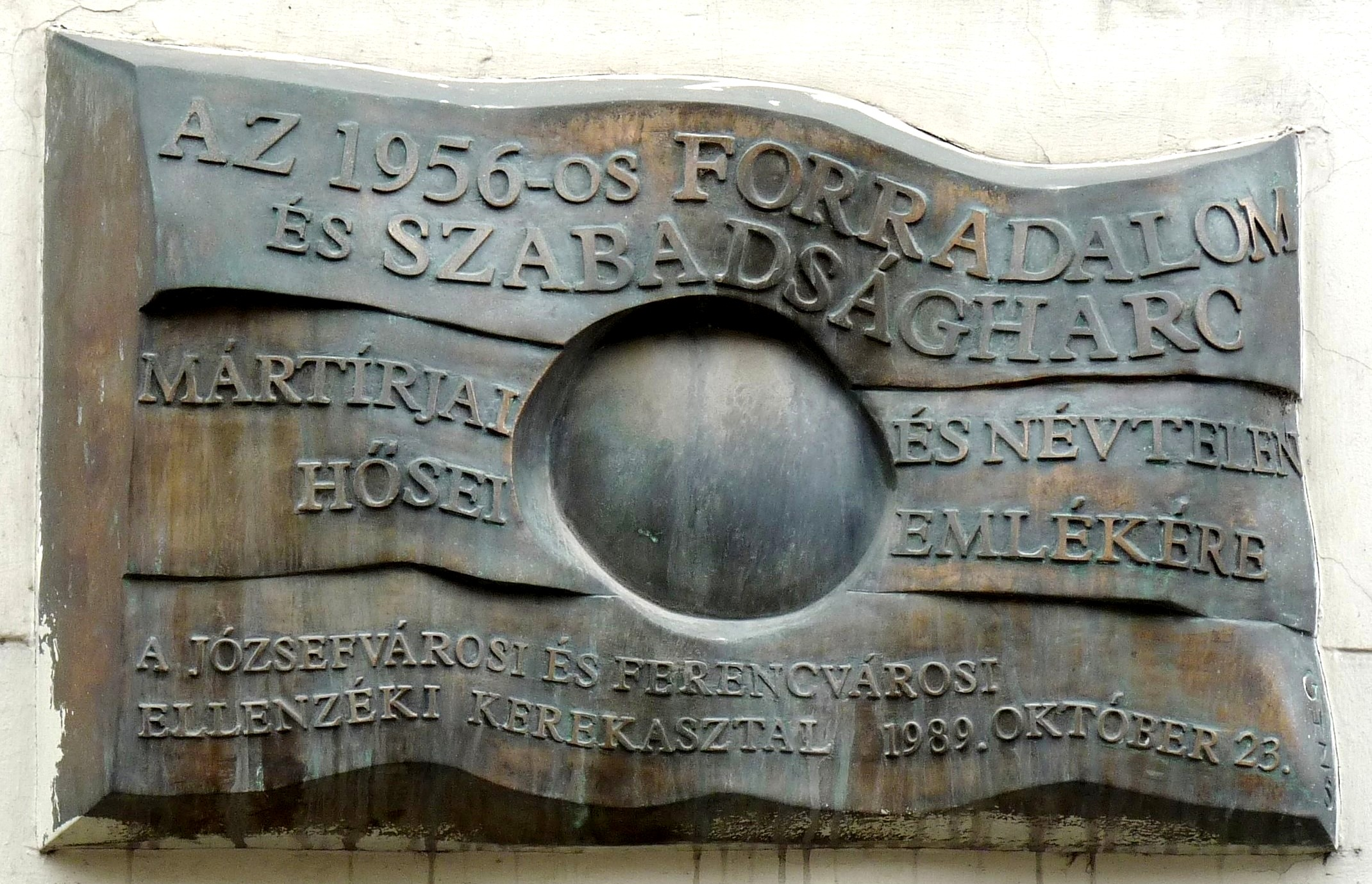
1956-os forradalom Üllői út 45-47. alkotó: Gulácsy-Horváth Zsolt
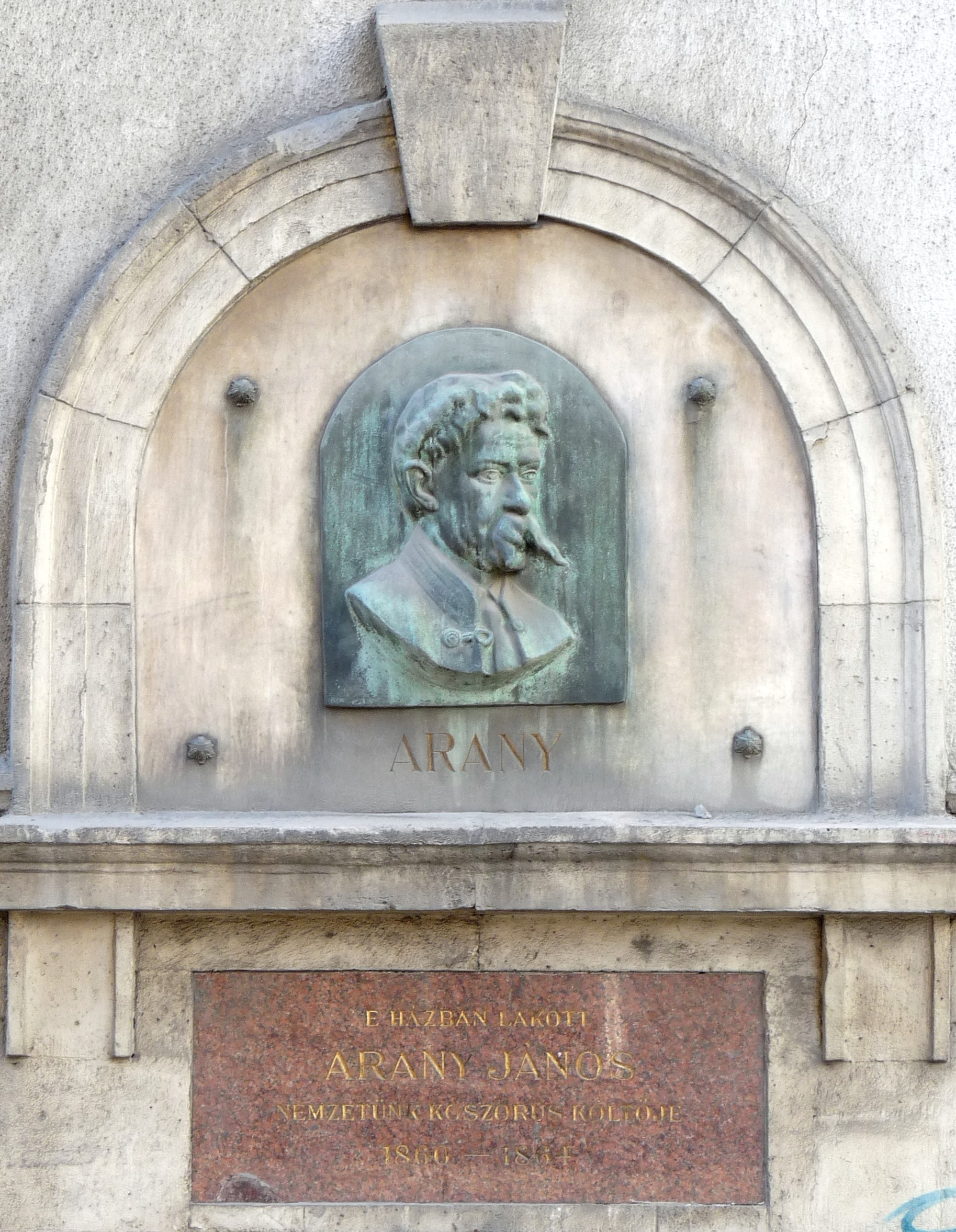
Arany János Üllői út 15.
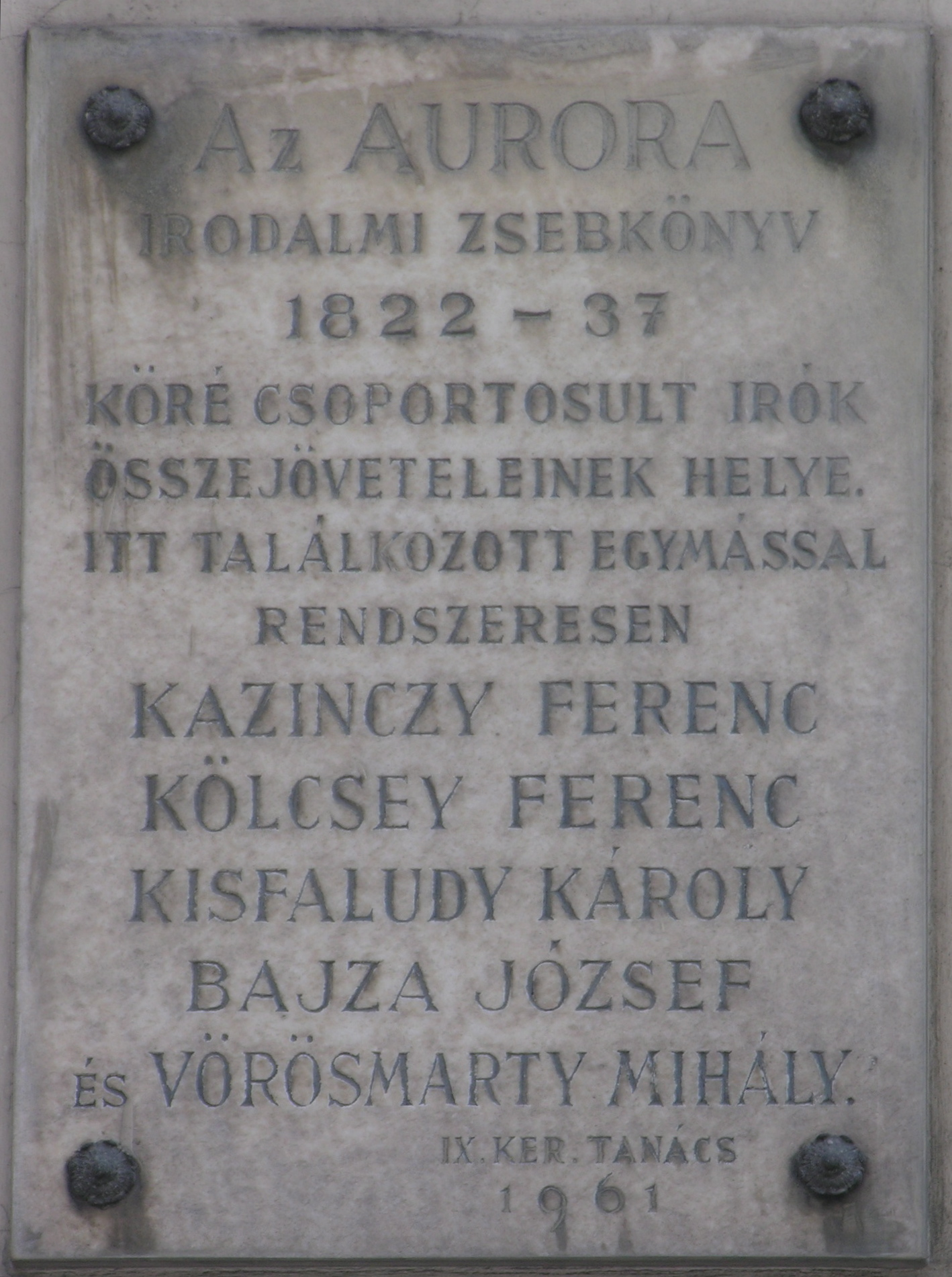
Aurora irodalmi zsebkönyv Erkel utca 19.
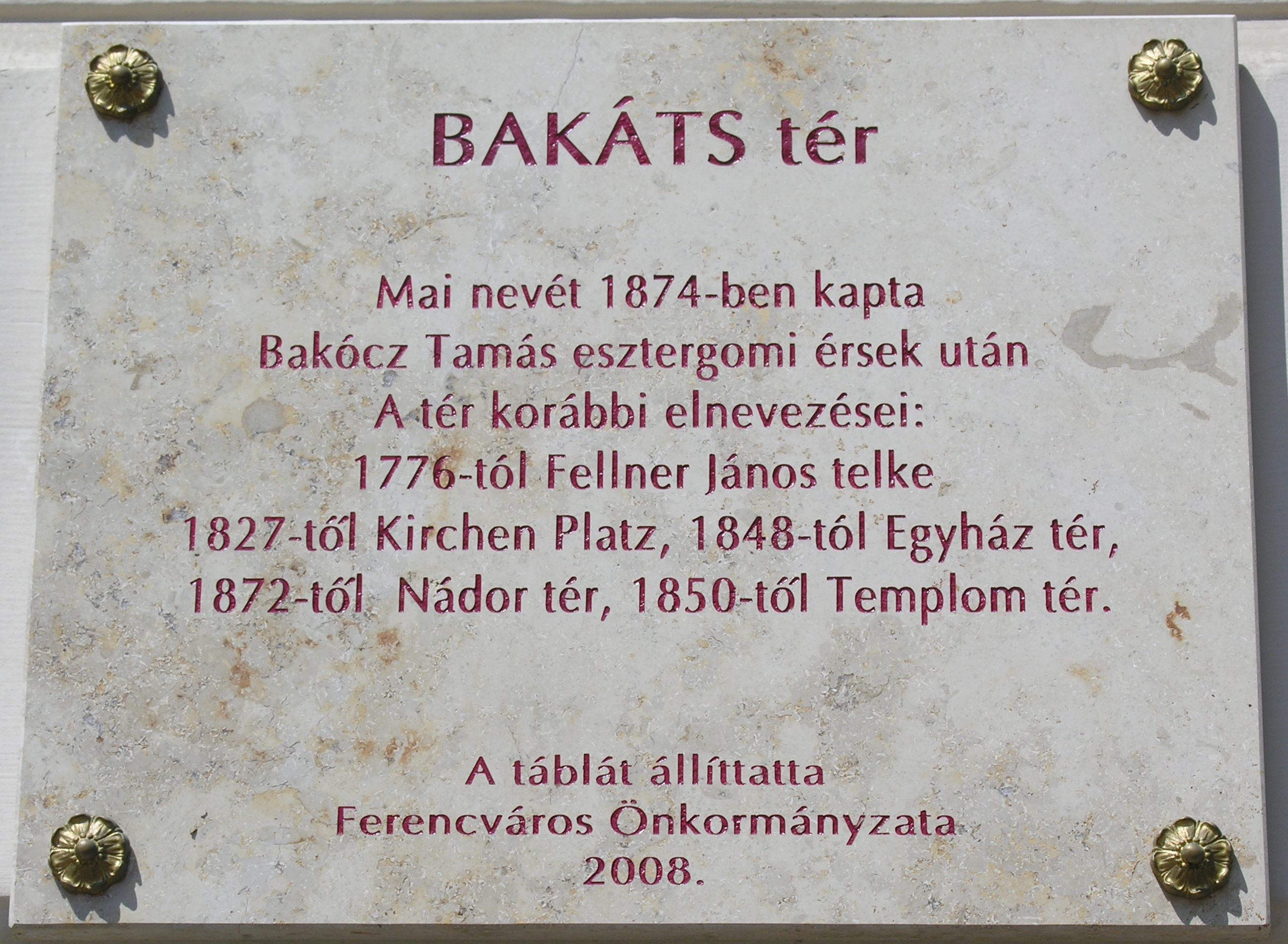
Bakáts tér Bakáts tér 14.
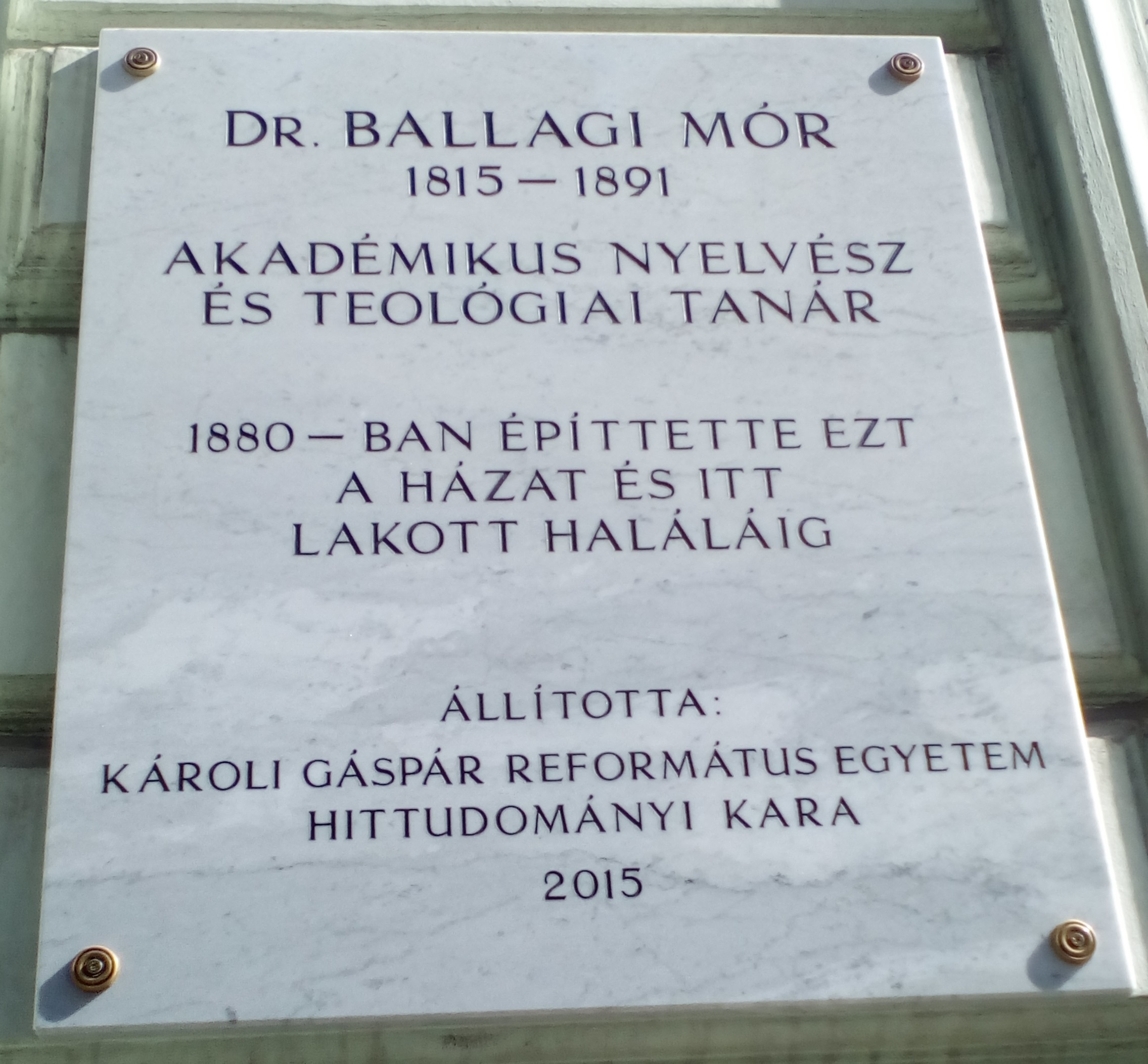
Ballagi Mór Kinizsi utca 34.
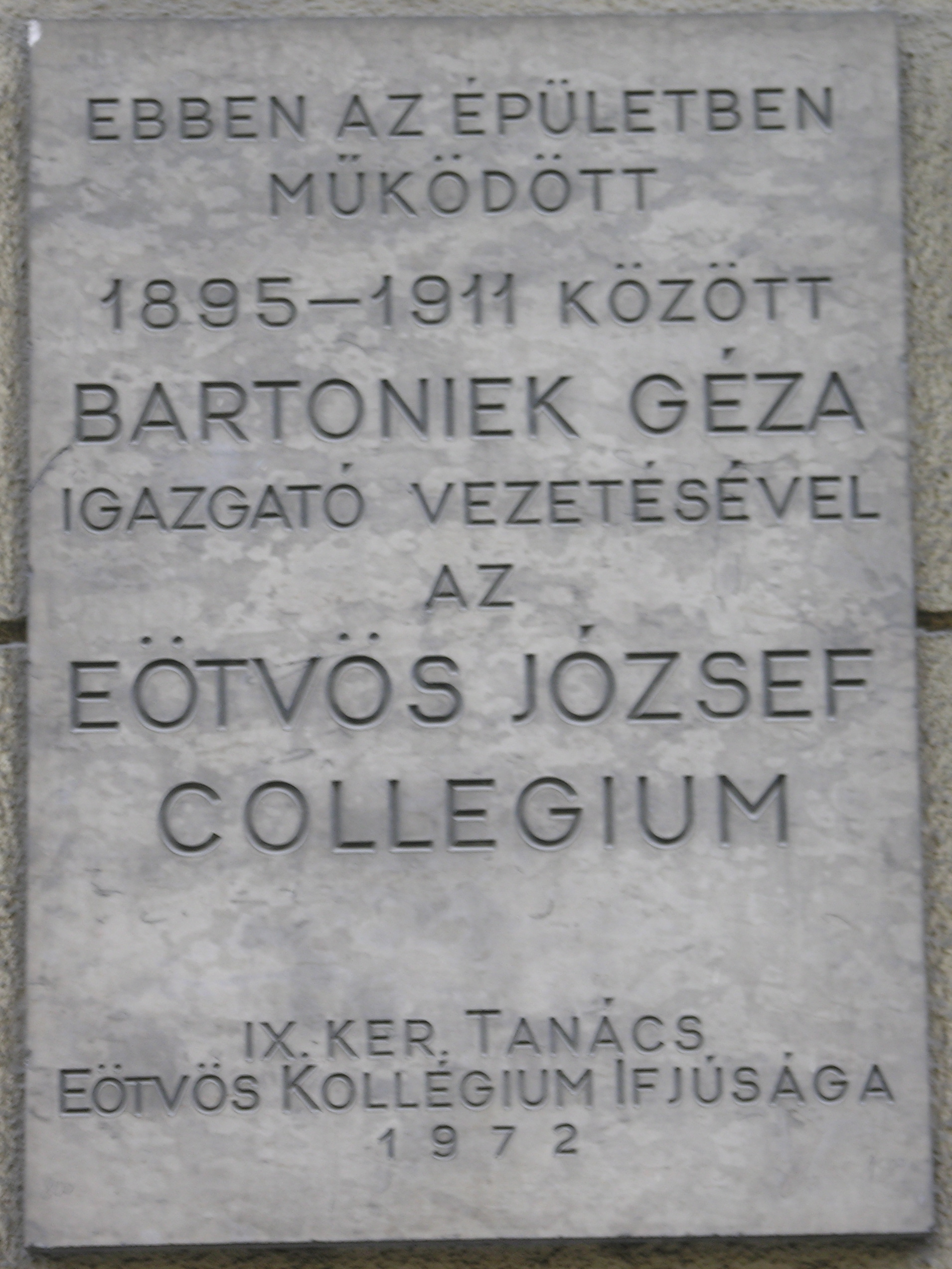
Bartoniek Géza és az Eötvös József Collegium Gönczy Pál utca 2.
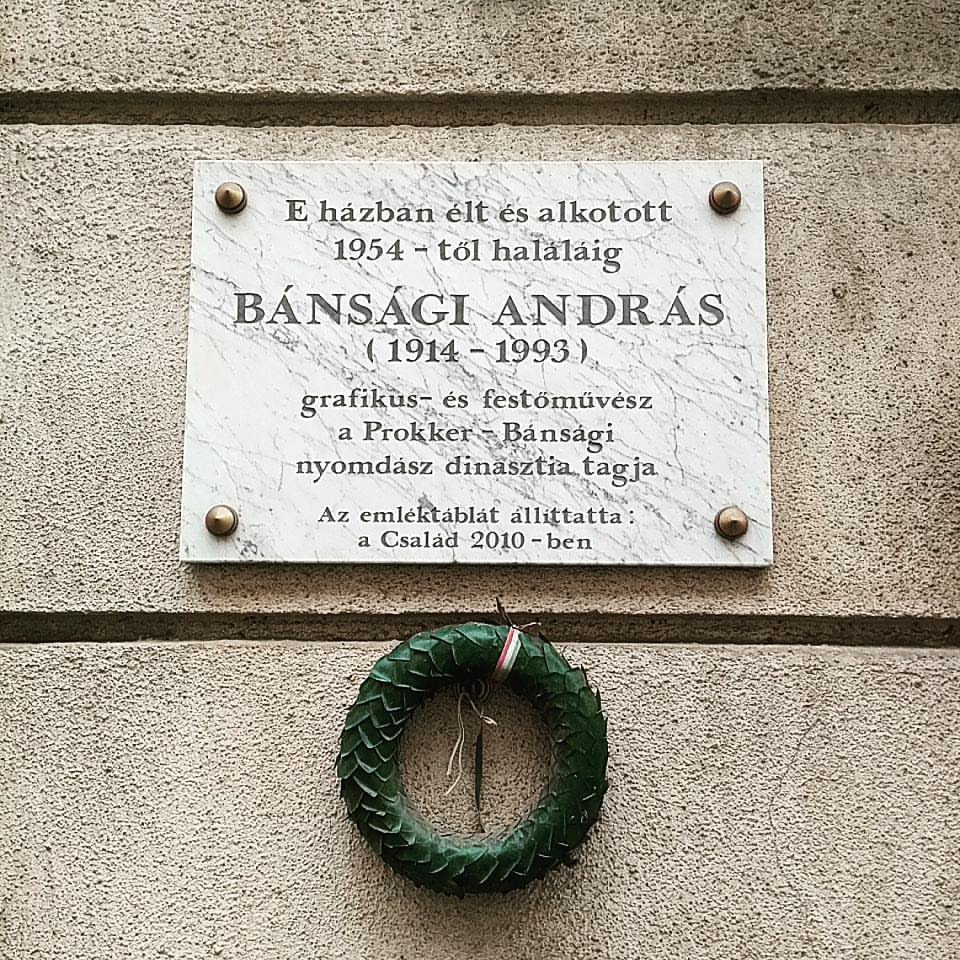
Bánsági András Sobieski János utca 40.
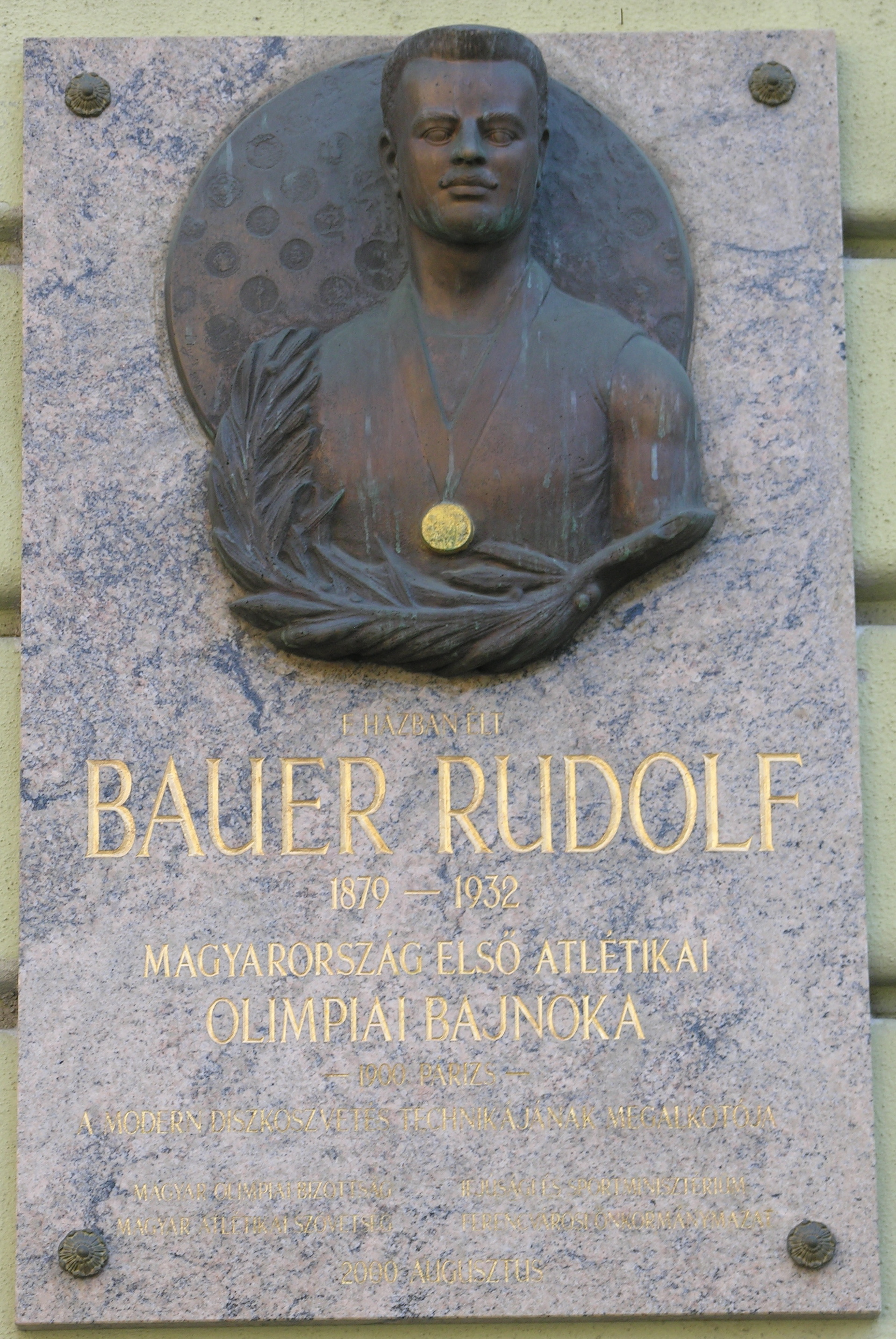
Bauer Rudolf Kinizsi utca 31. alkotó: Dinyés László
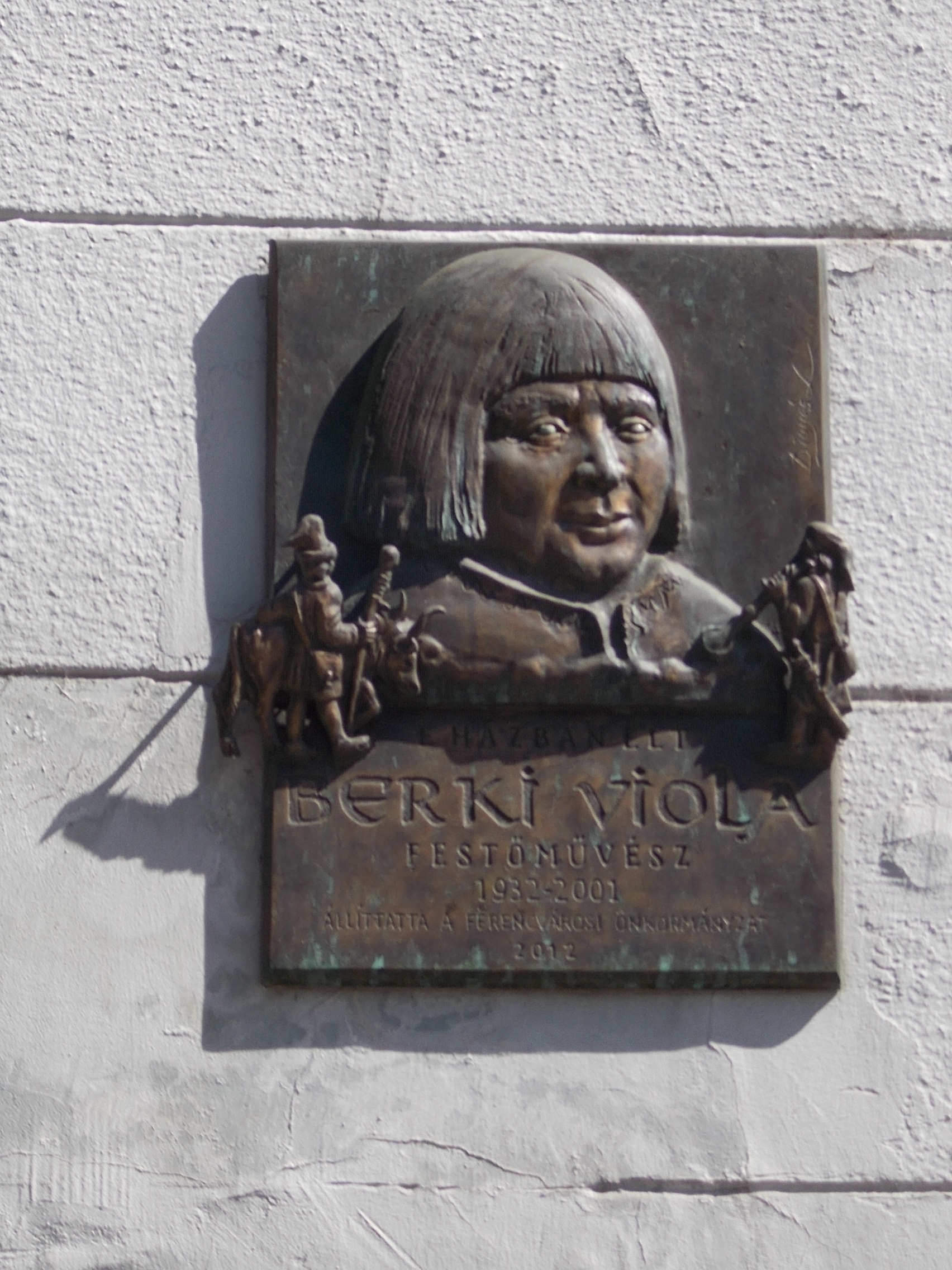
Berki Viola Ferenc körút 19-21. alkotó: Dinyés László
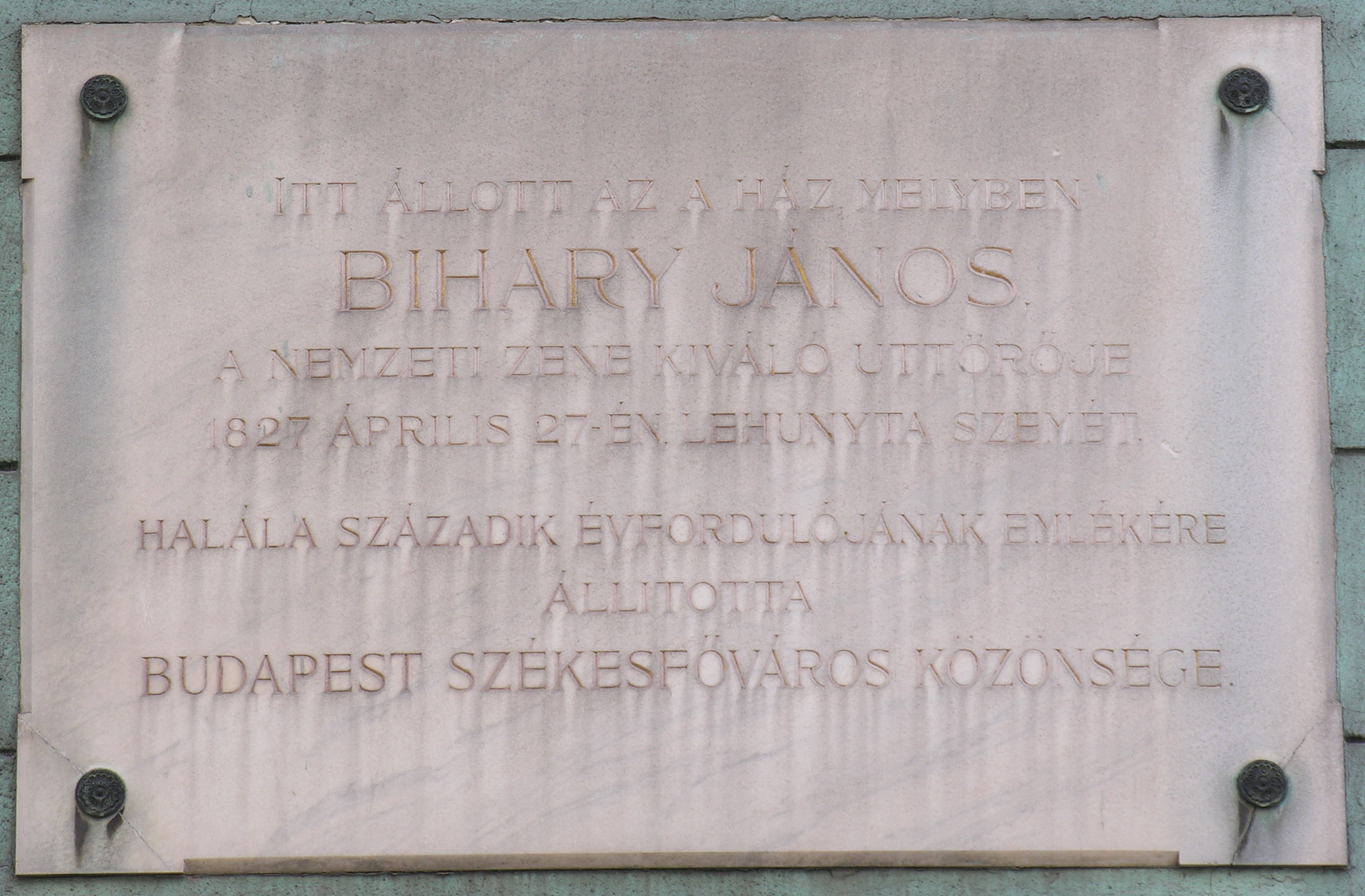
Bihari János Kinizsi utca 9.
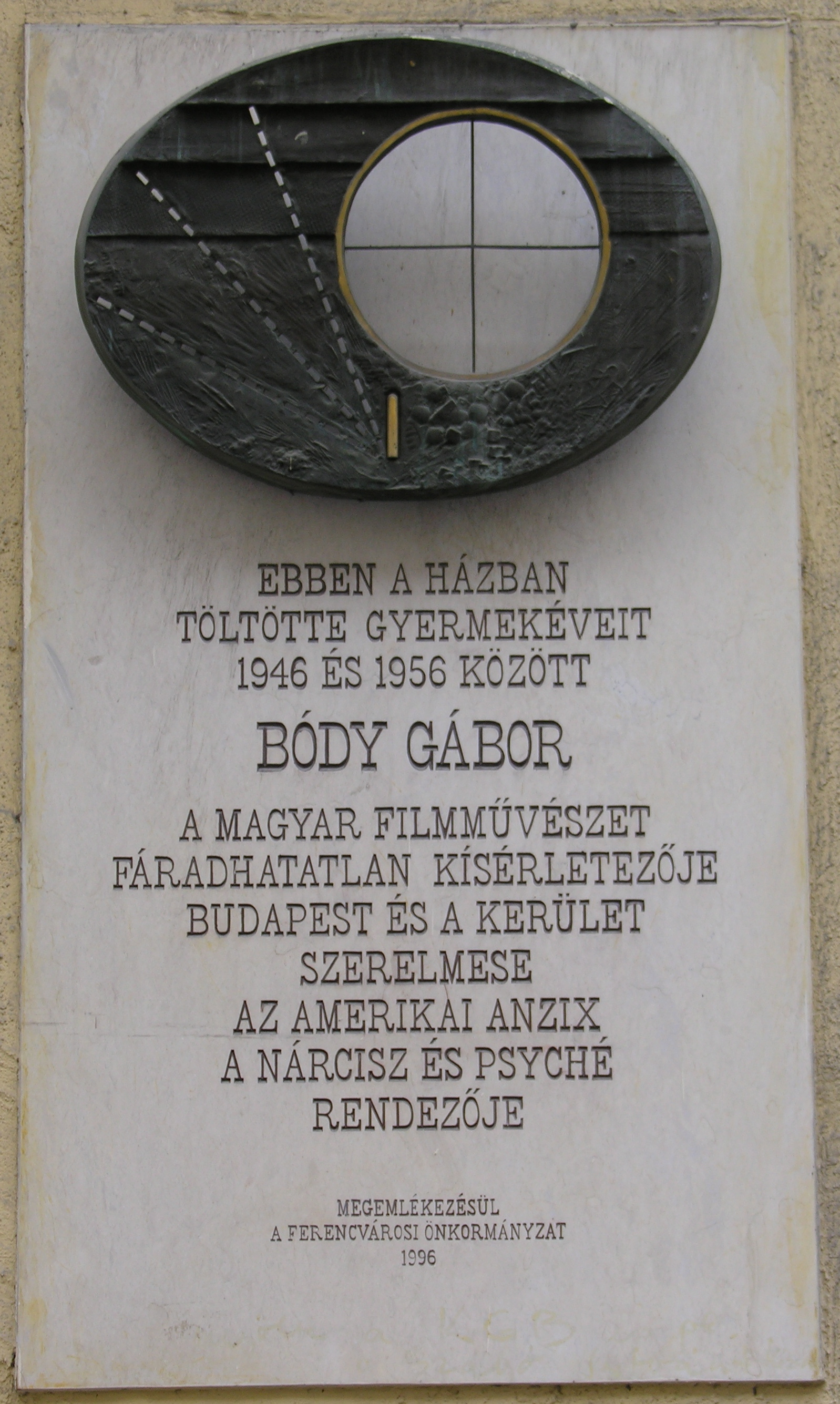
Bódy Gábor Ráday utca 63. alkotó: Fekete Tamás
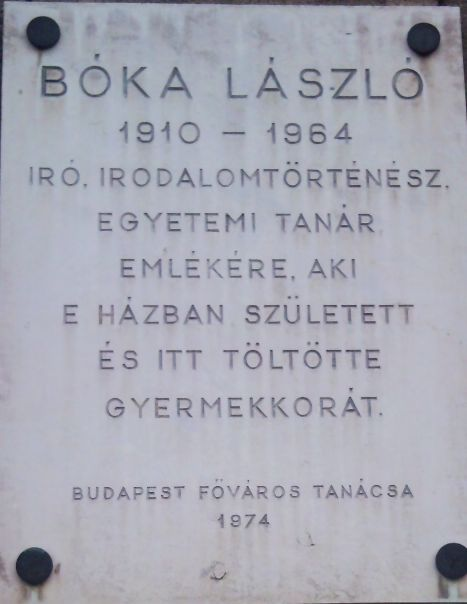
Bóka László Ipar utca 15-21.
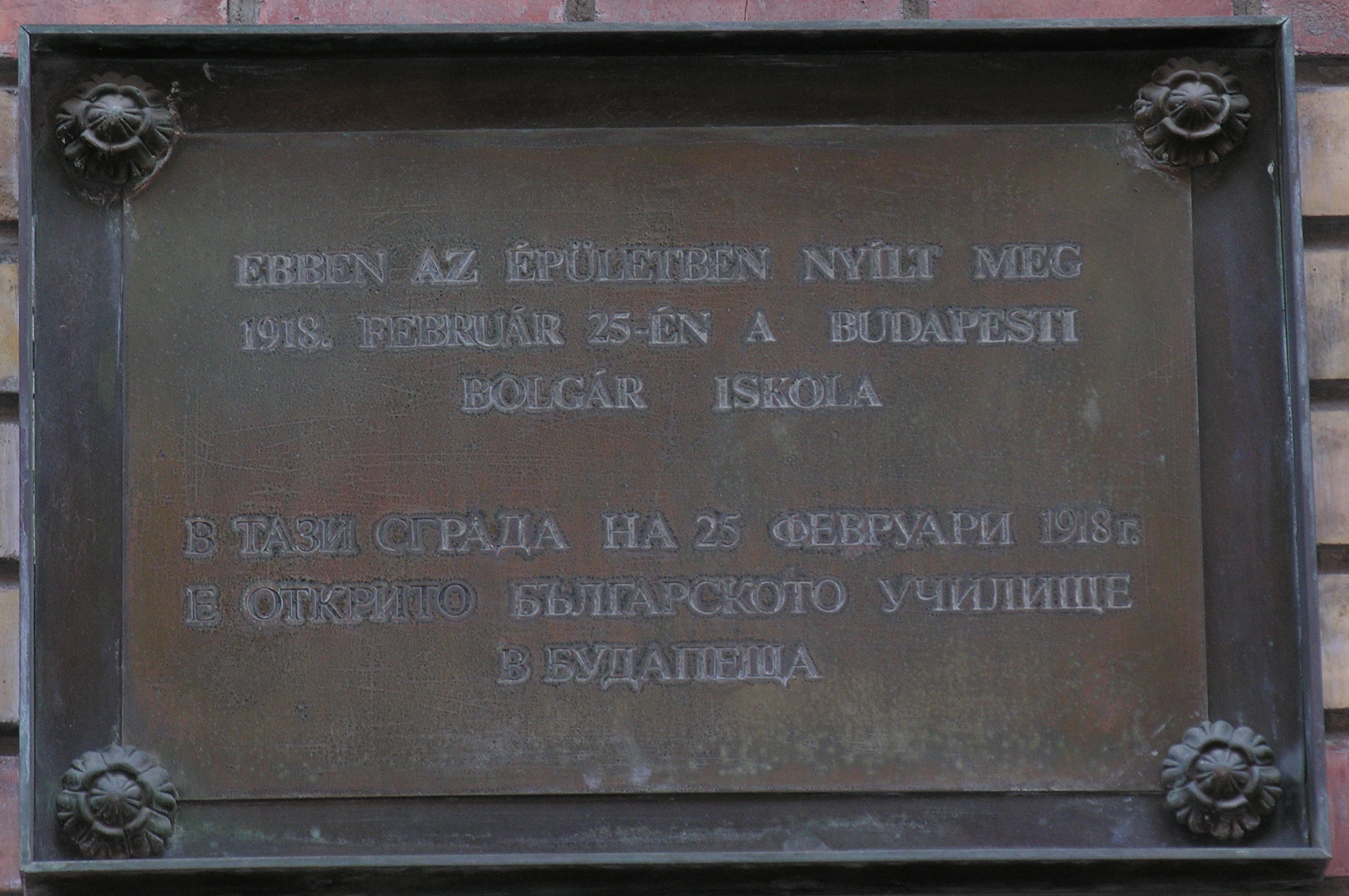
Bolgár Iskola Lónyay utca 4/b
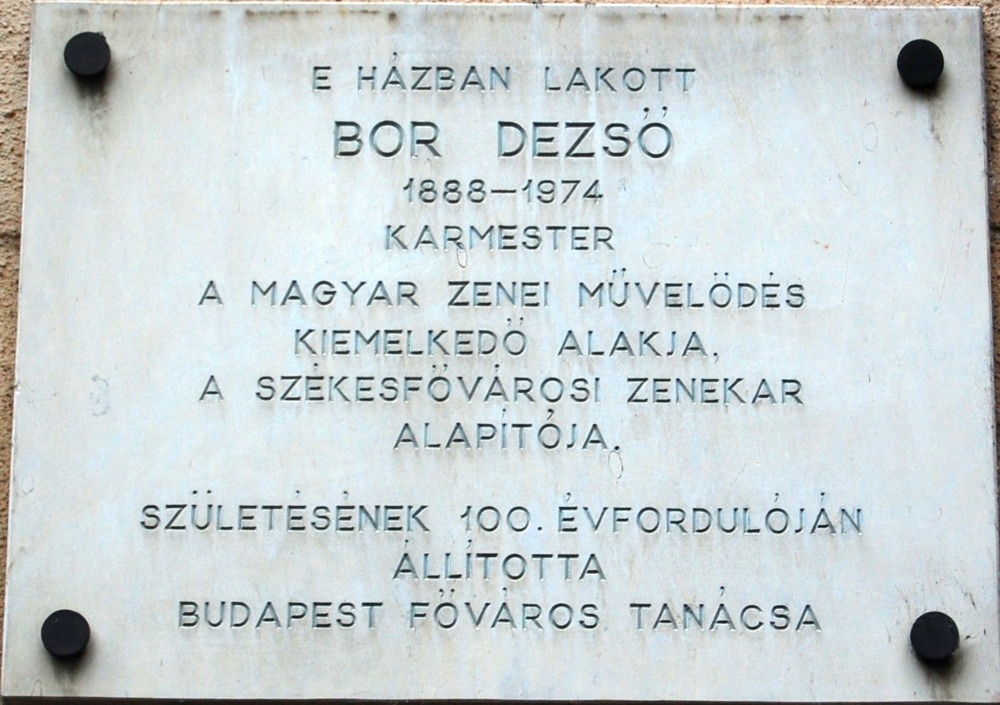
Bor Dezső Ferenc tér 4.
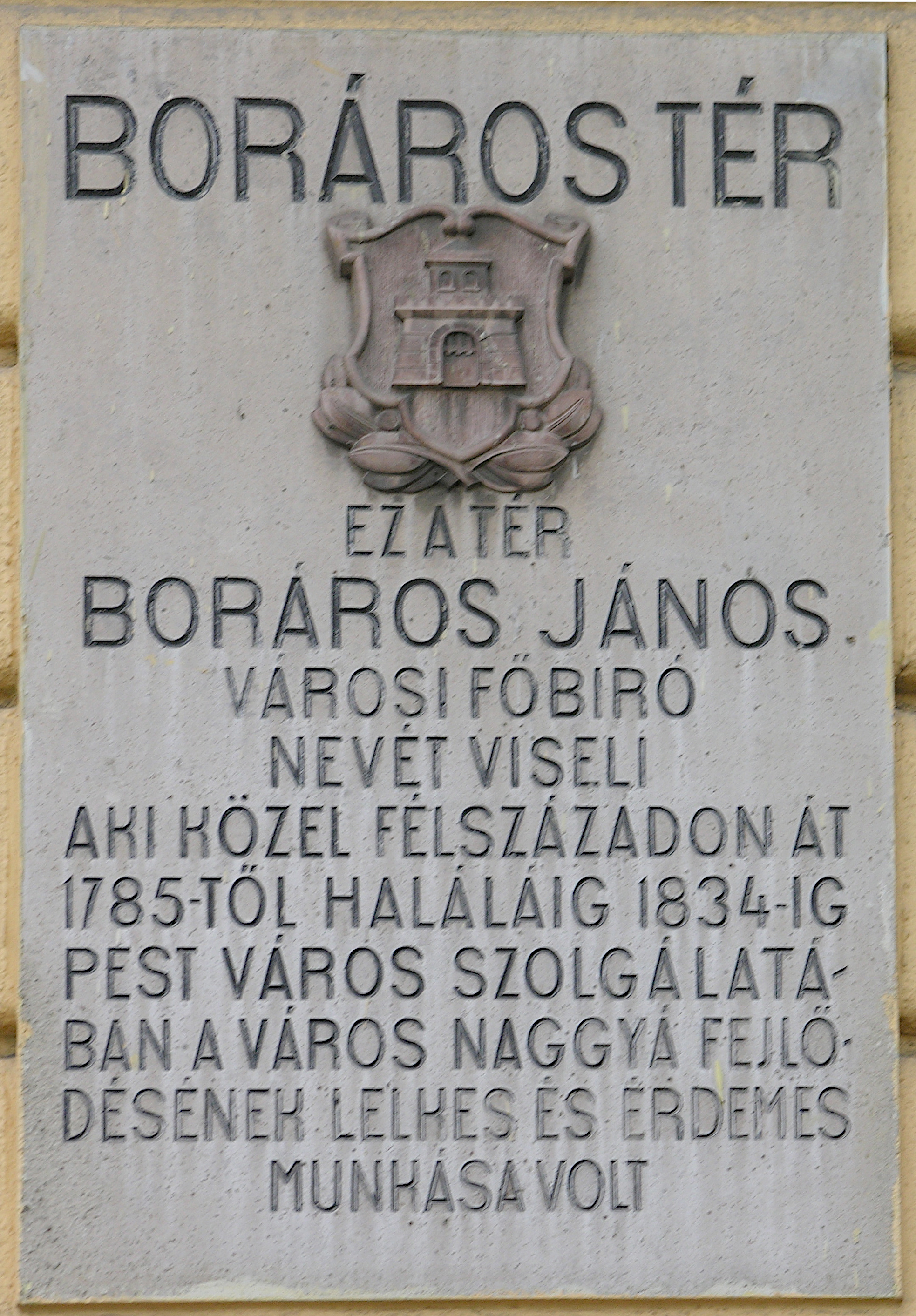
Boráros János Boráros tér 4.
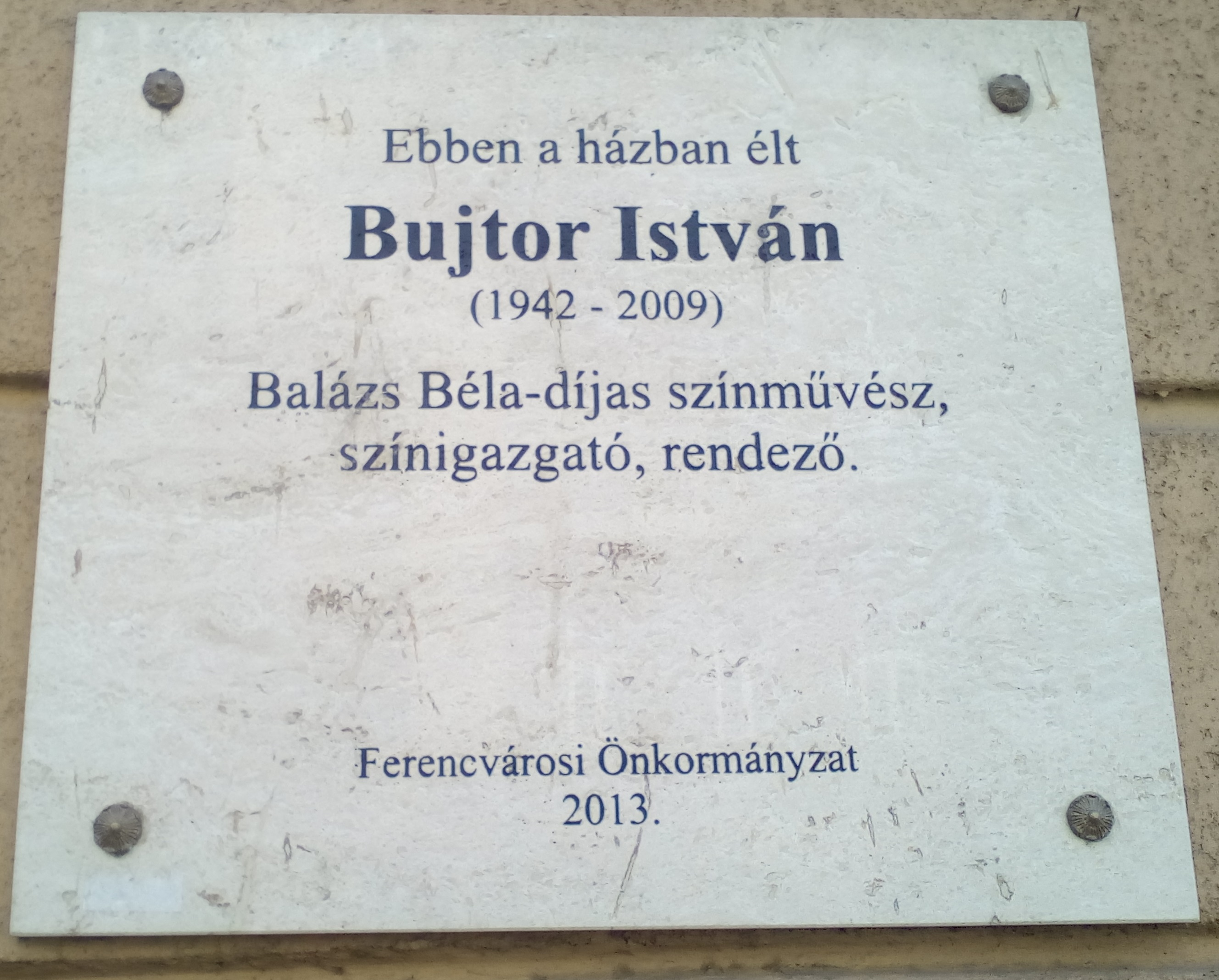
Bujtor István Mester utca 1.
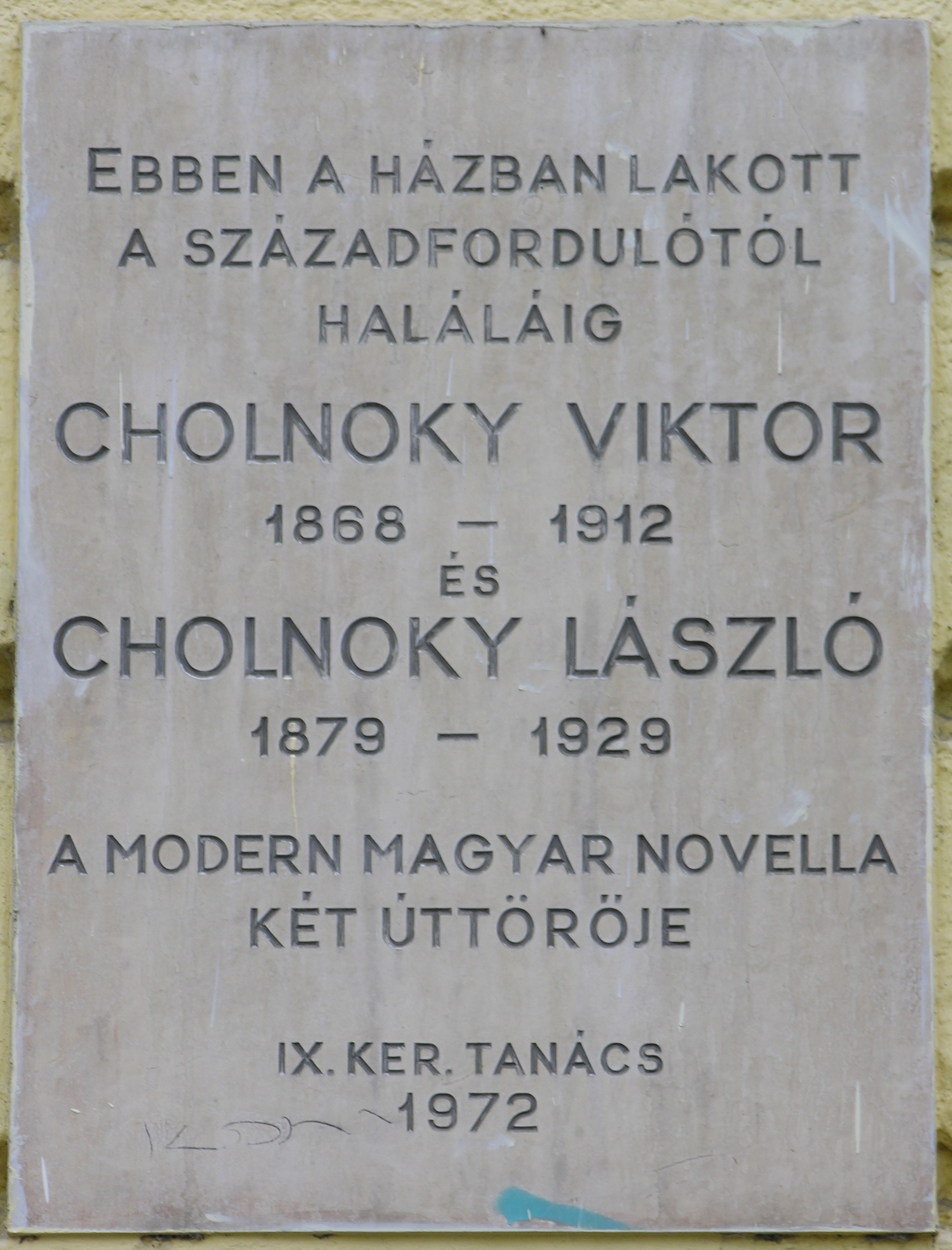
Cholnoky Viktor és Cholnoky László Ráday utca 54.
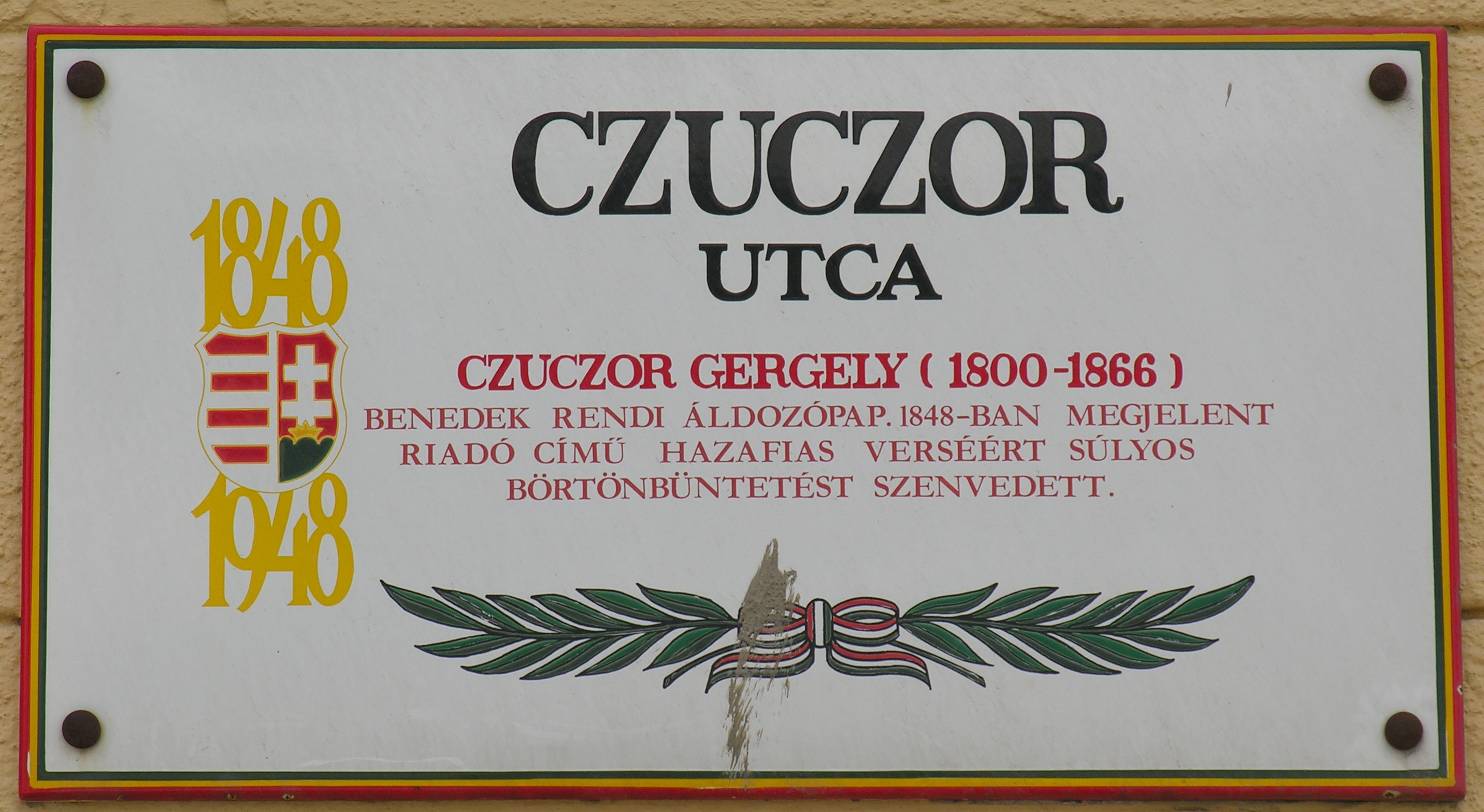
Czuczor Gergely Czuczor utca 9.
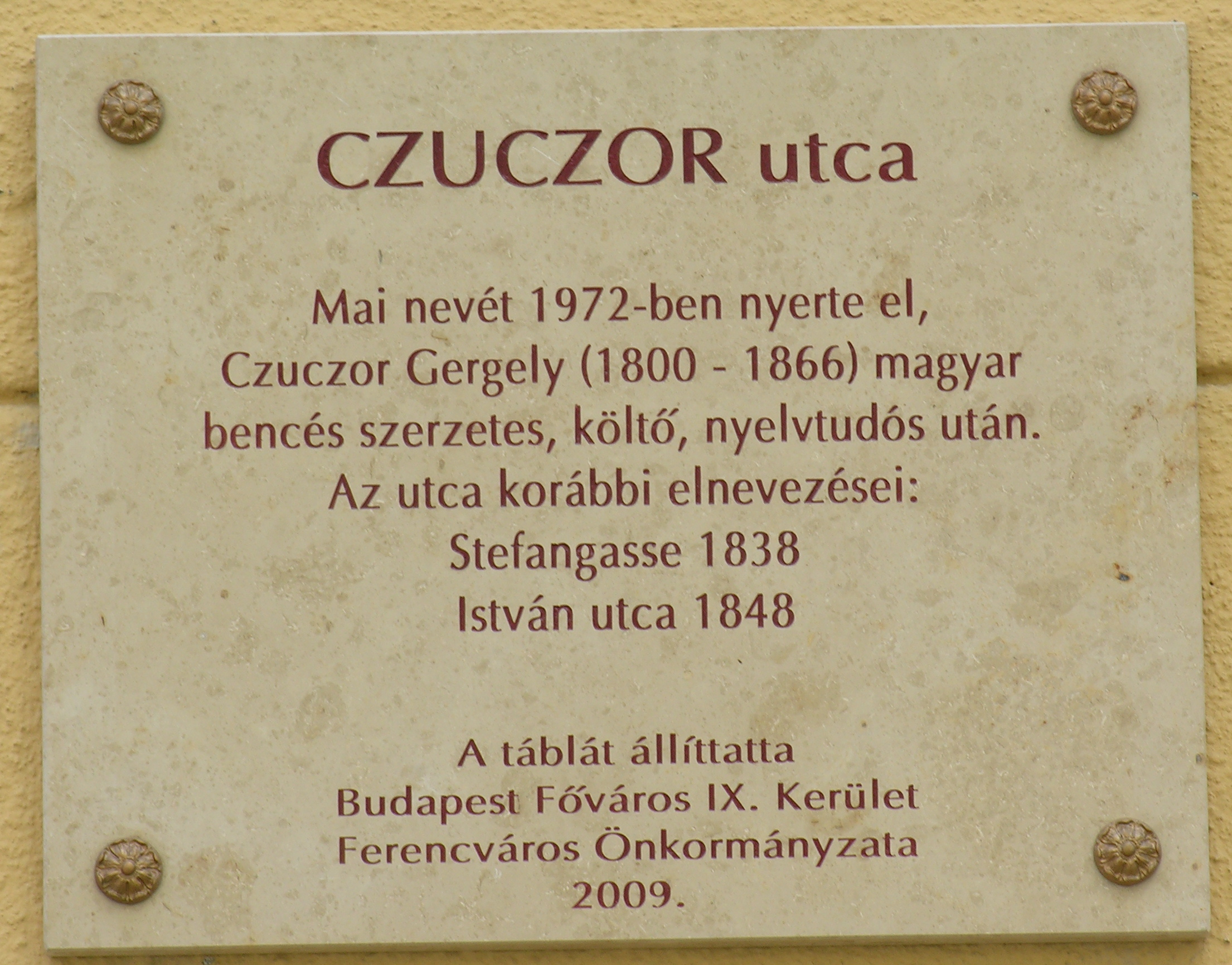
Czuczor utca[1] Czuczor utca 9.
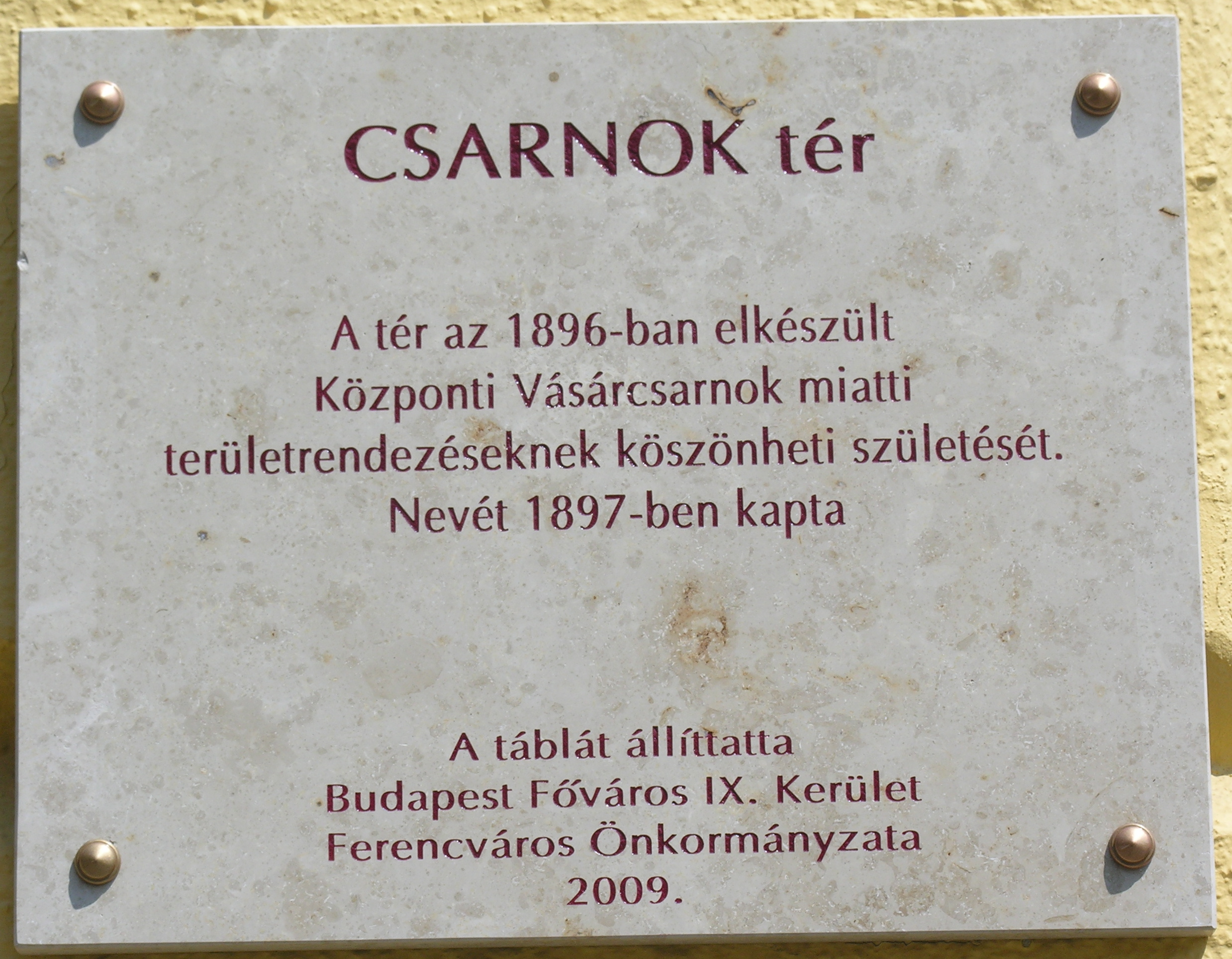
Csarnok tér Csarnok tér 5.
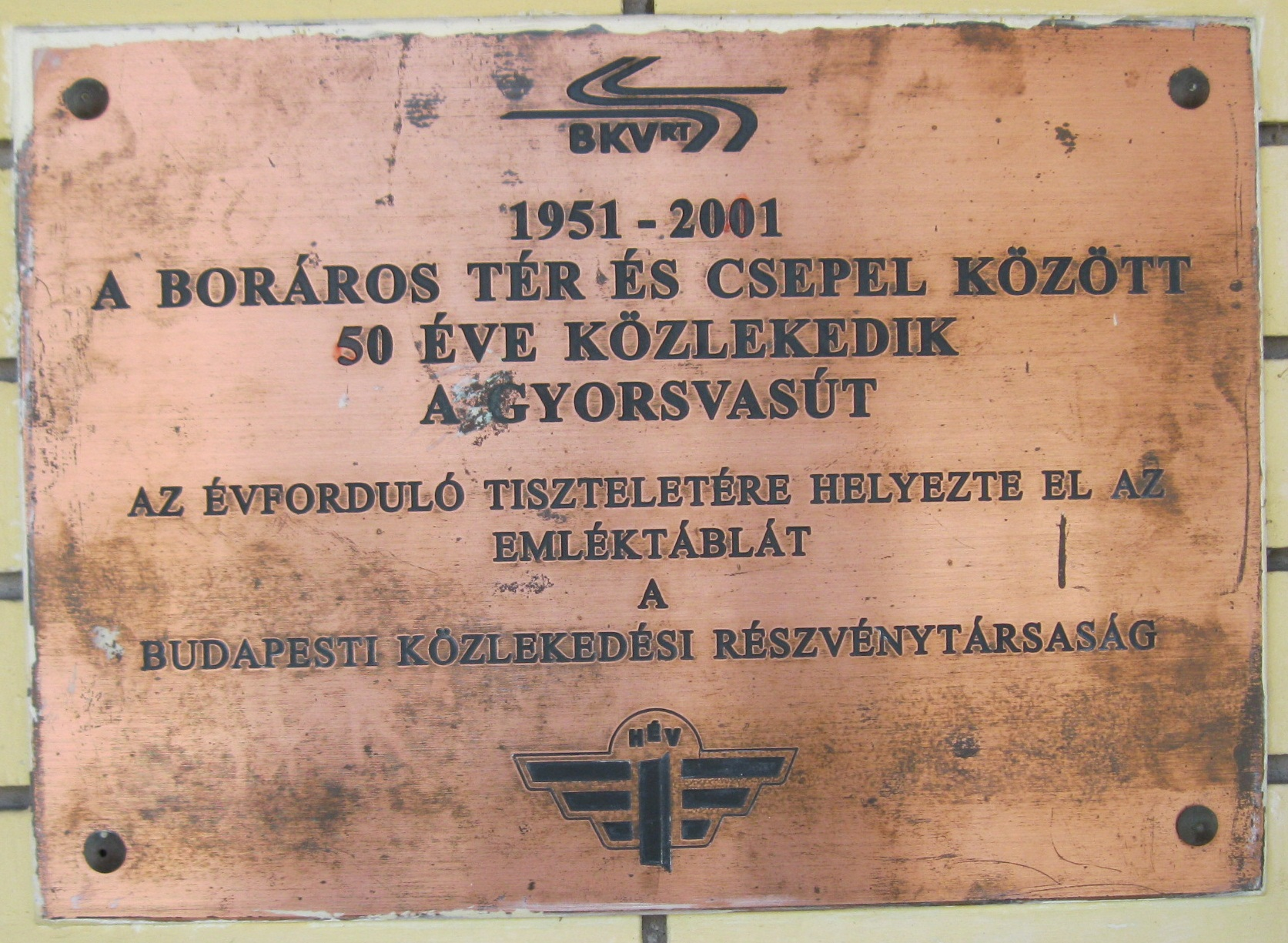
A csepeli gyorsvasút fennállásának 50. évfordulója Boráros tér, HÉV végállomás
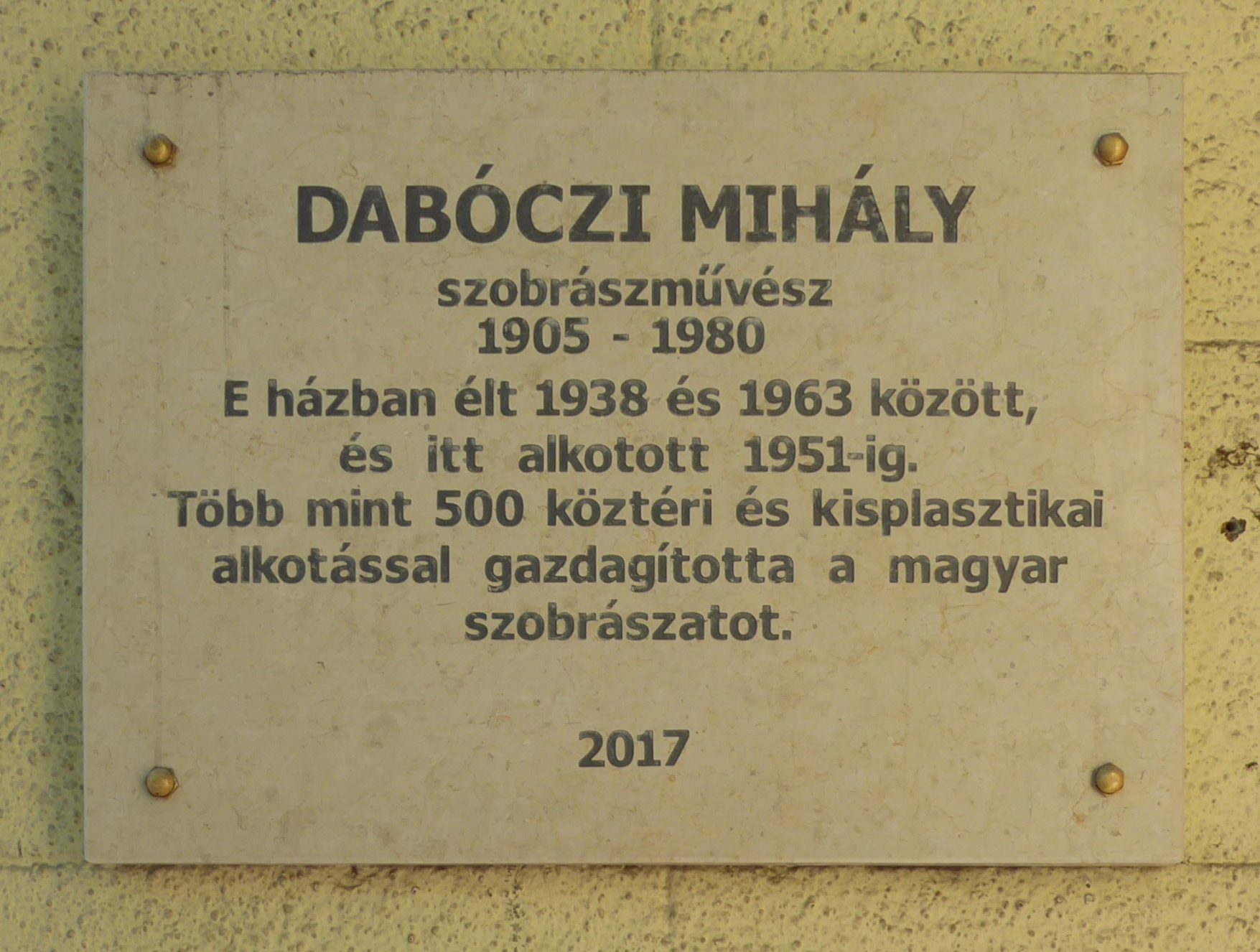
Dabóczi Mihály Üllői út 59.
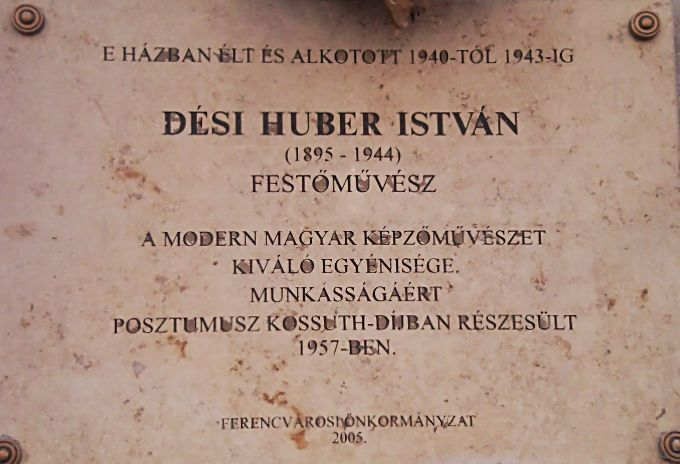
Dési Huber István Ipar utca 11. Beck András alkotása
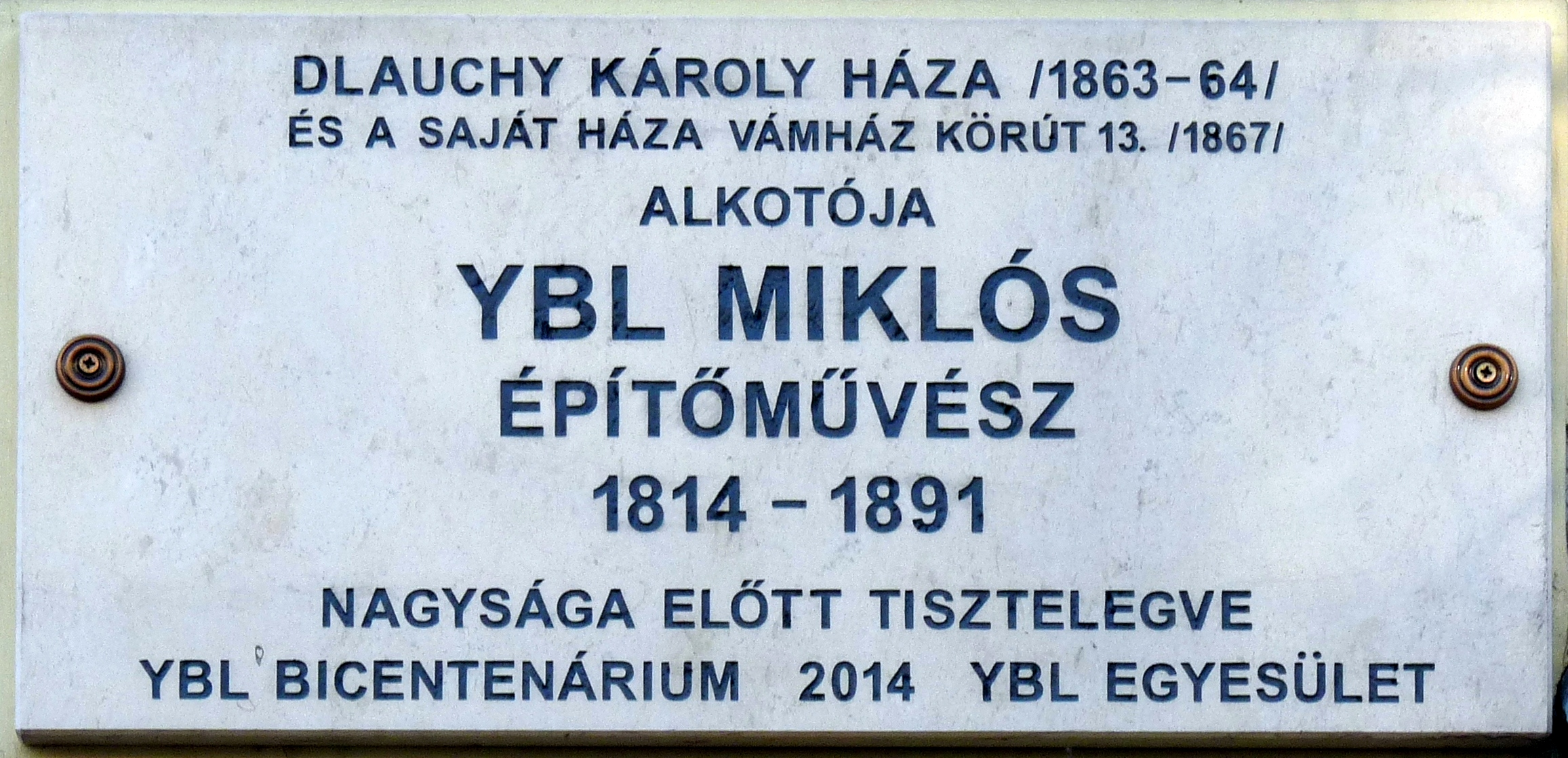
Dlauchy Károly Vámház körút 15.
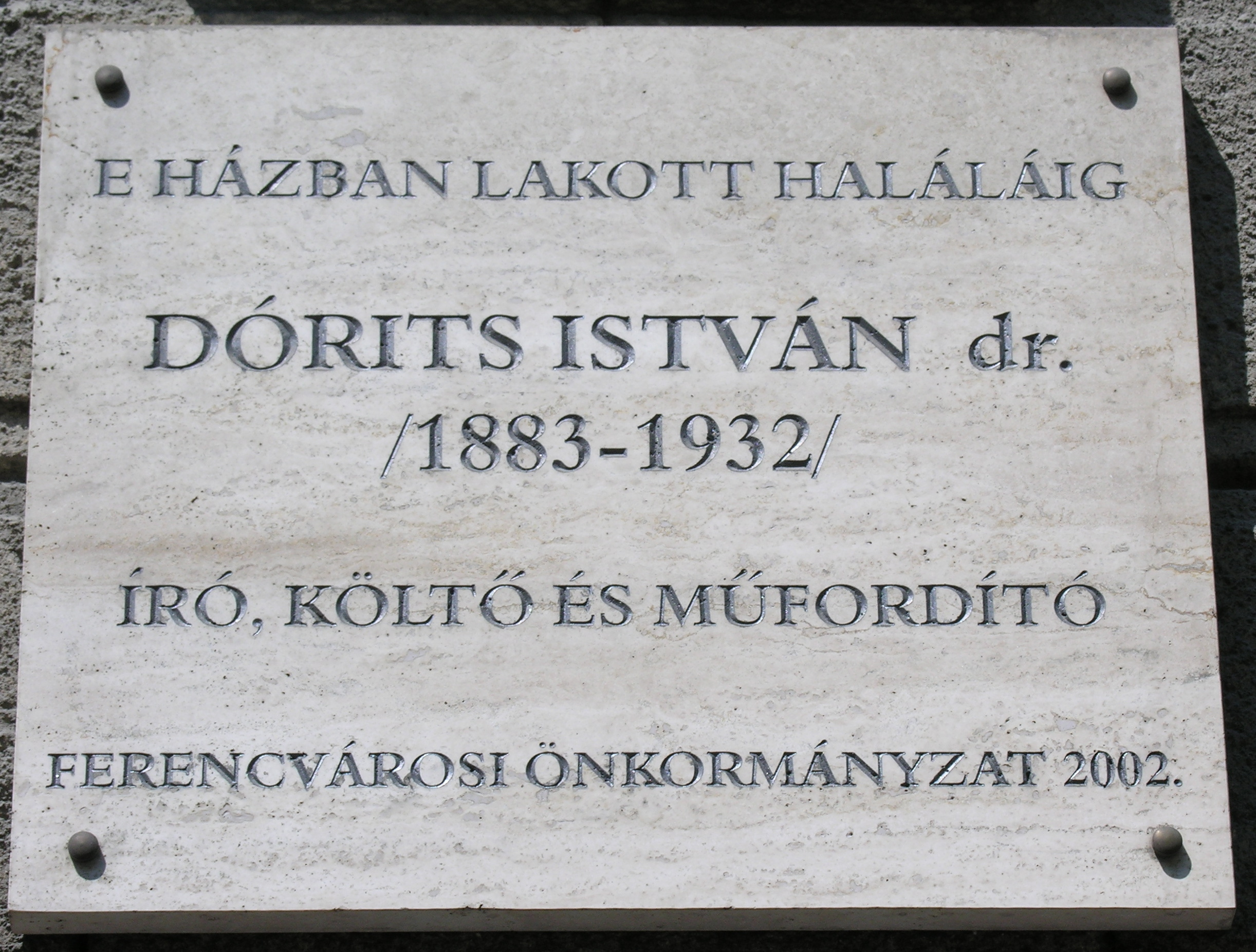
Dórits István Bakáts utca 8.
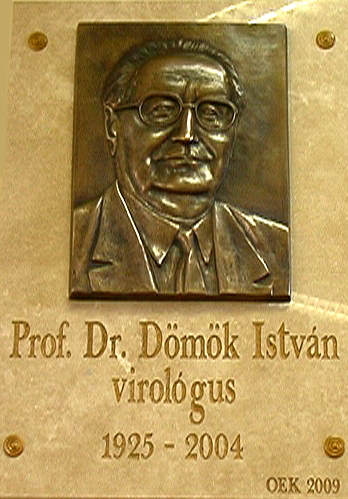
Dömök István Albert Flórián  út 2-6.
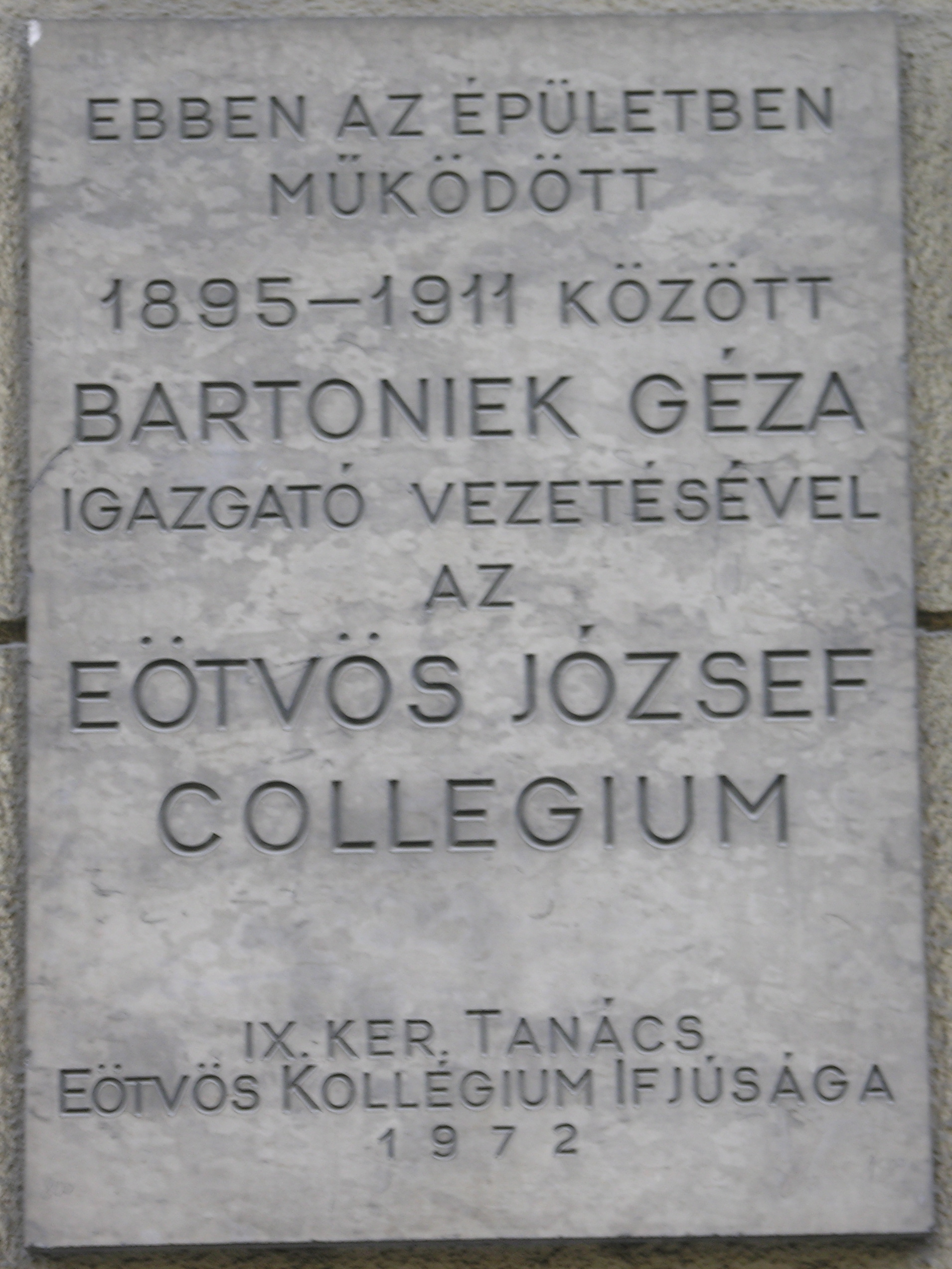
Eötvös József Collegium és Bartoniek Géza Gönczy Pál utca 2.
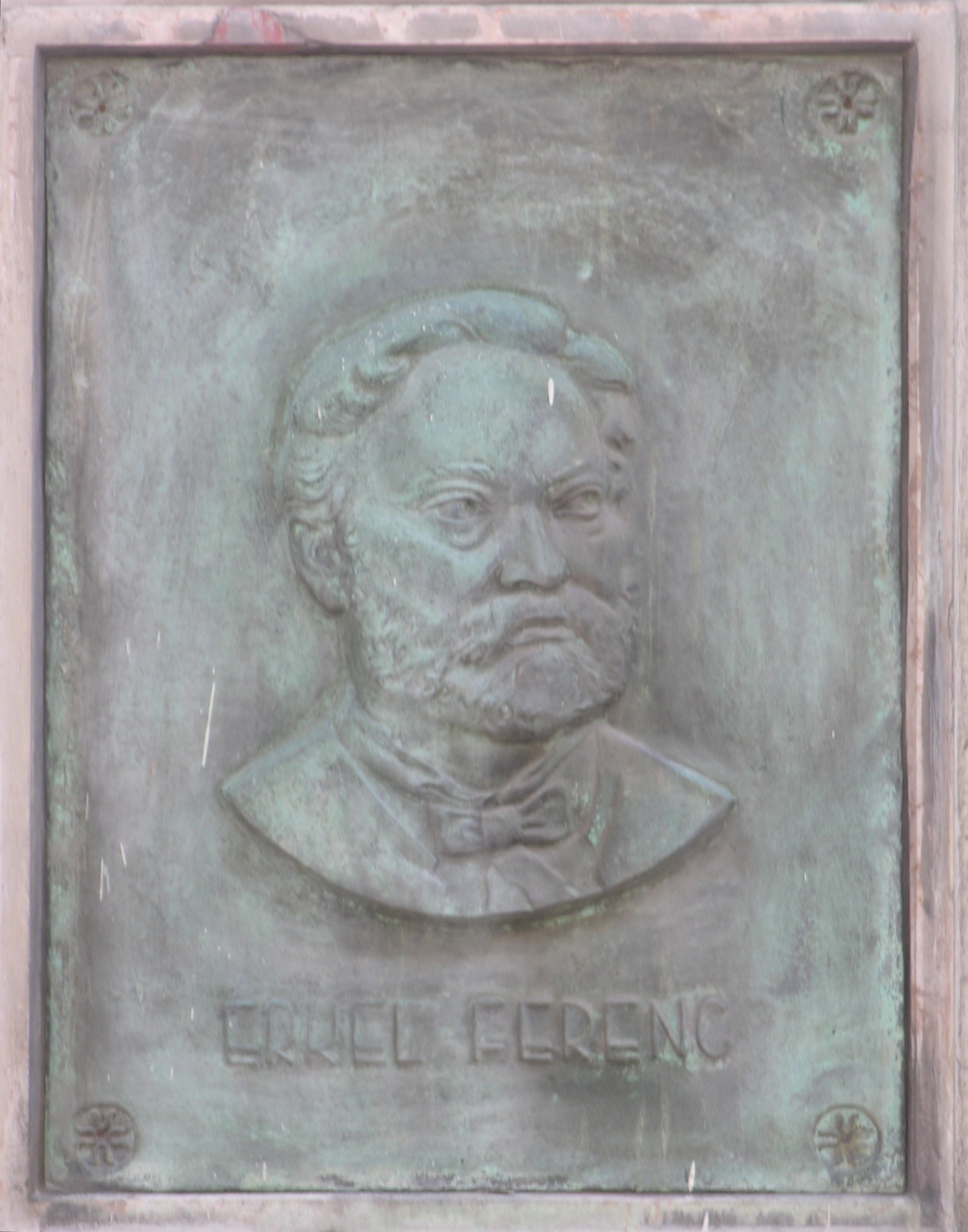
Erkel Ferenc Erkel utca 19. alkotó: Veszeli Ilona
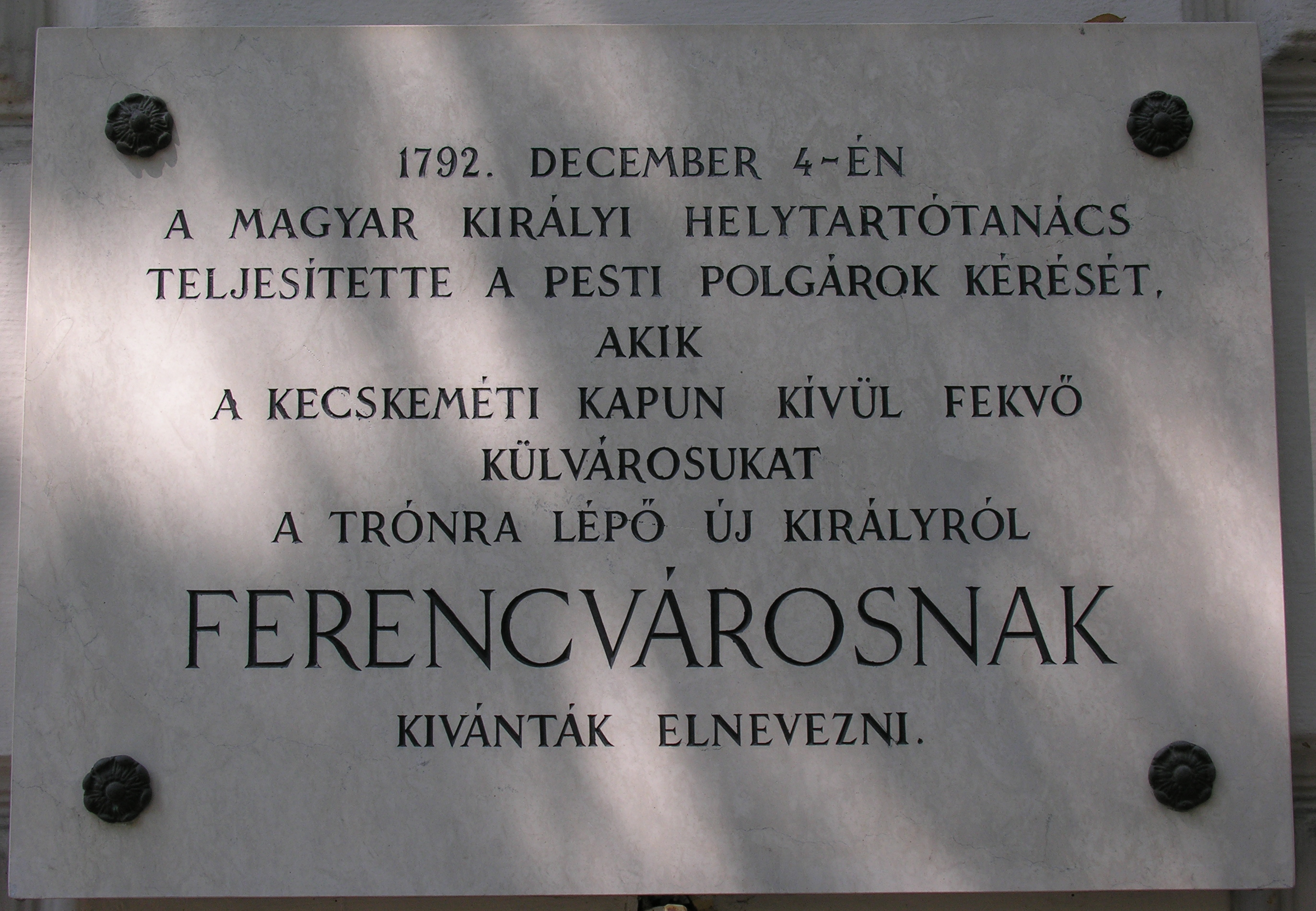
Ferencváros Bakáts tér 14.
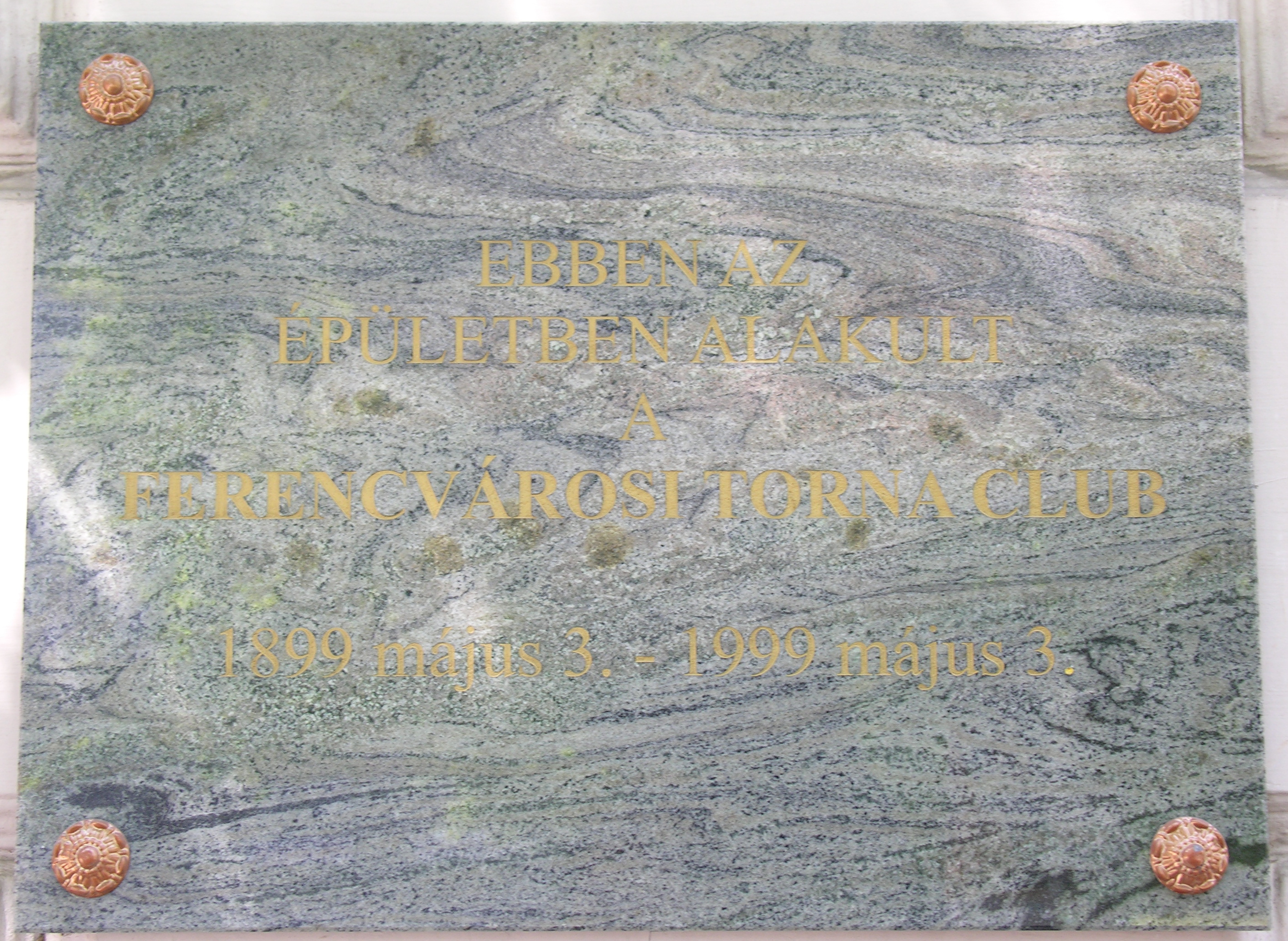
Ferencvárosi Torna Club Bakáts tér 14.
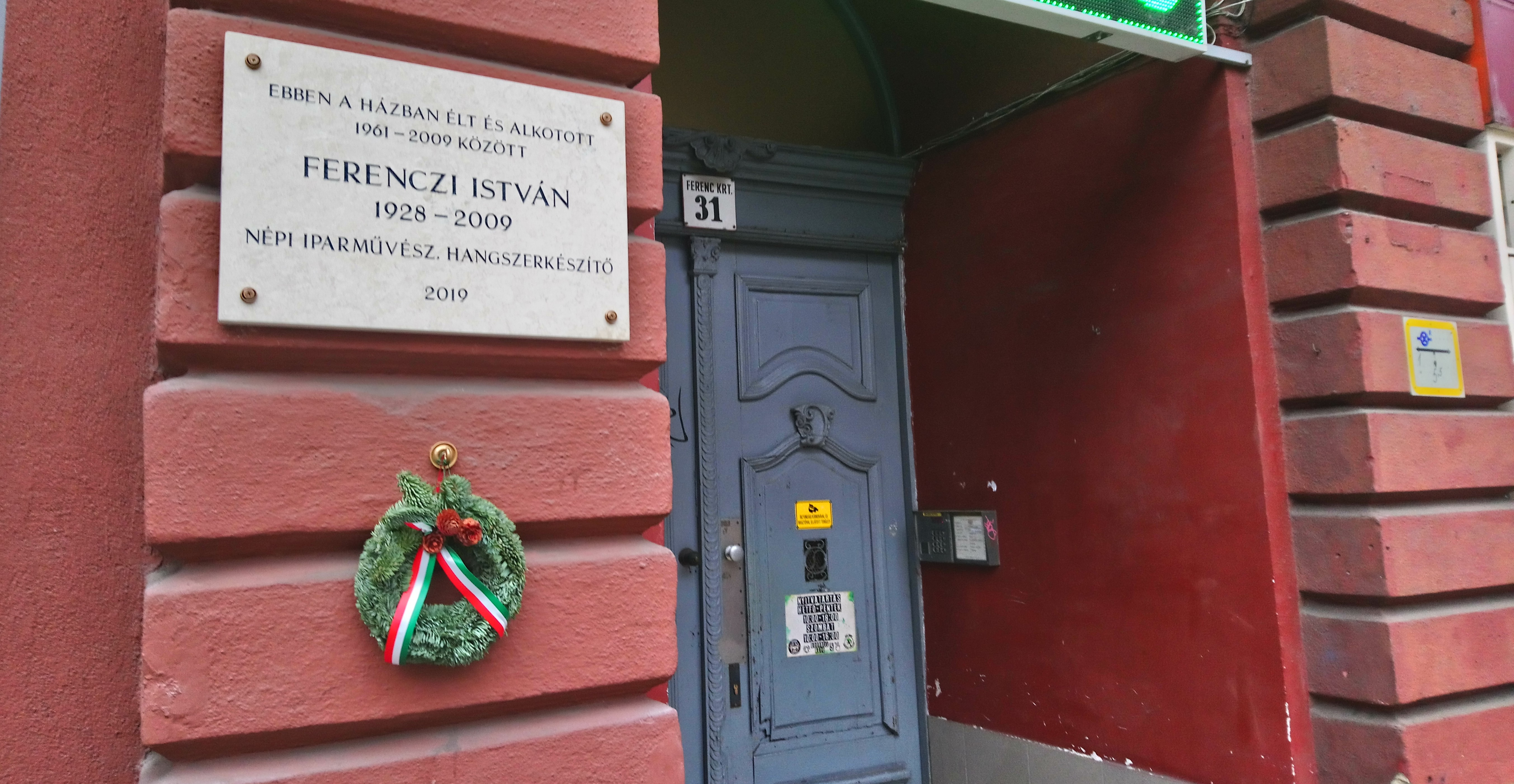
Ferenczi István citerakészítő Ferenc körút 31.
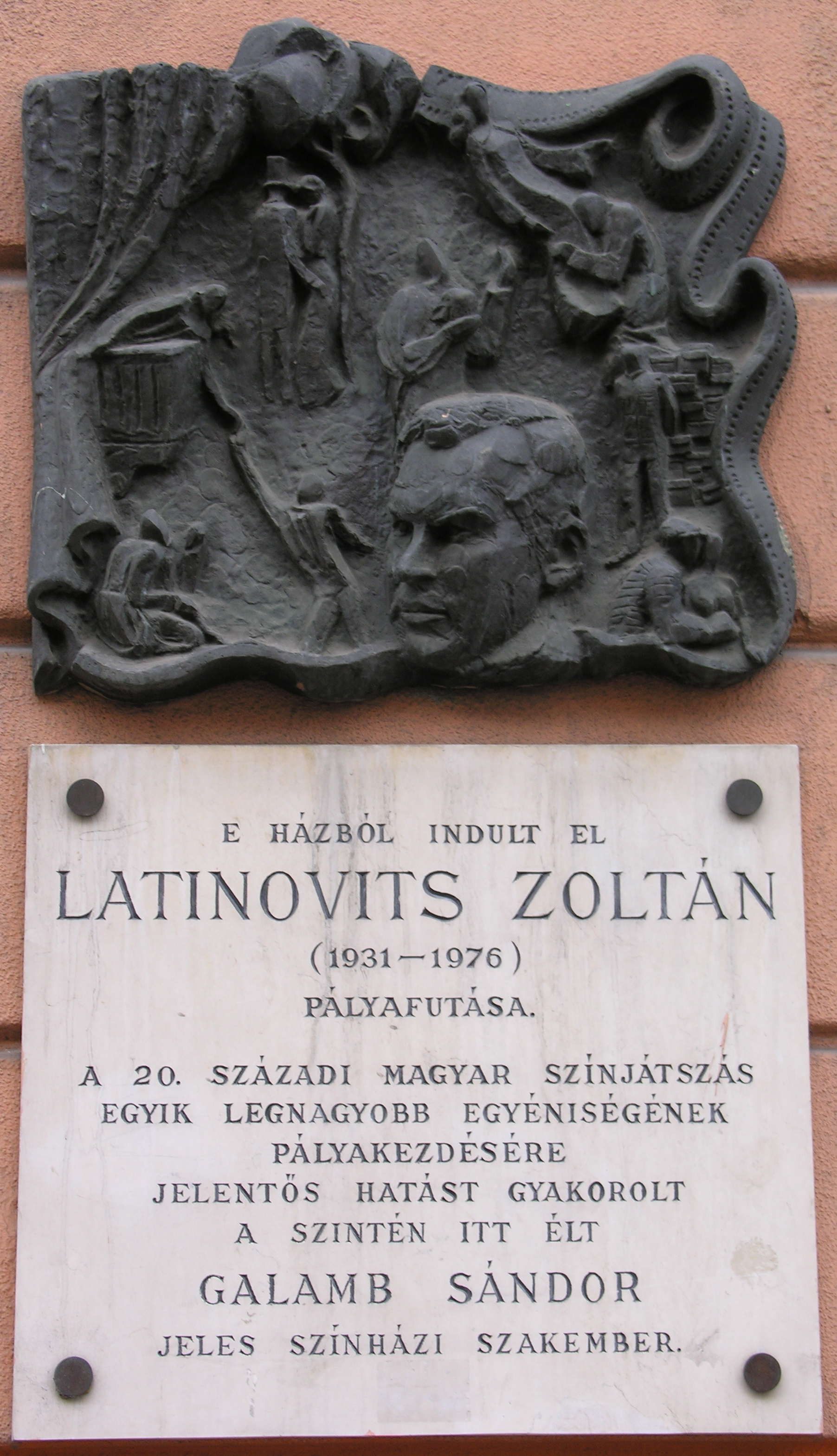
Galamb Sándor alkotó: Czinder Antal Mester utca 1.
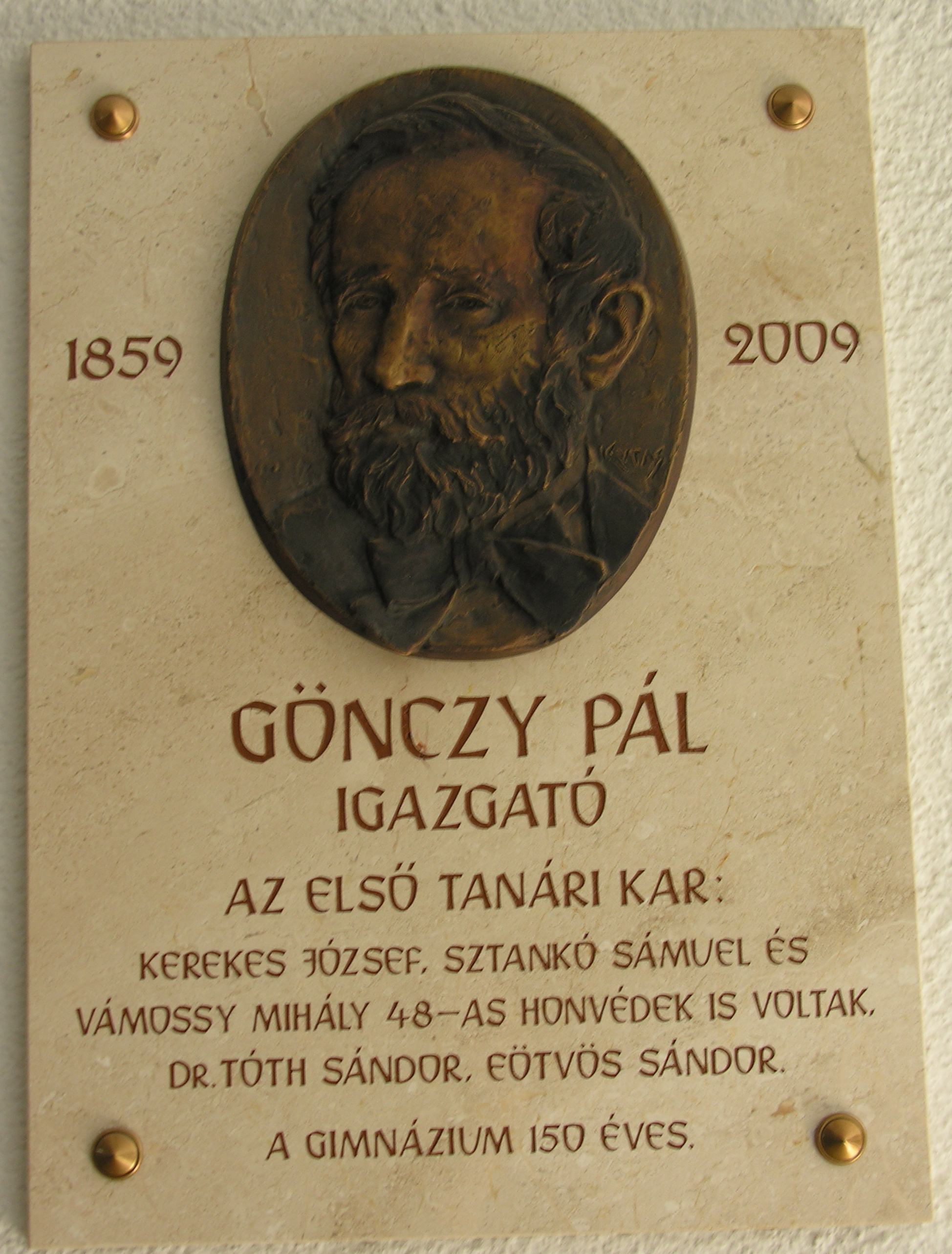
Gönczy Pál Kinizsi utca 1-7.
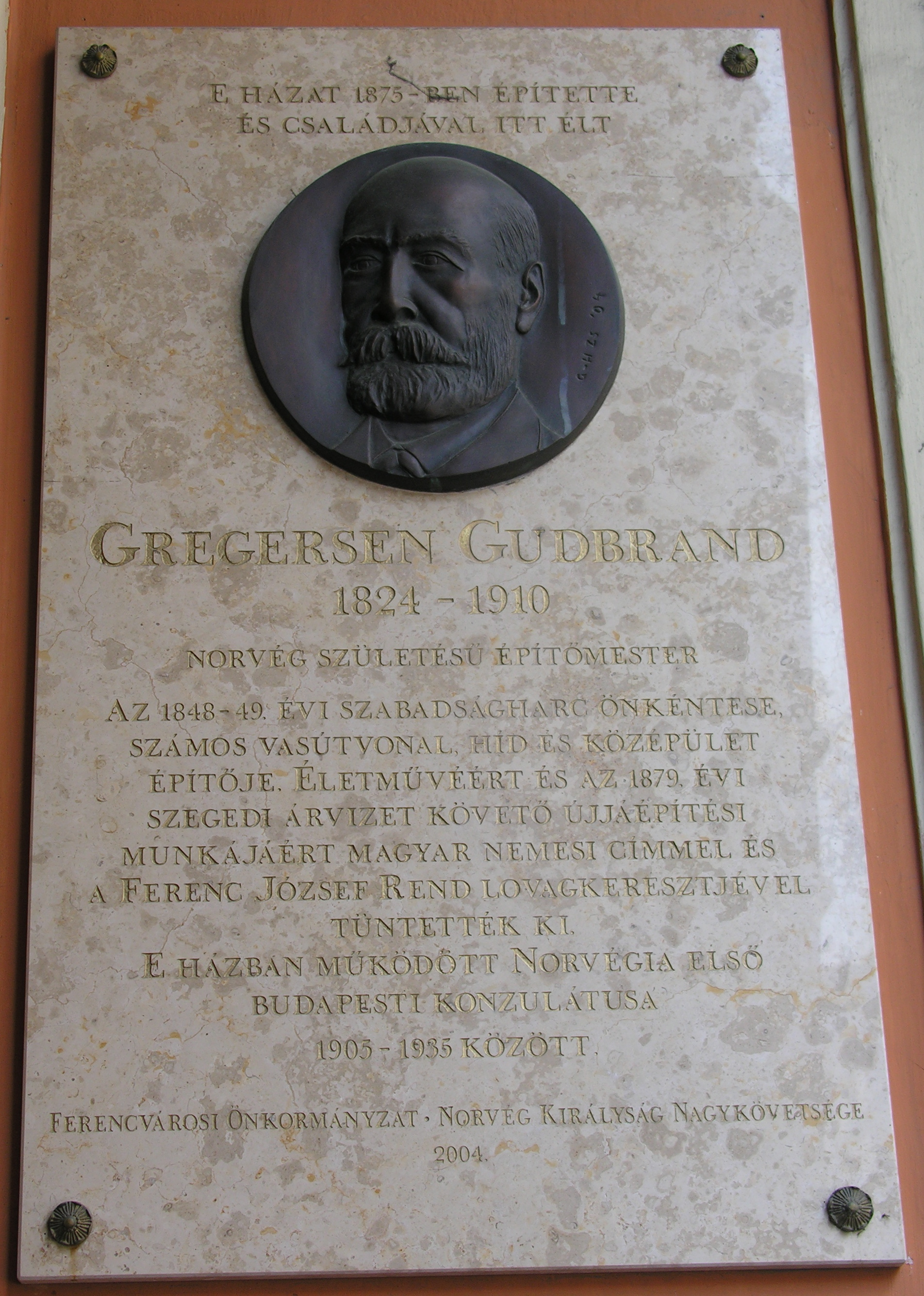
Gregersen Gudbrand Lónyay utca 29. alkotó: Gulácsy-Horváth Zsolt
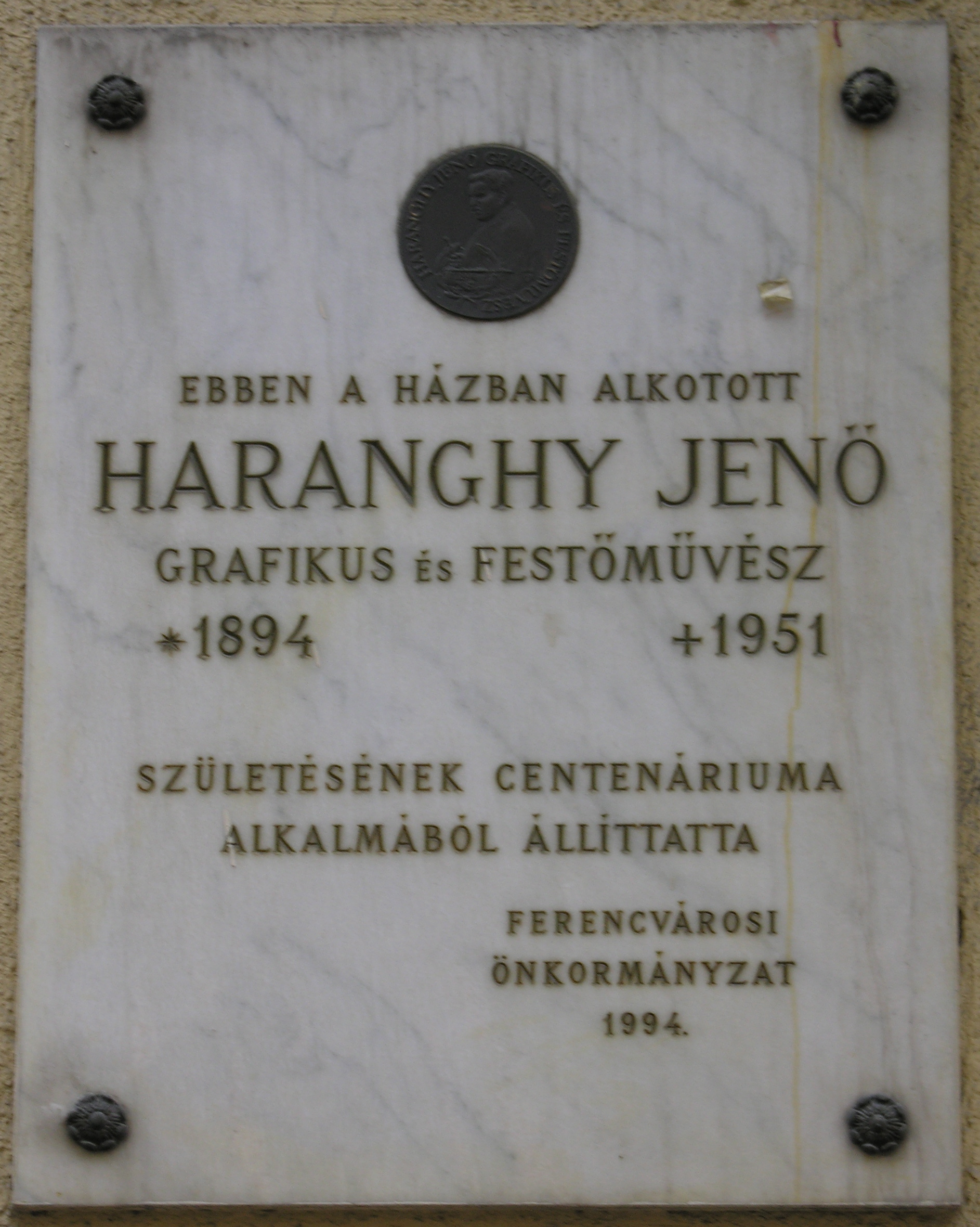
Haranghy Jenő Ráday utca 63.
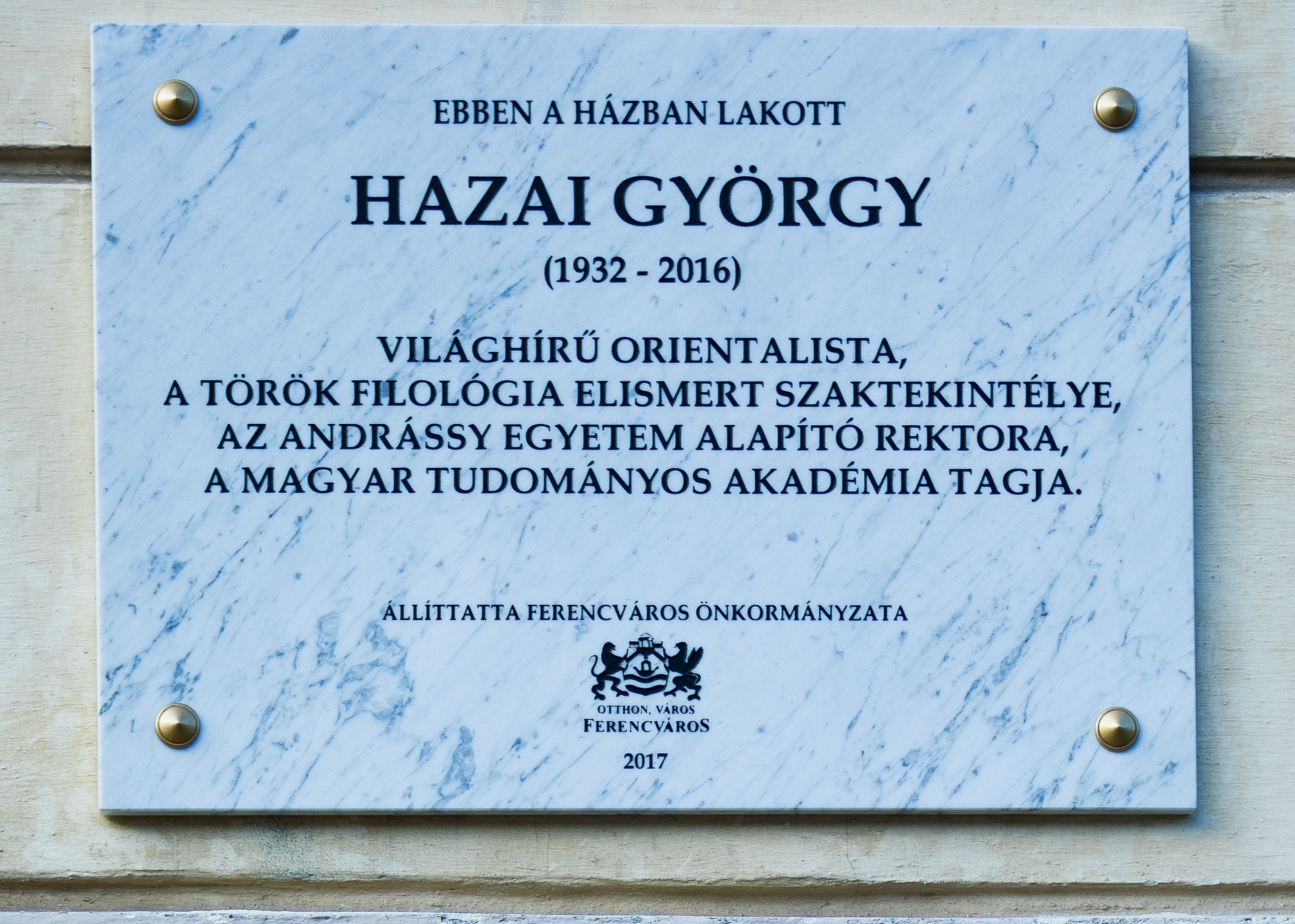
Hazai György Közraktár utca 12/a
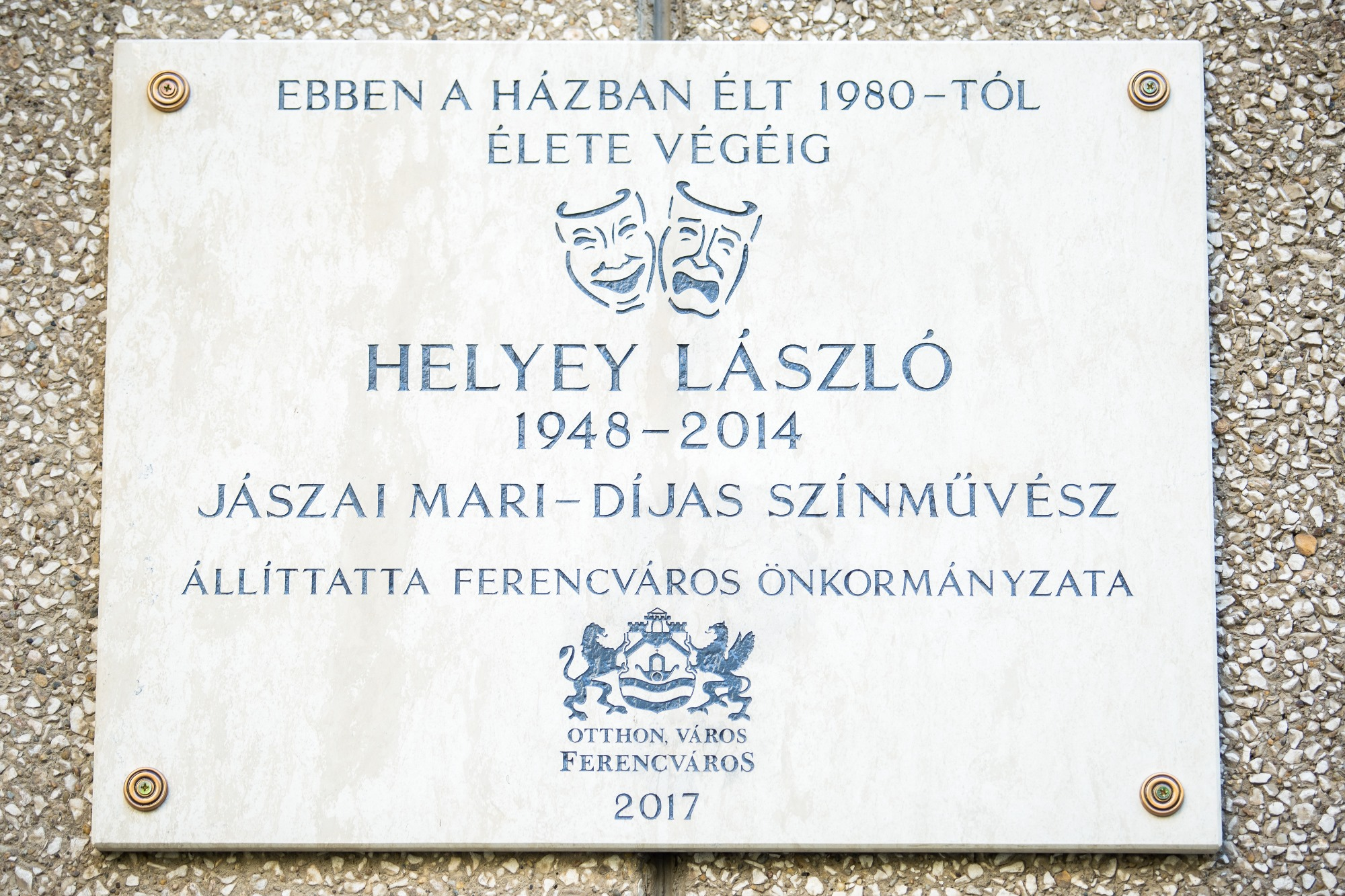
Helyey László Ifjúmunkás utca 24.
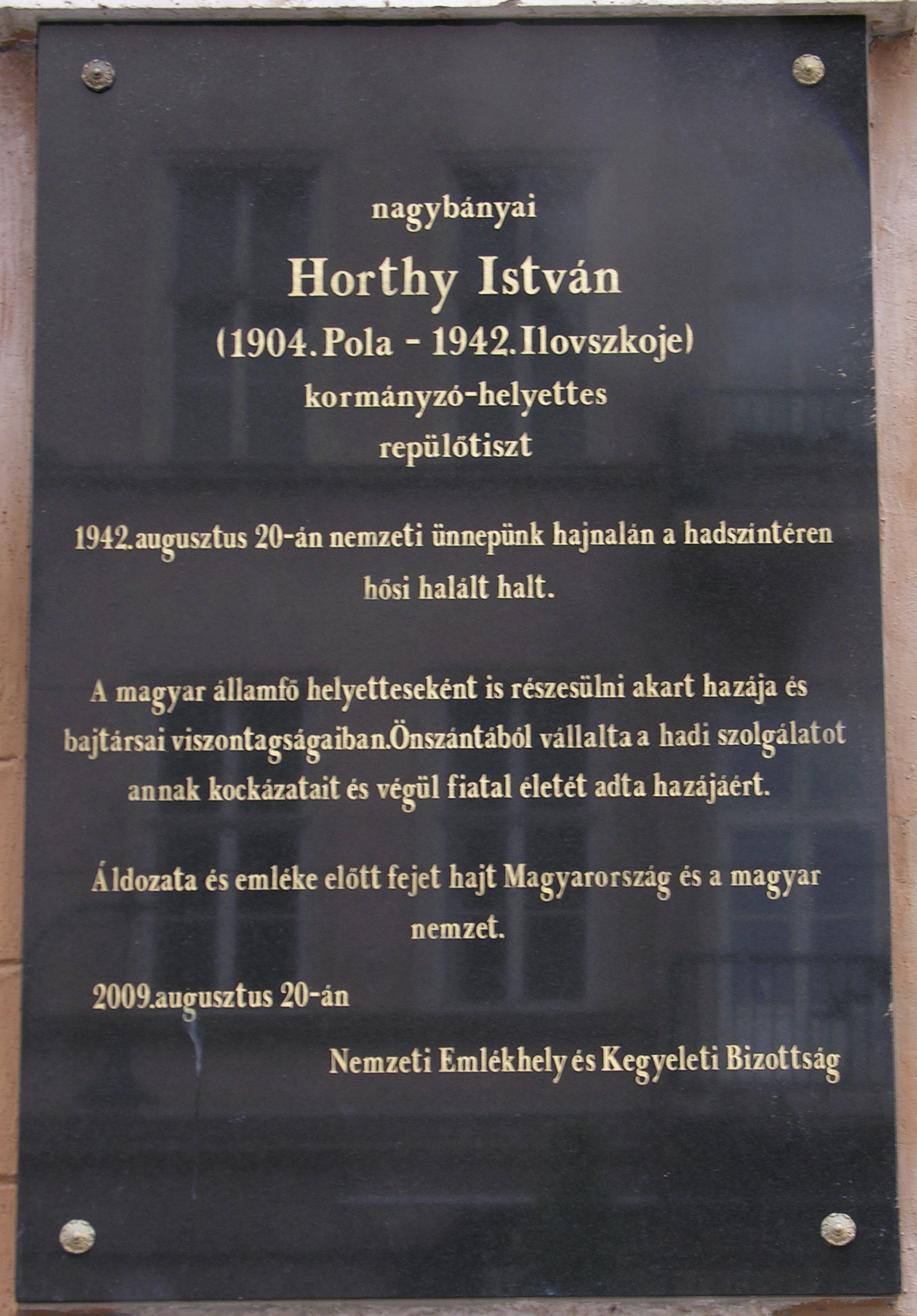
Horthy István Vámház körút 5.
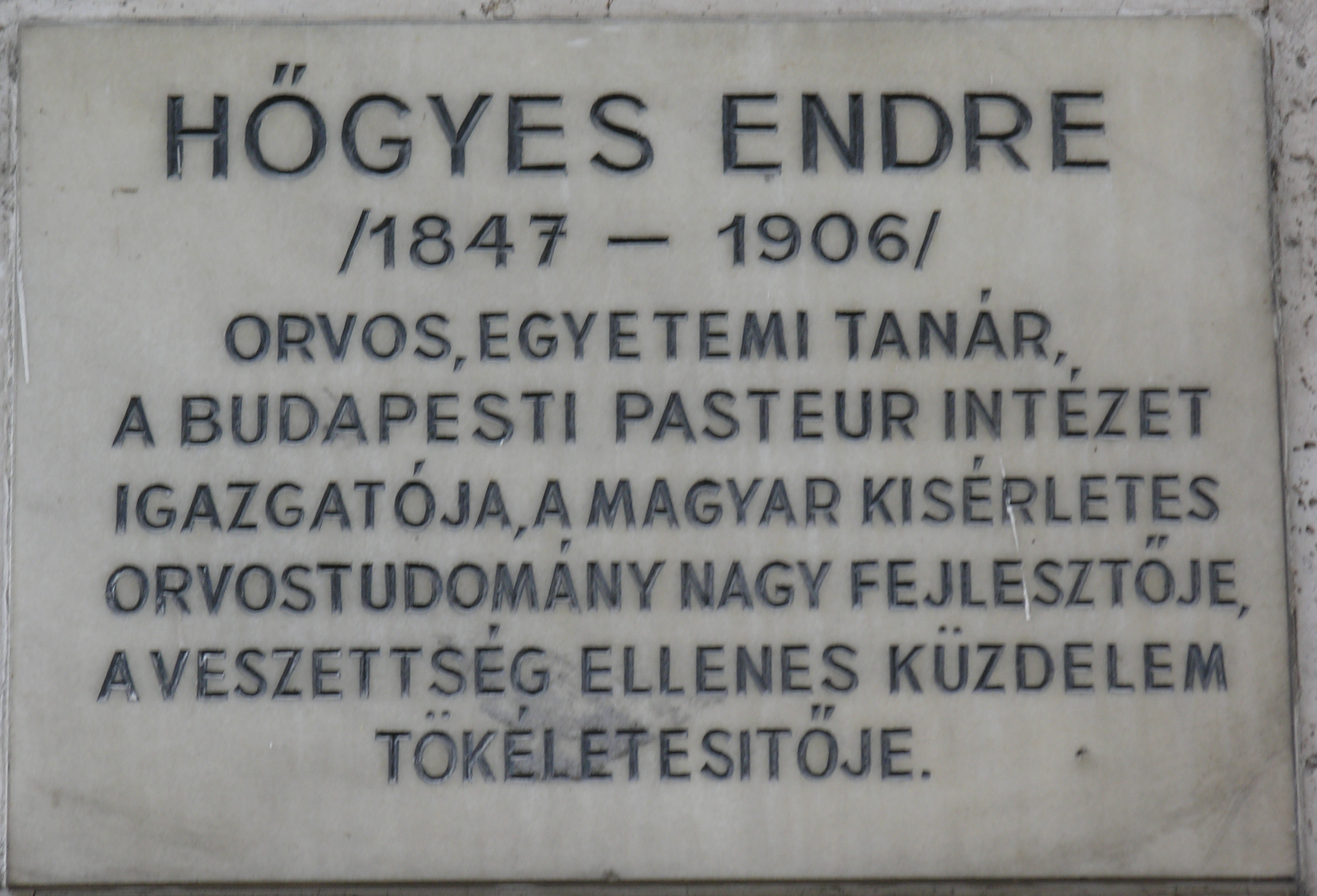
Hőgyes Endre Hőgyes Endre utca 17.
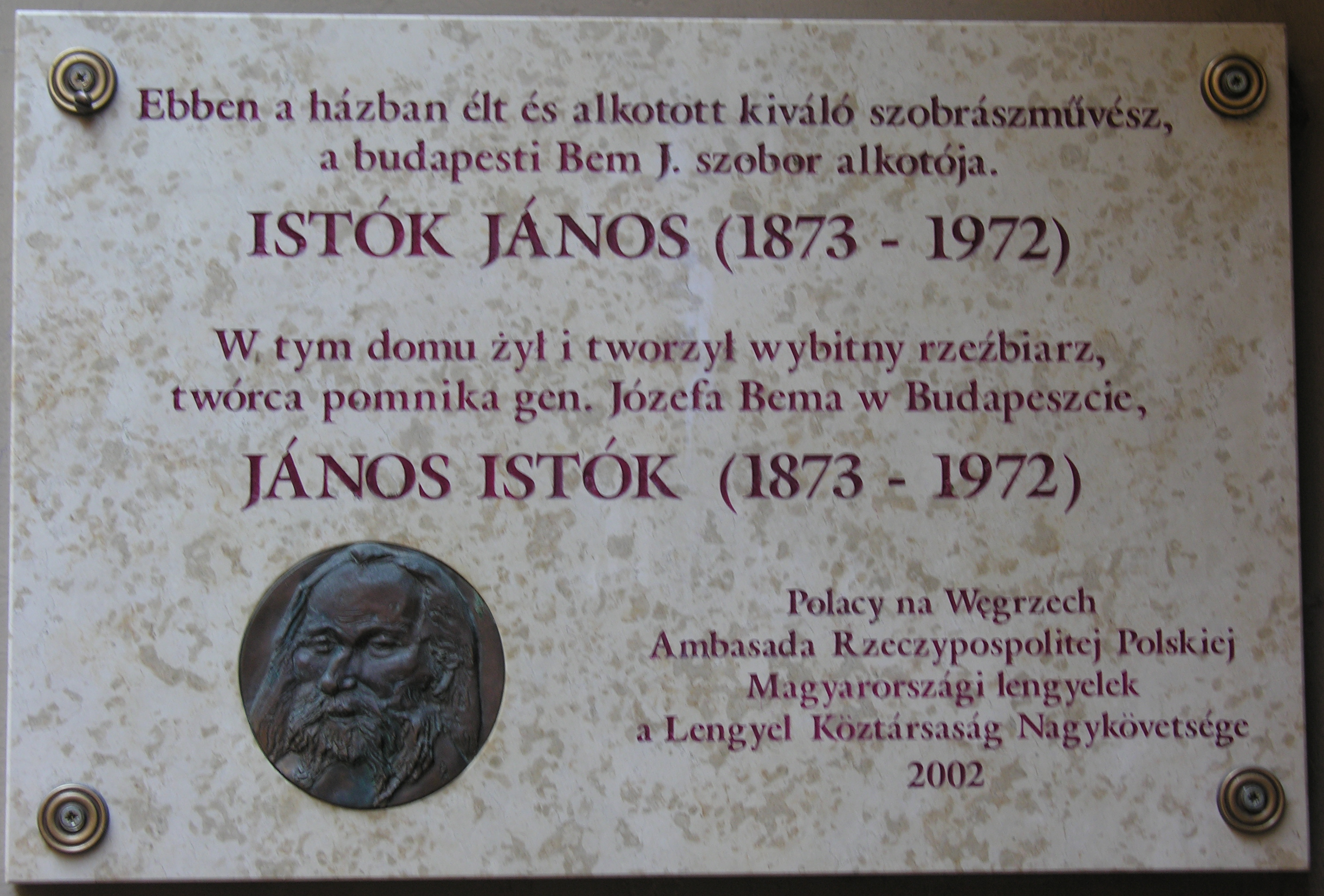
Istók János Ráday utca 22.
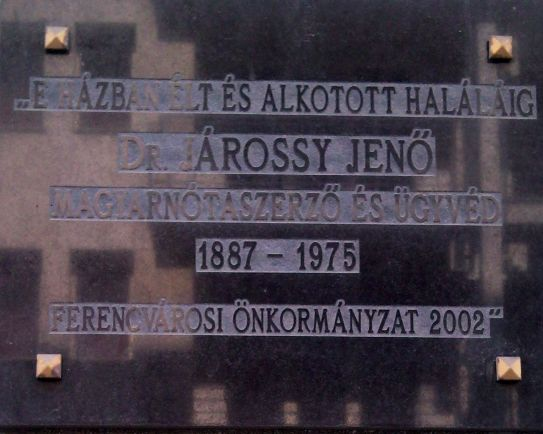
Járossy Jenő Ipar utca 3.
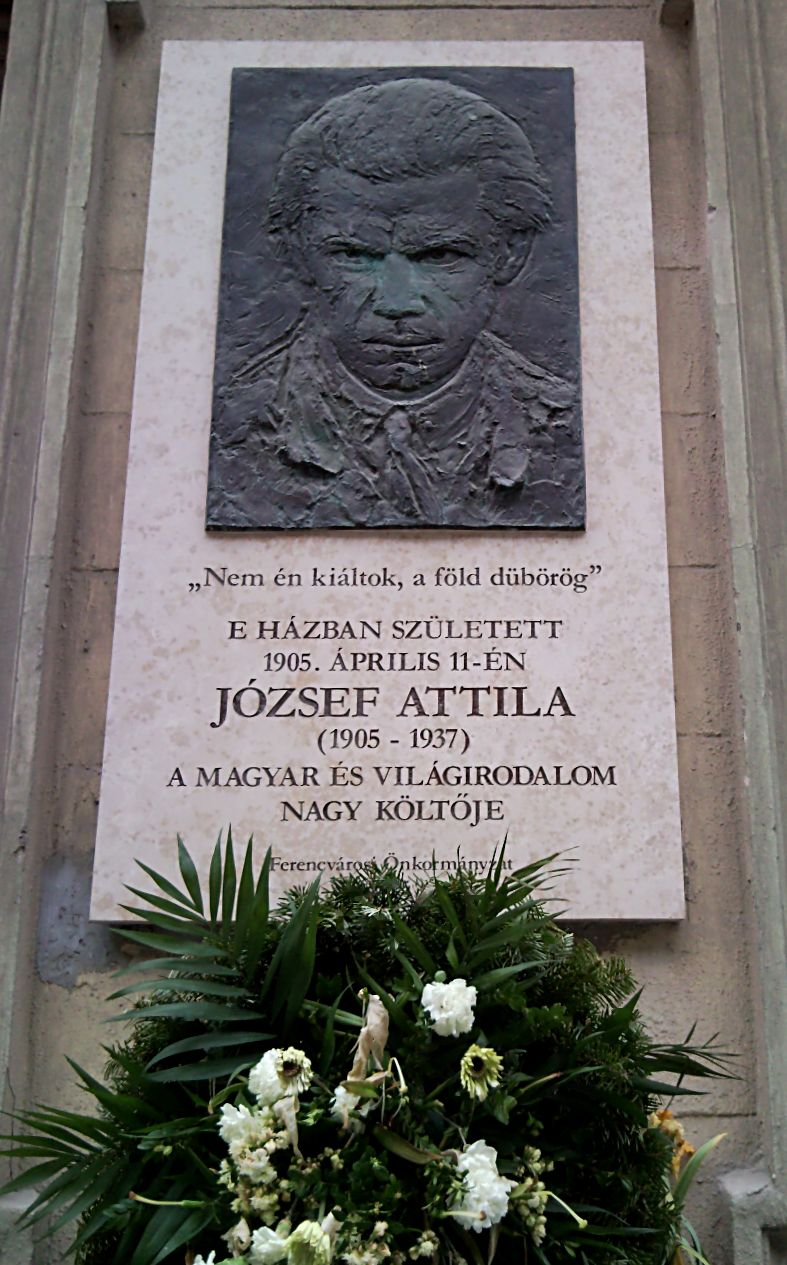
József Attila Gát utca 3. alkotó: Majoros István
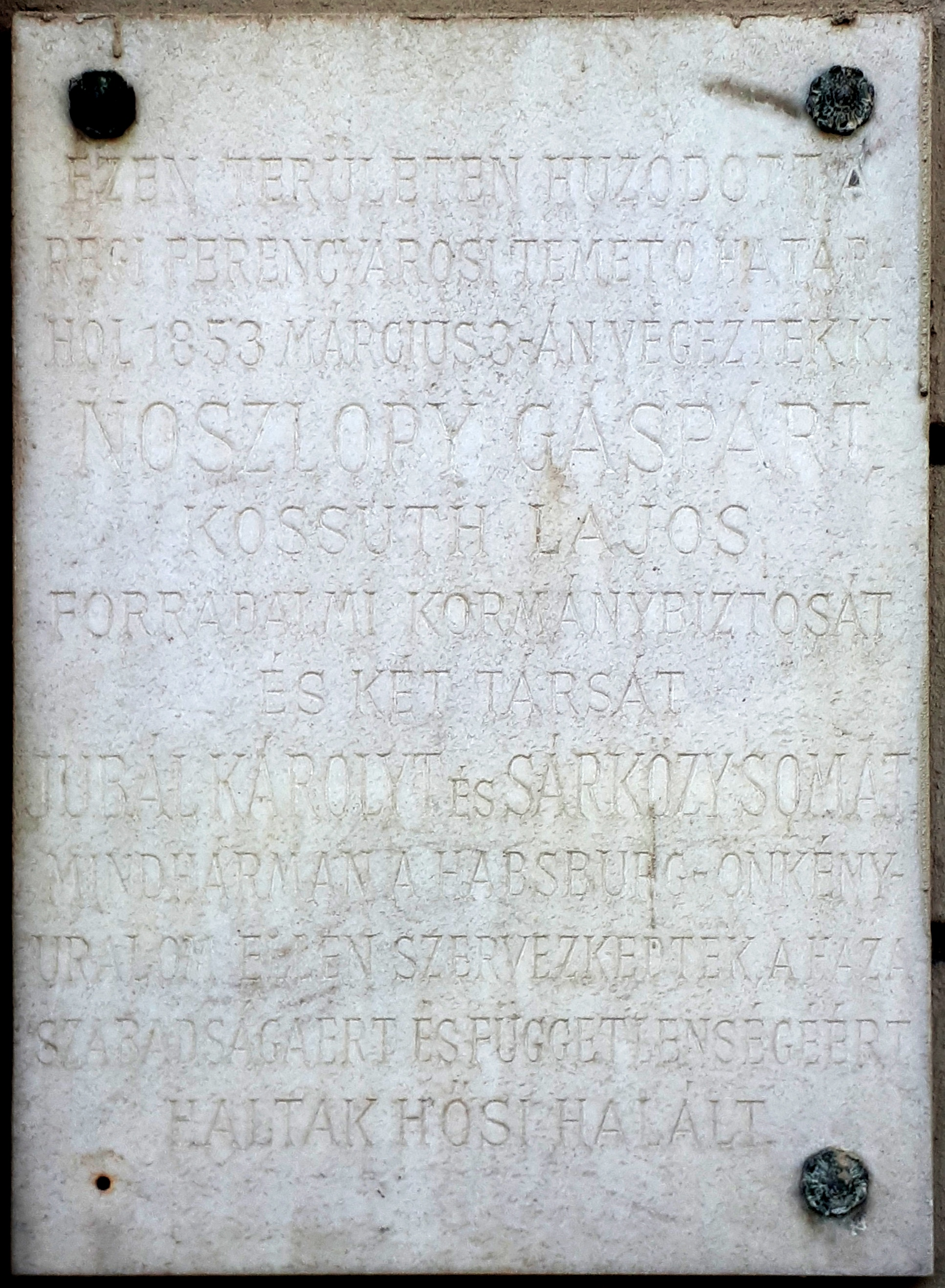
Jubál Károly Telepy utca 2/C.
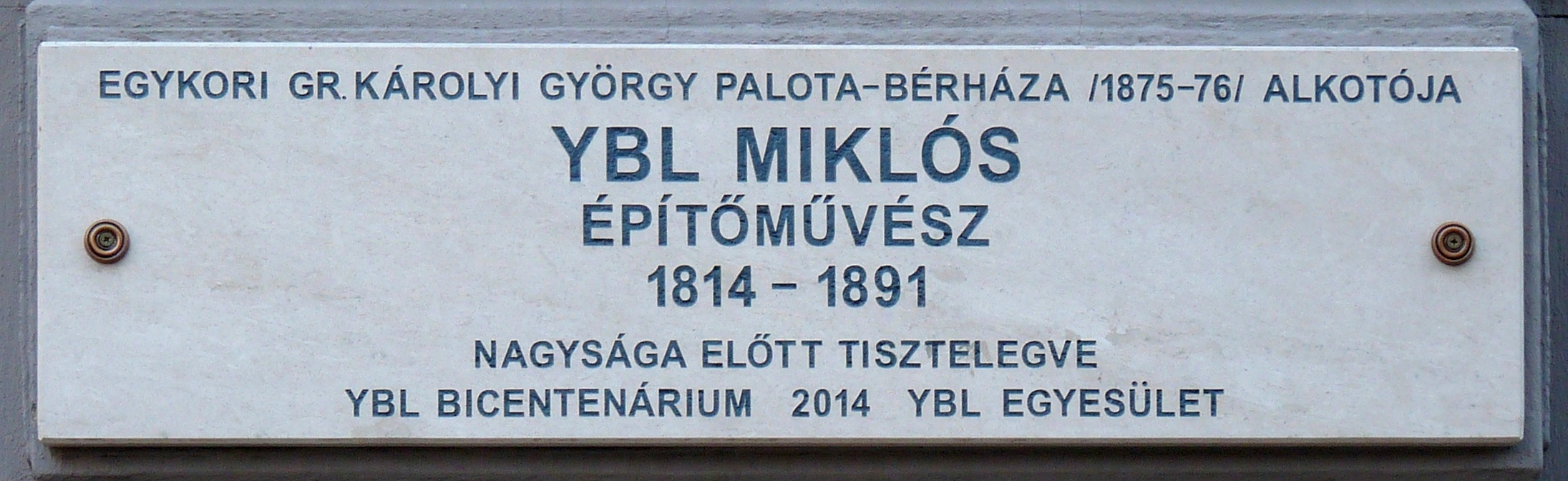
Károlyi György Ráday utca 18.
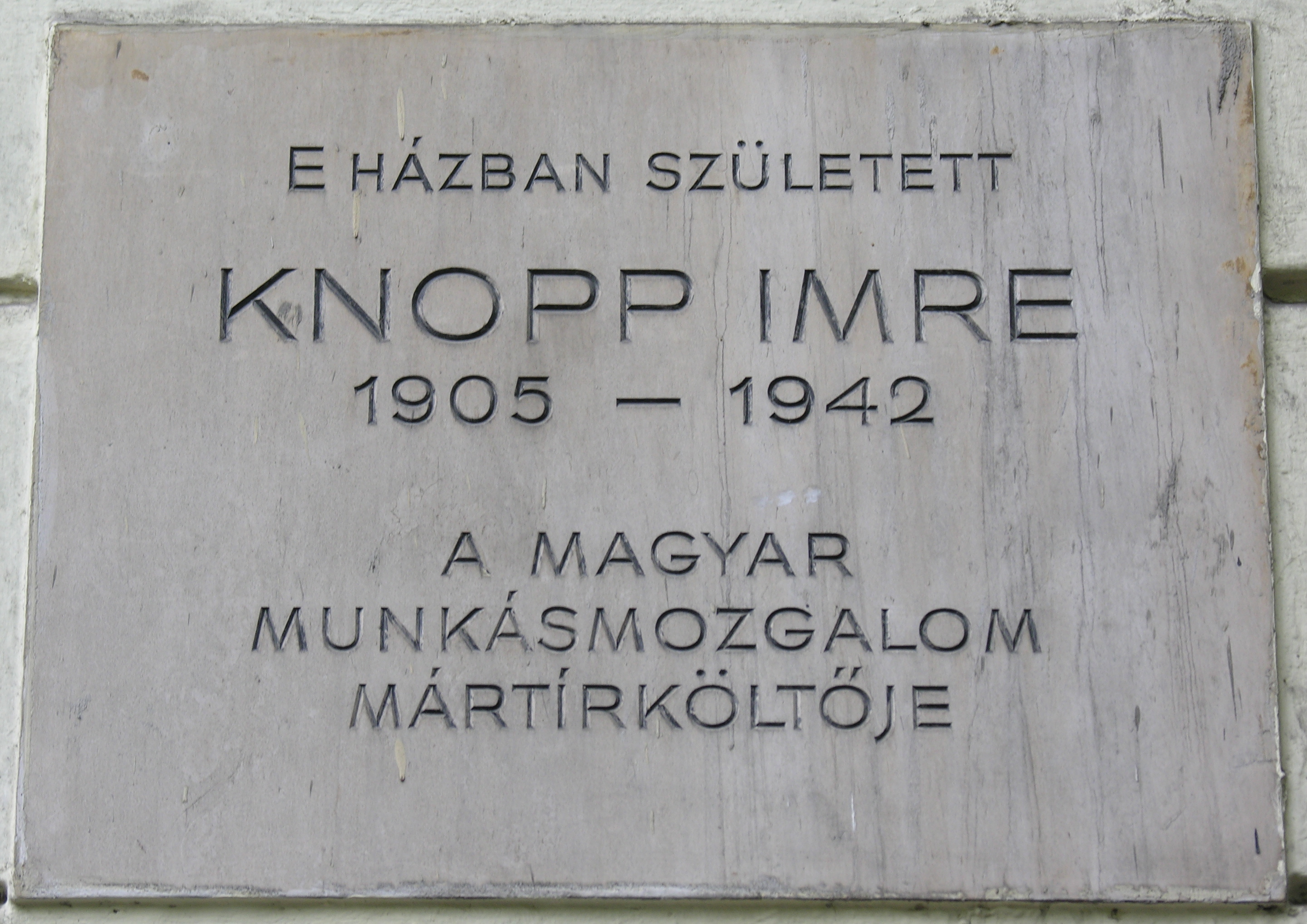
Knopp Imre Ferenc körút 26.
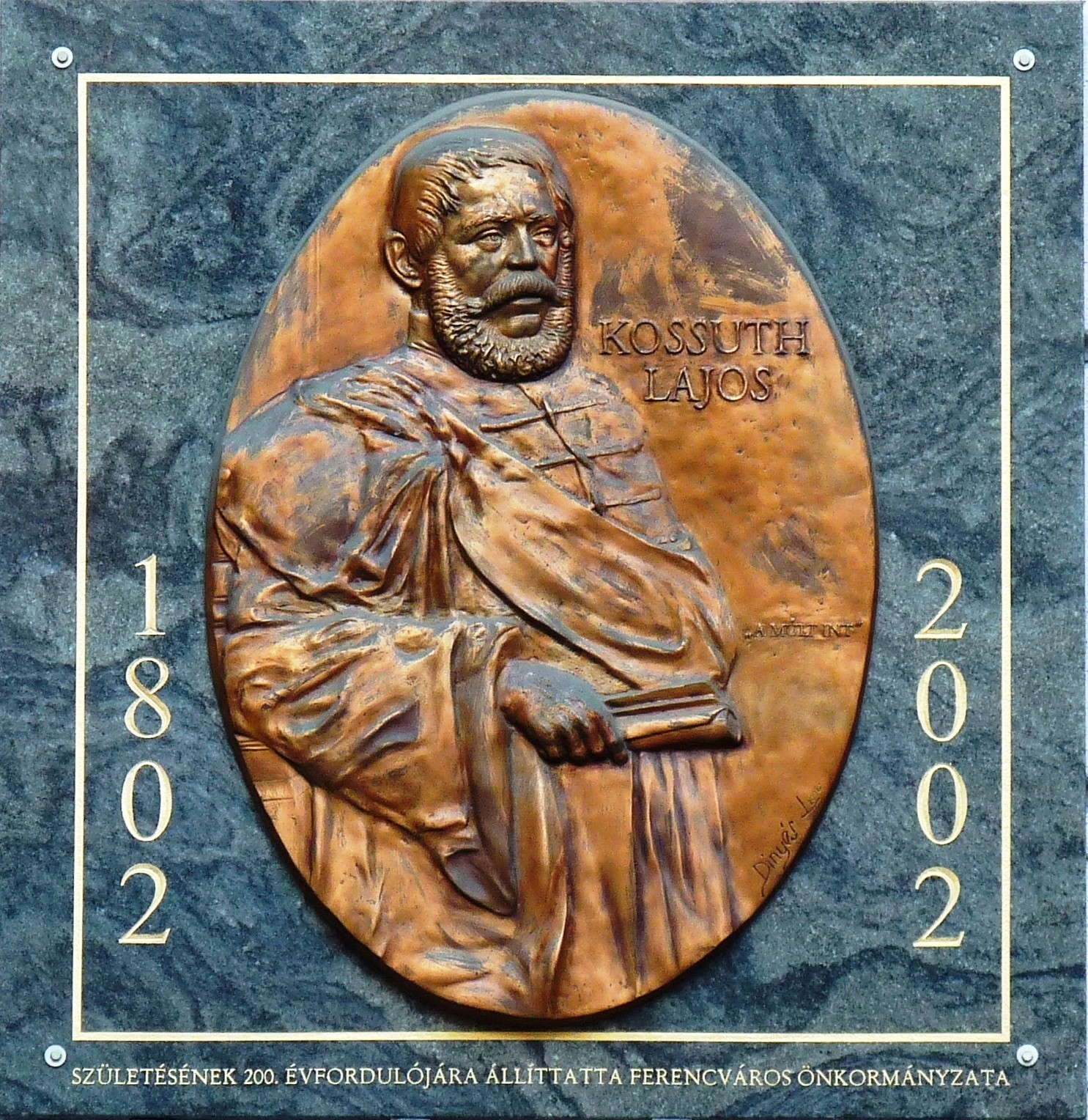
Kossuth Lajos Ráday utca 26. alkotó: Dinnyés László
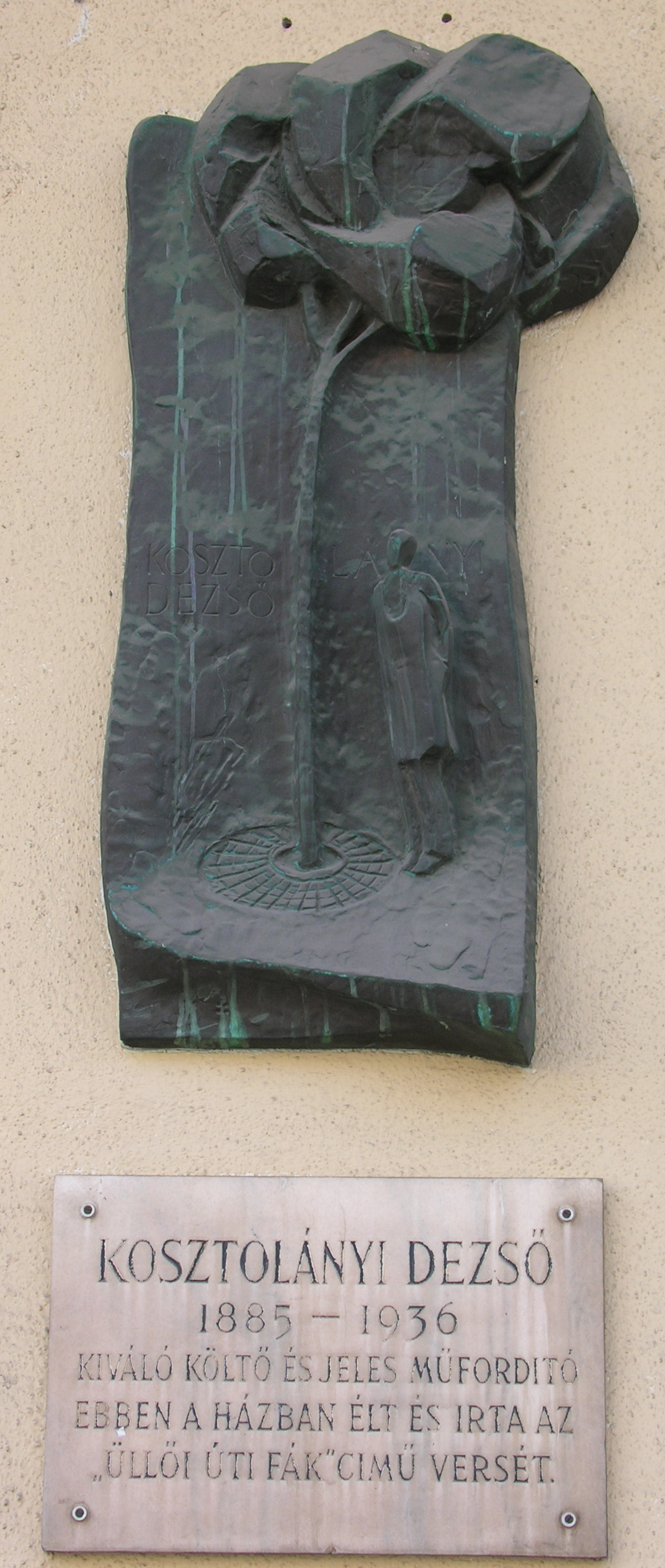
Kosztolányi Dezső Üllői út 21.
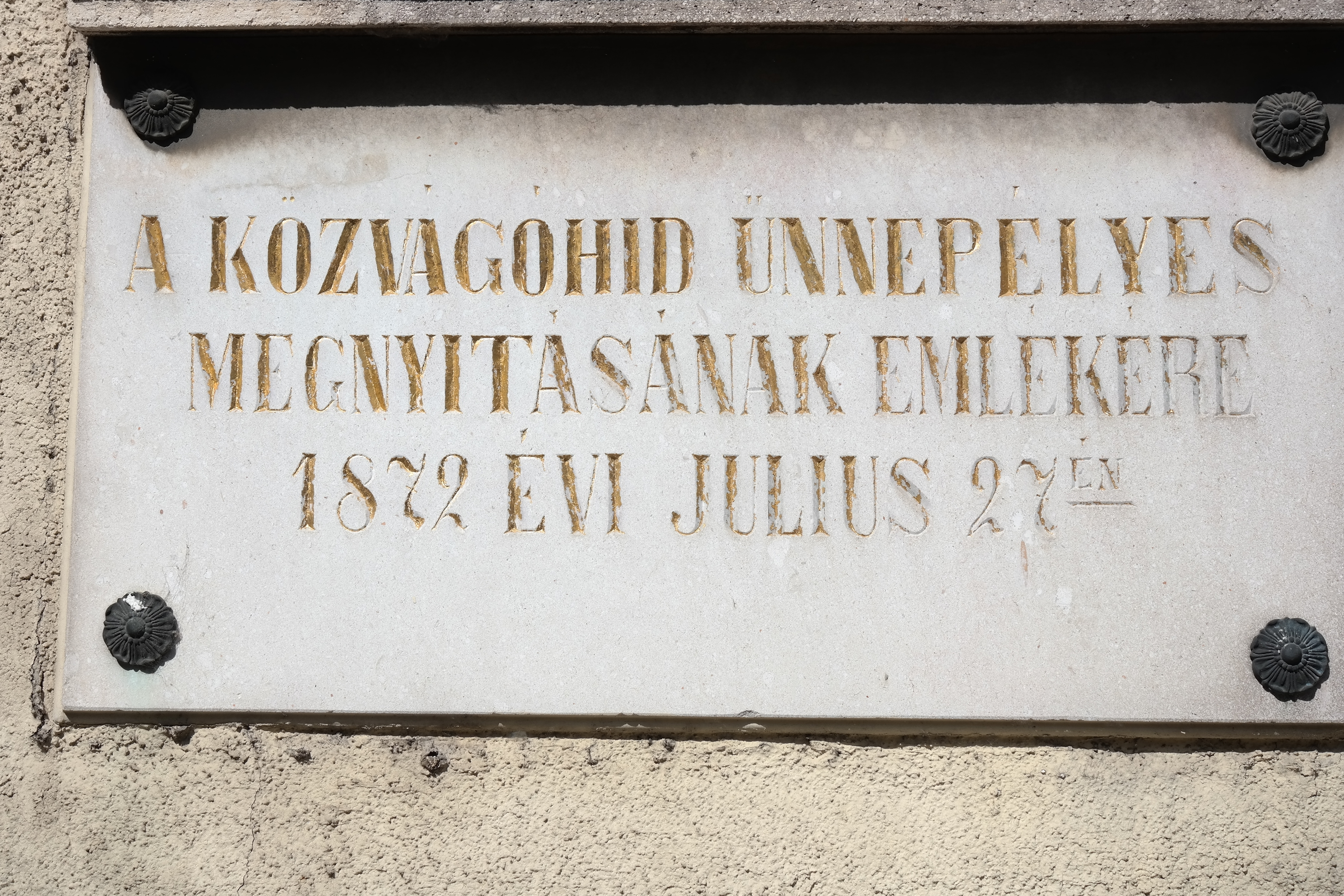
Közvágóhíd Soroksári út 58.
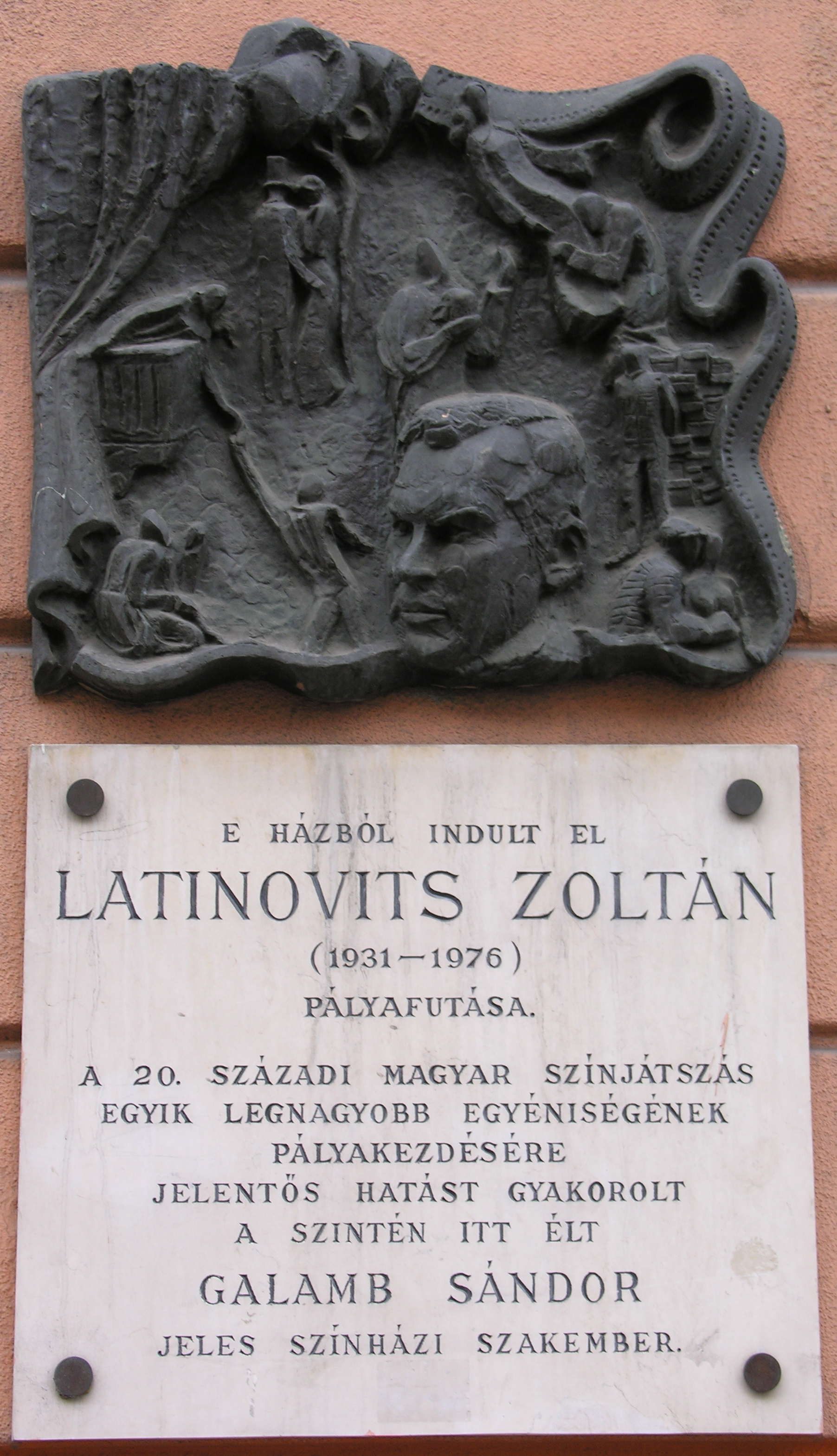
Latinovits Zoltán alkotó: Czinder Antal Mester utca 1.
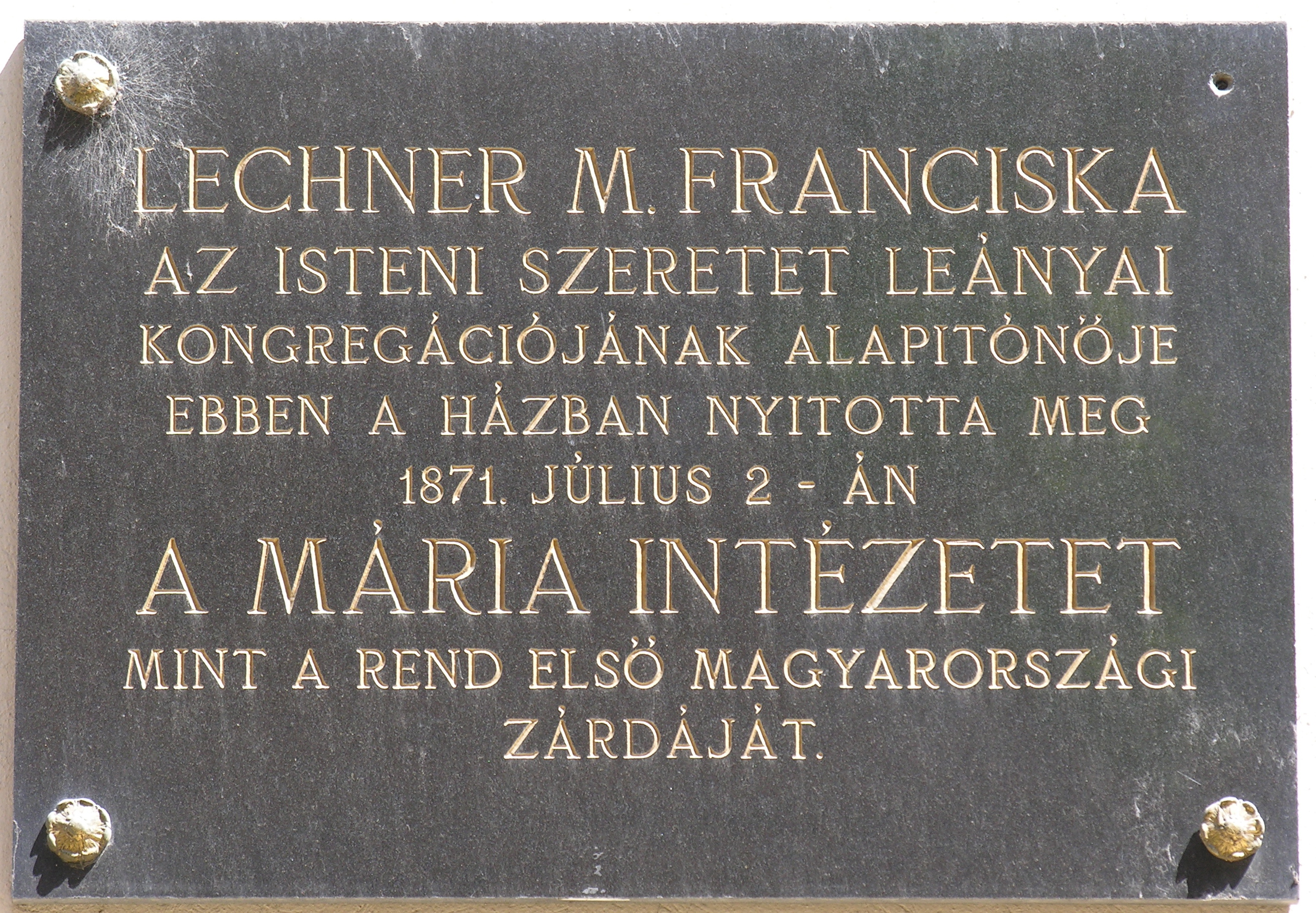
Lechner M. Franciska Ráday utca 36.
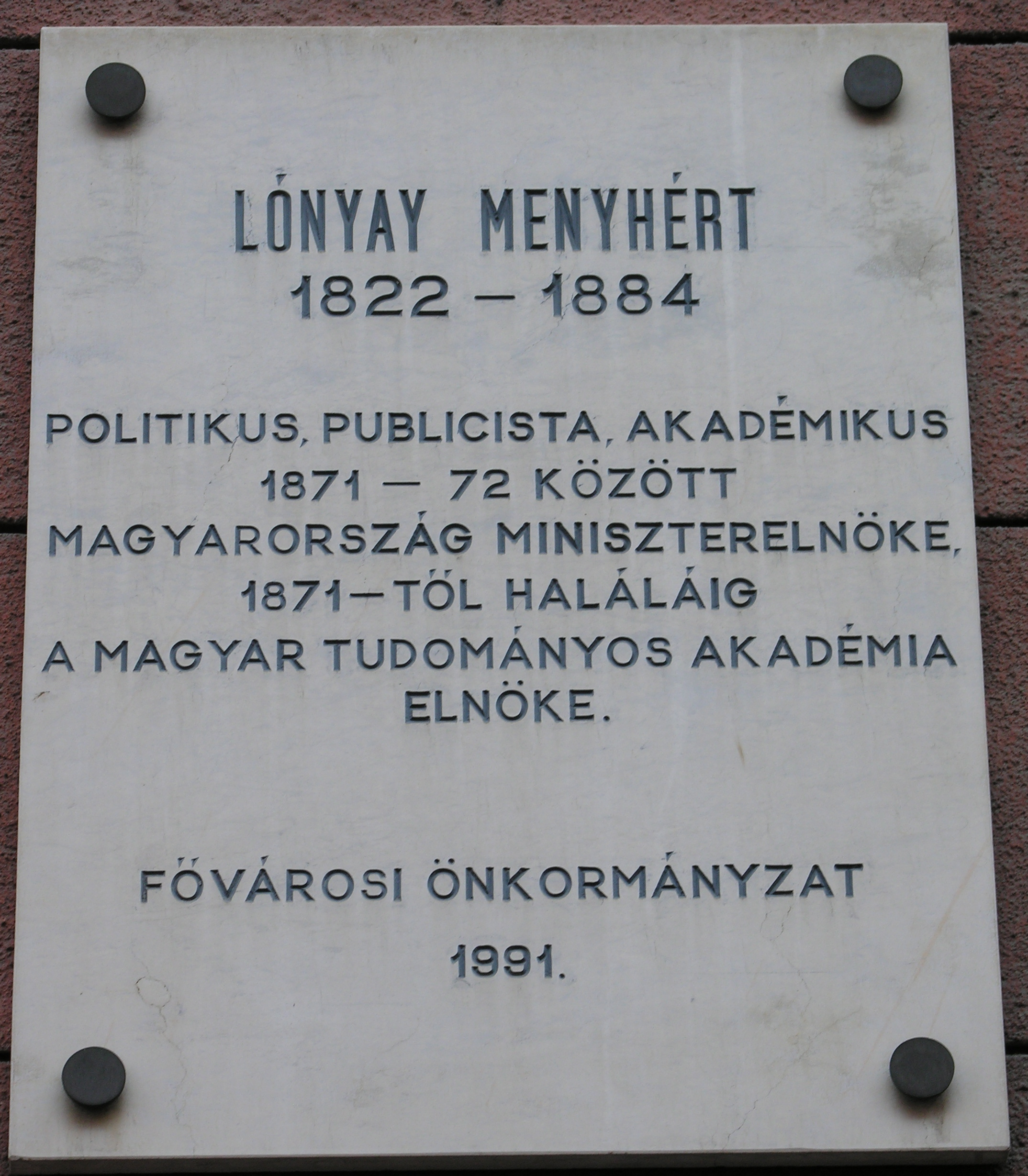
Lónyay Menyhért Lónyay utca 2.
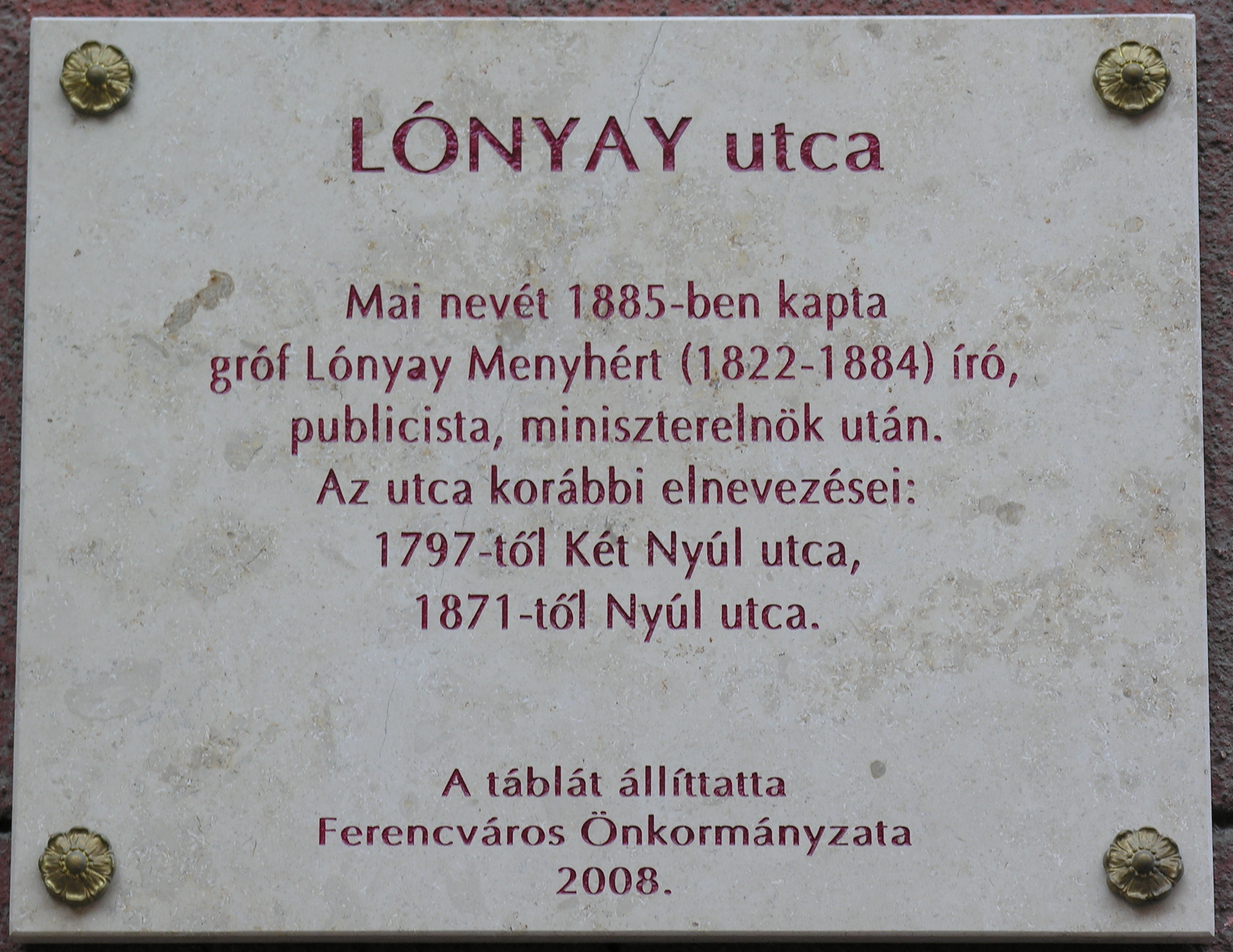
Lónyay utca Lónyay utca 2.
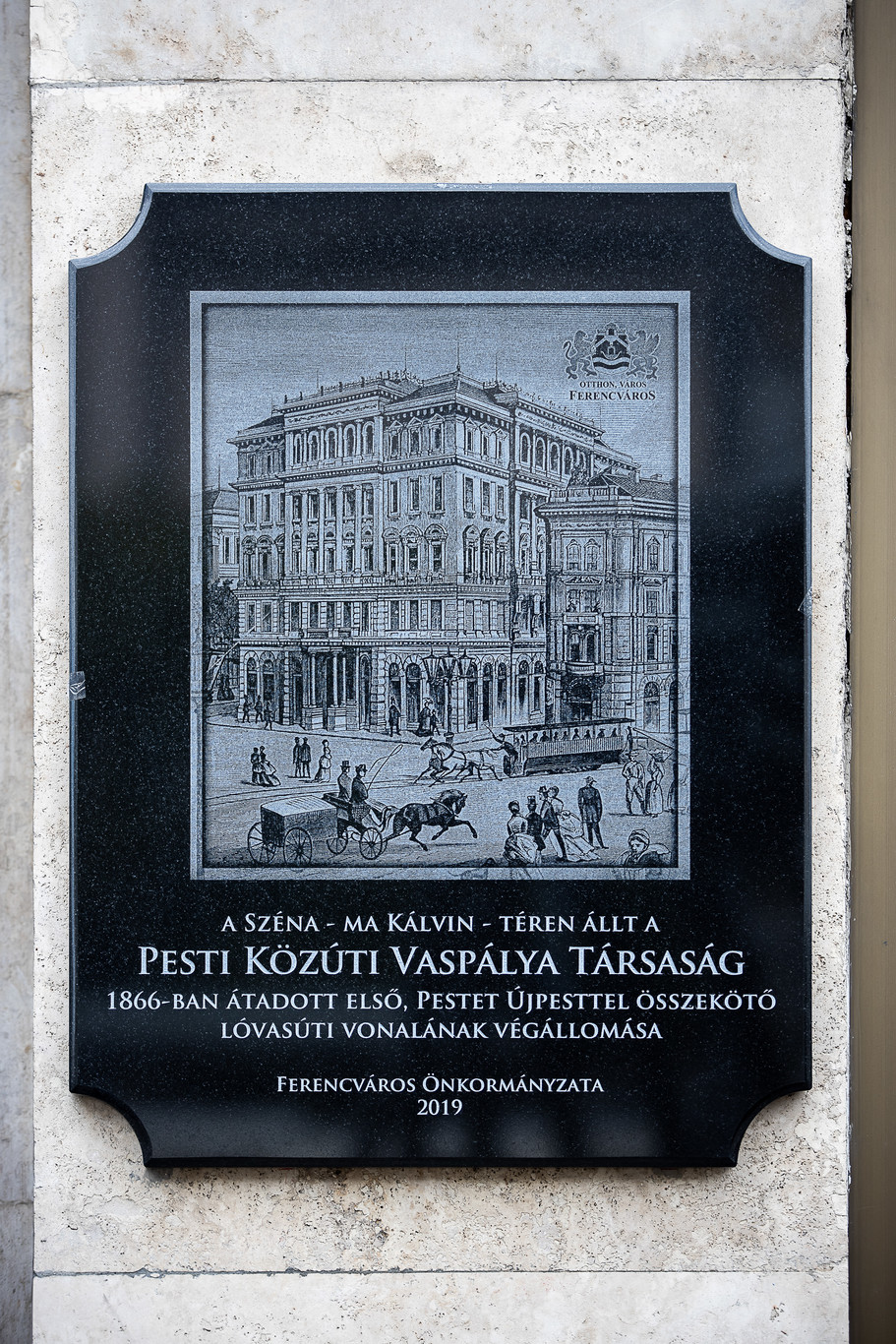
A Lóvasút ferencvárosi végállomása Ráday utca 2.
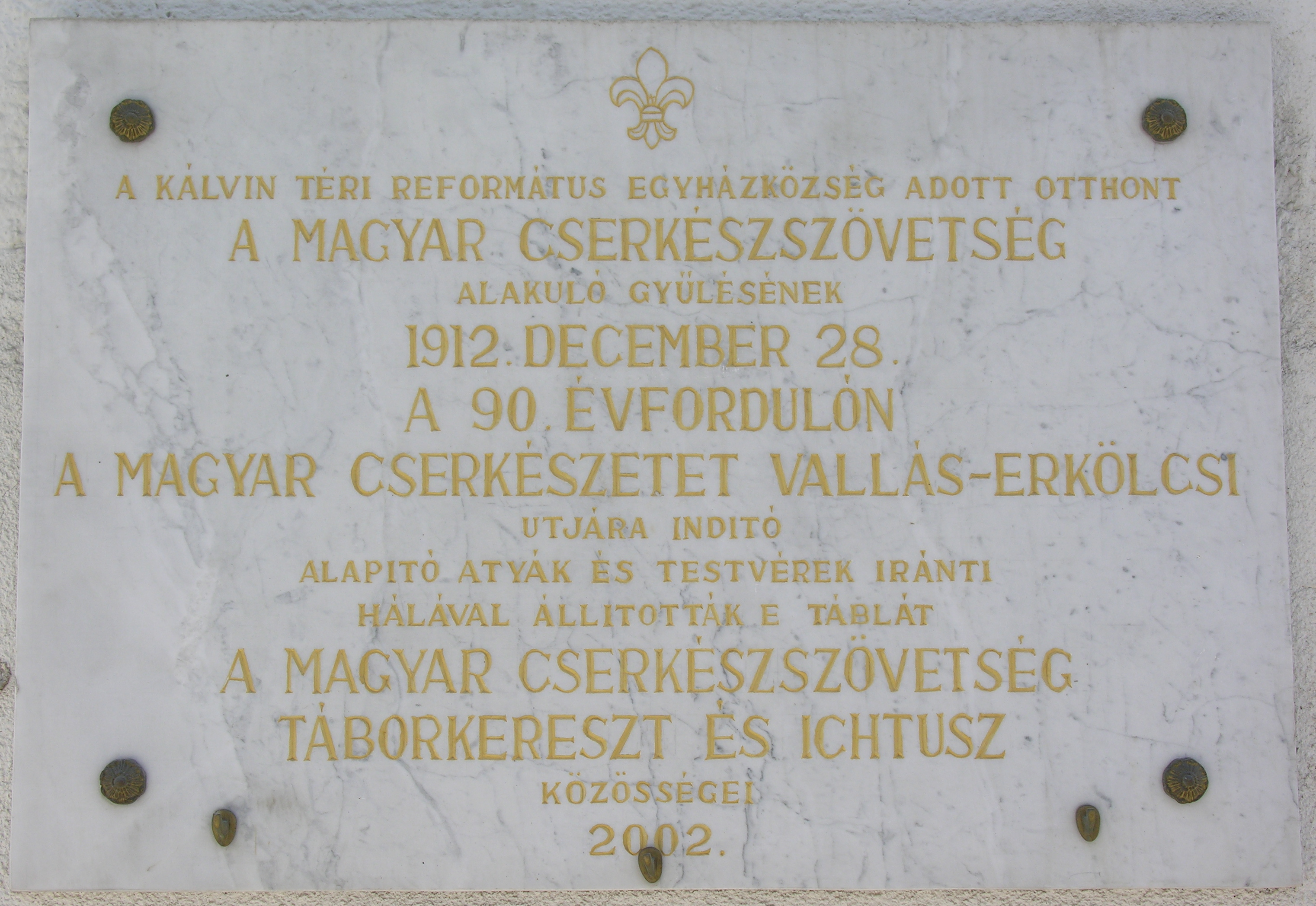
Magyar Cserkészszövetség Kálvin tér 7.
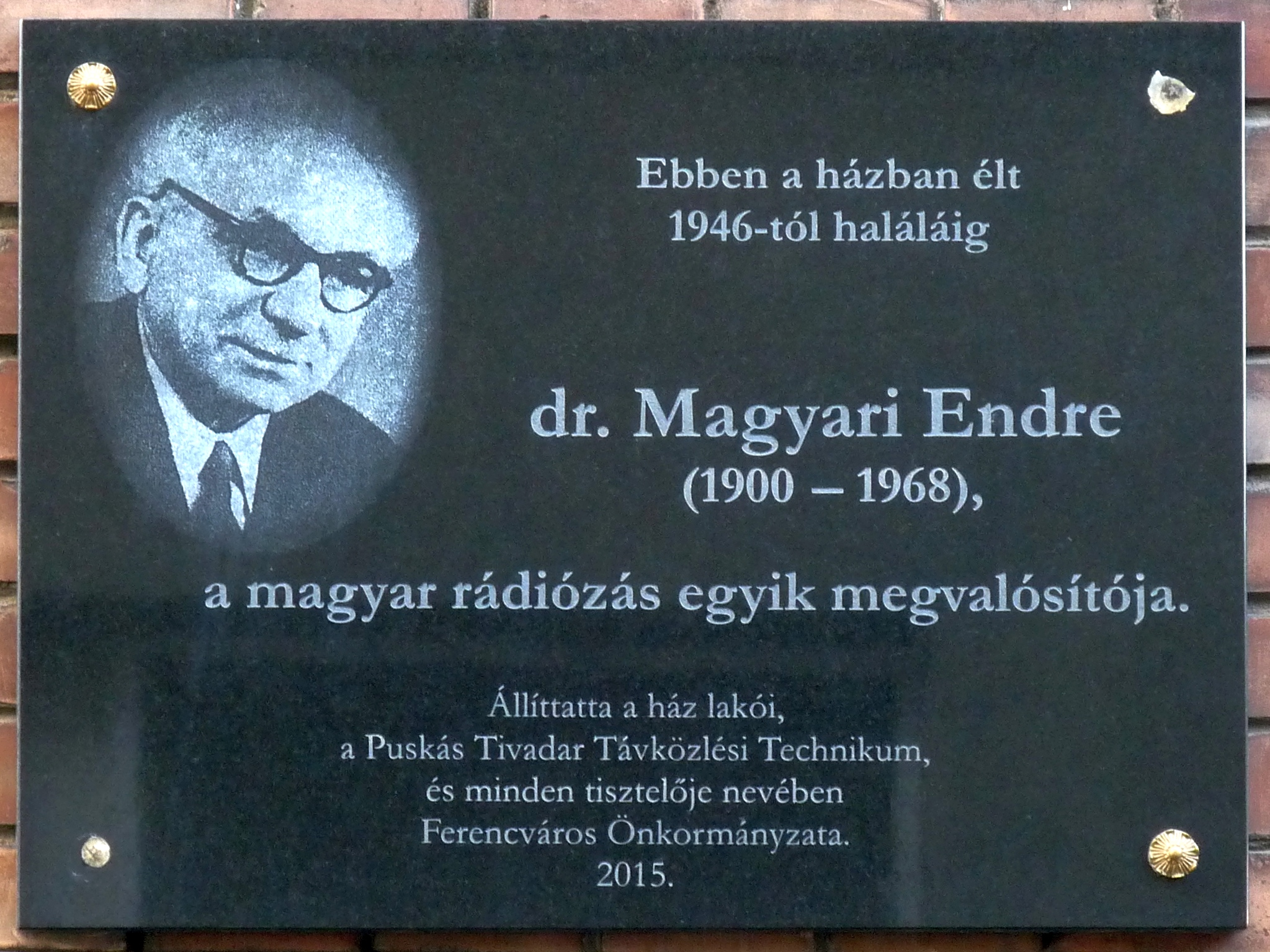
Magyari Endre Tűzoltó utca 15.
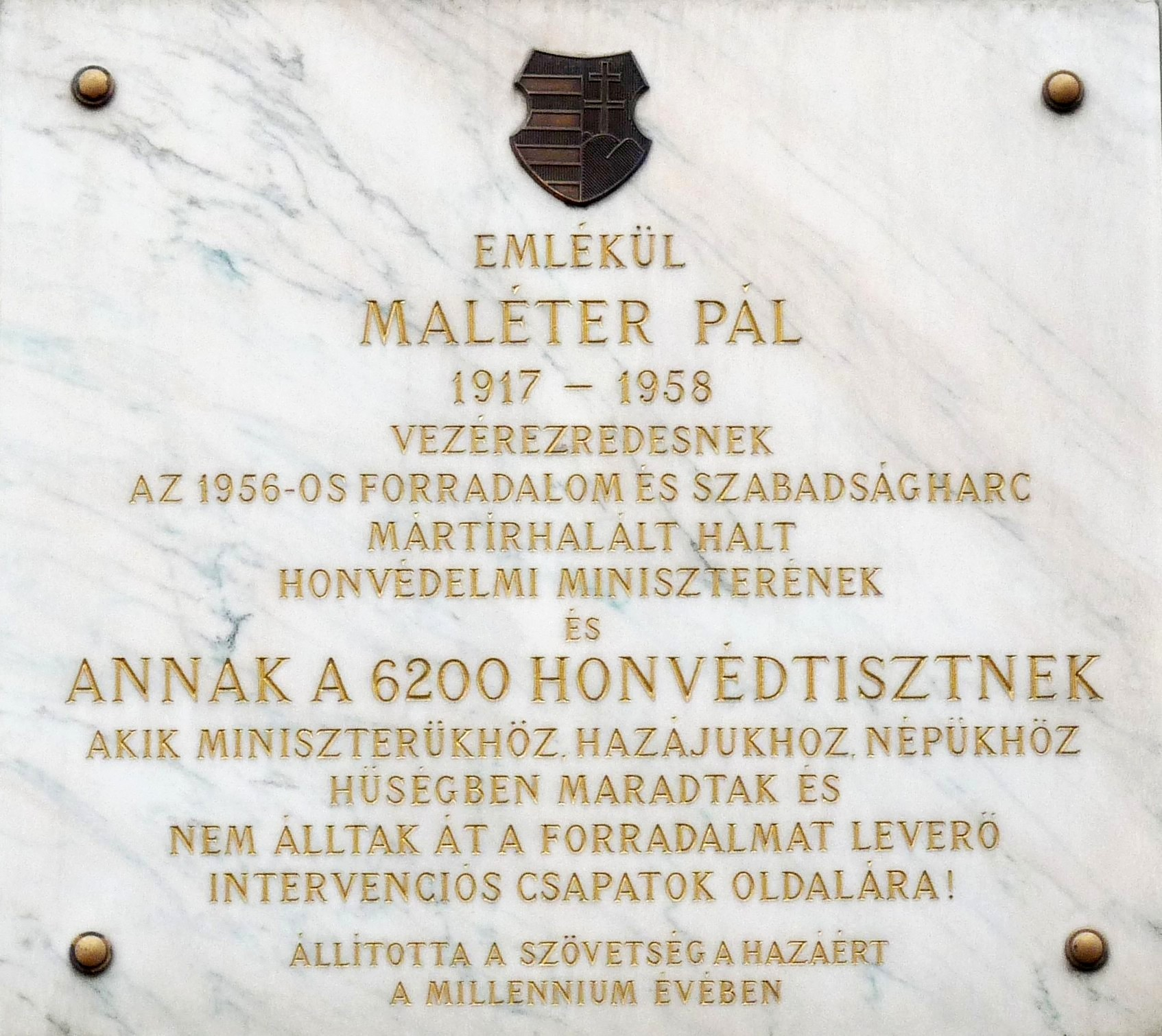
Maléter Pál Üllői út 45-47.
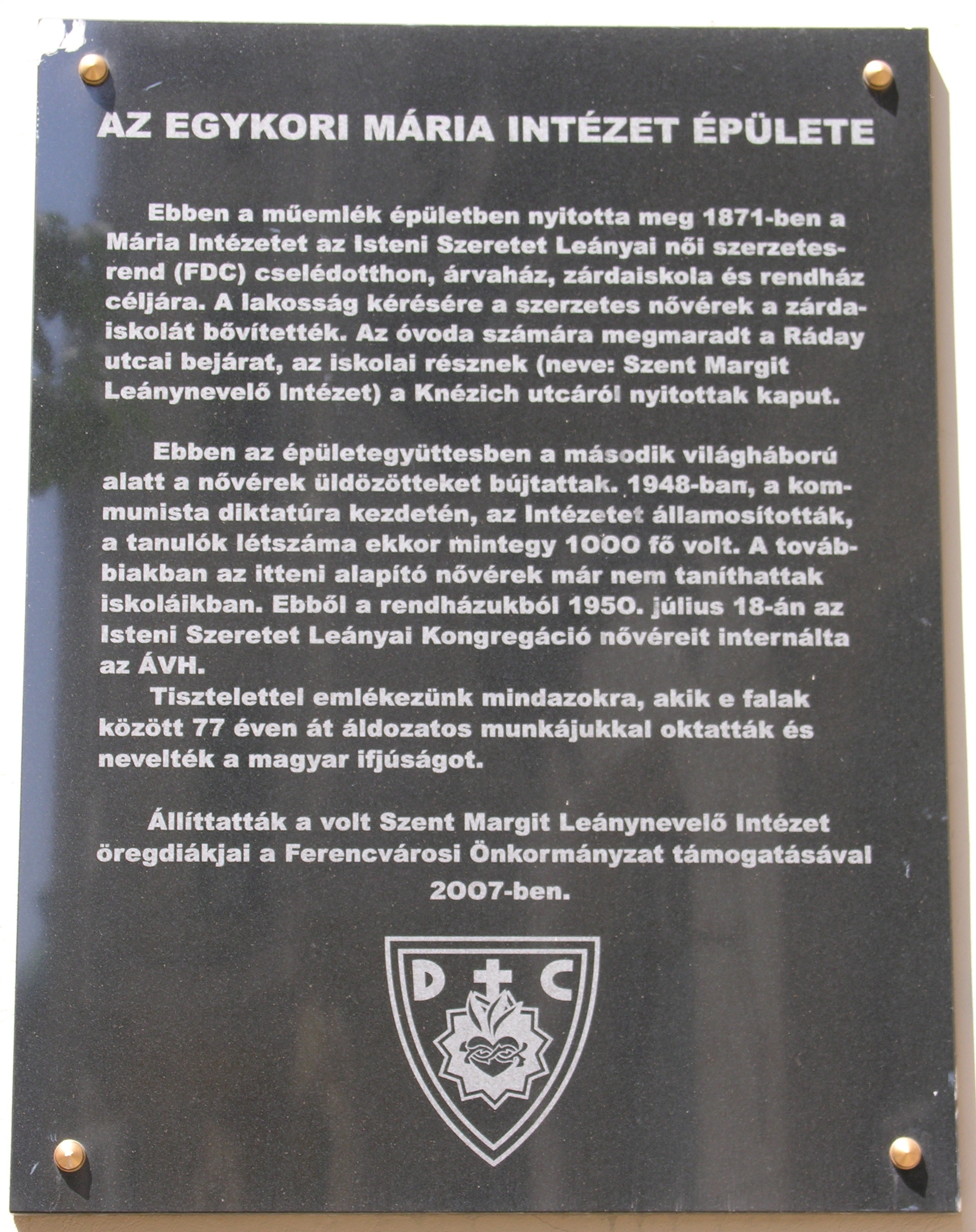
Mária Intézet Ráday utca 36.
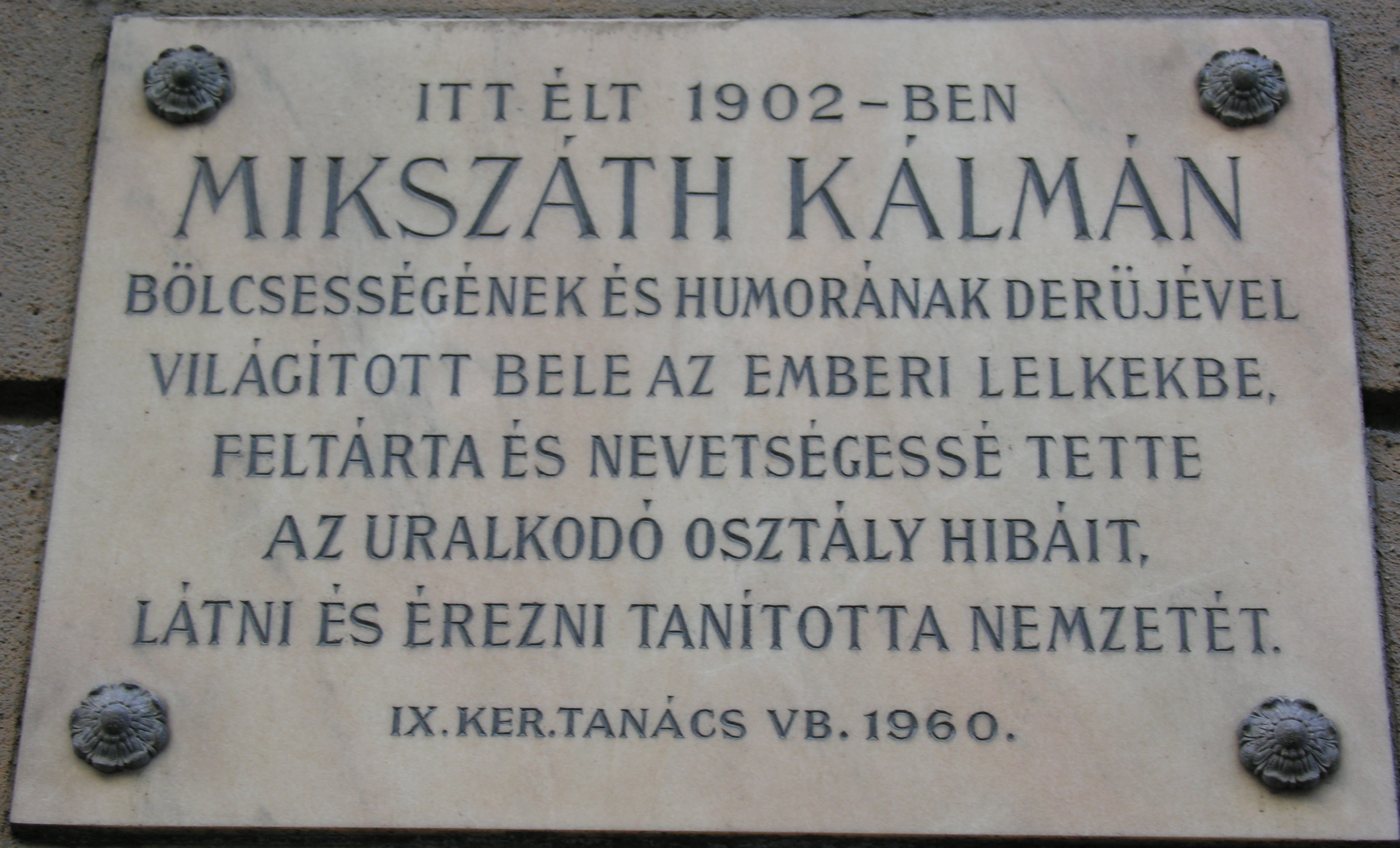
Mikszáth Kálmán Lónyay utca 13/a
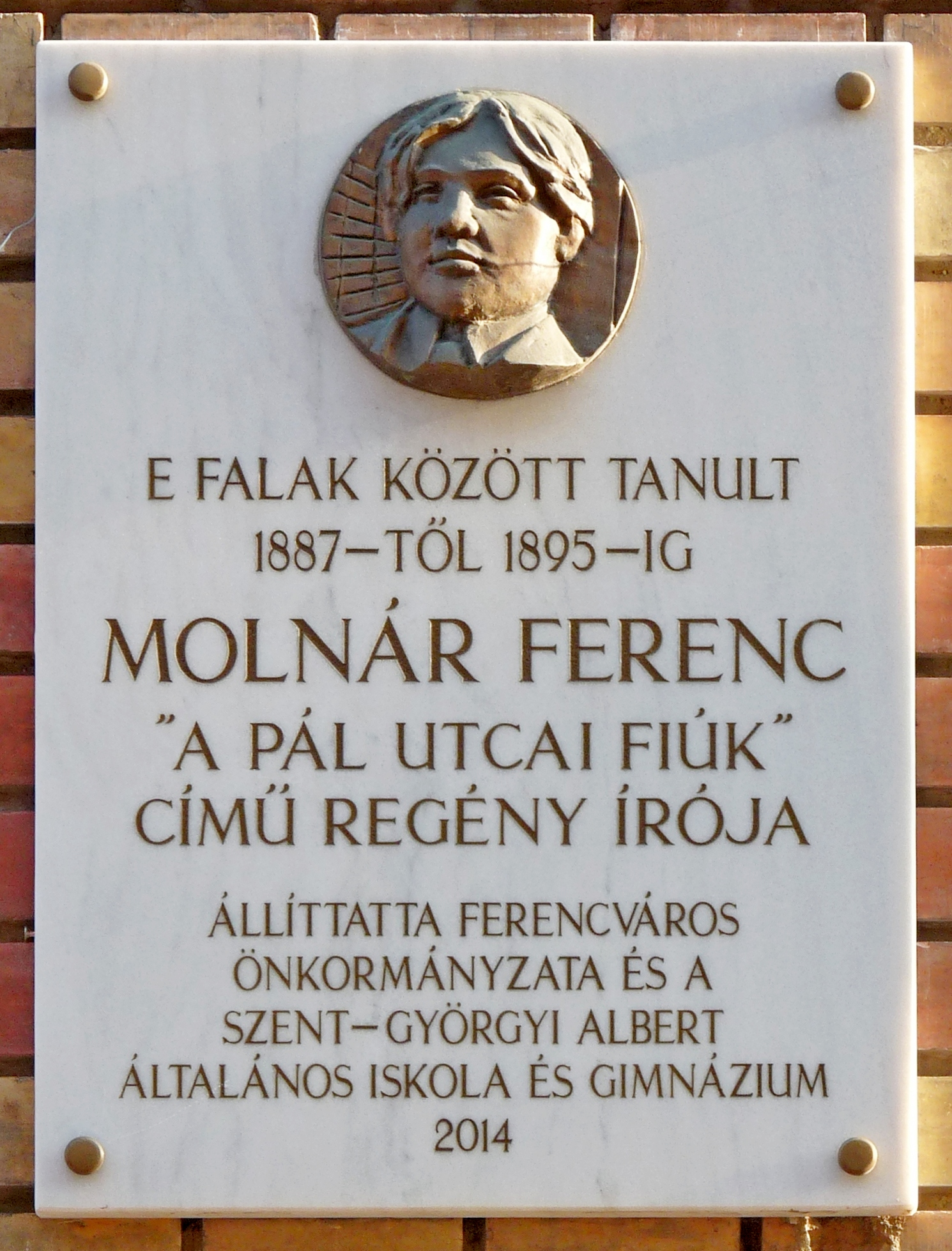
Molnár Ferenc Lónyay utca 4.
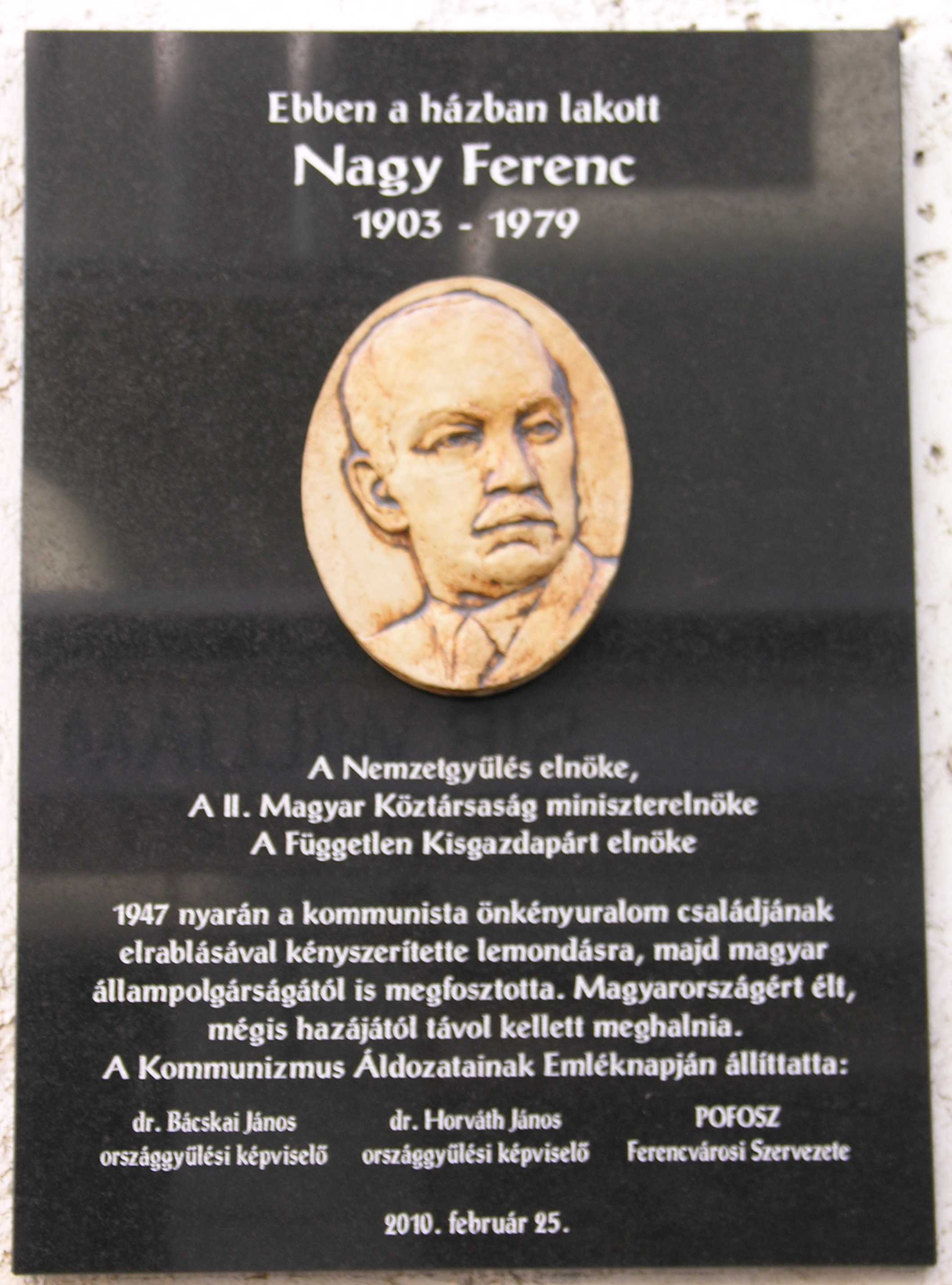
Nagy Ferenc Ráday utca 9.
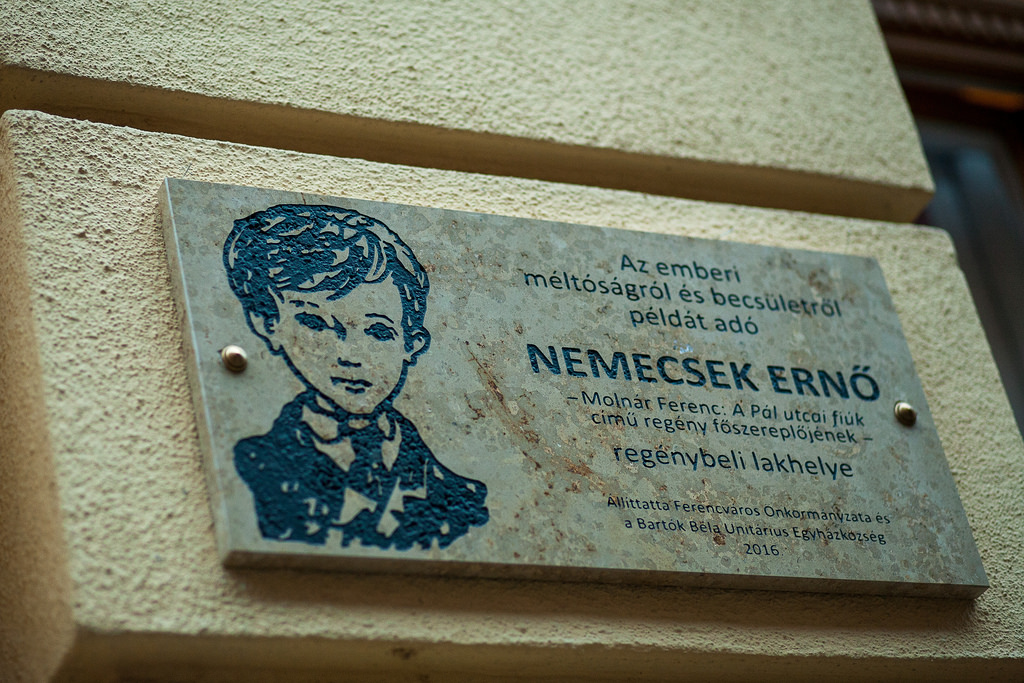
Nemecsek Ernő Hőgyes Endre utca 3.
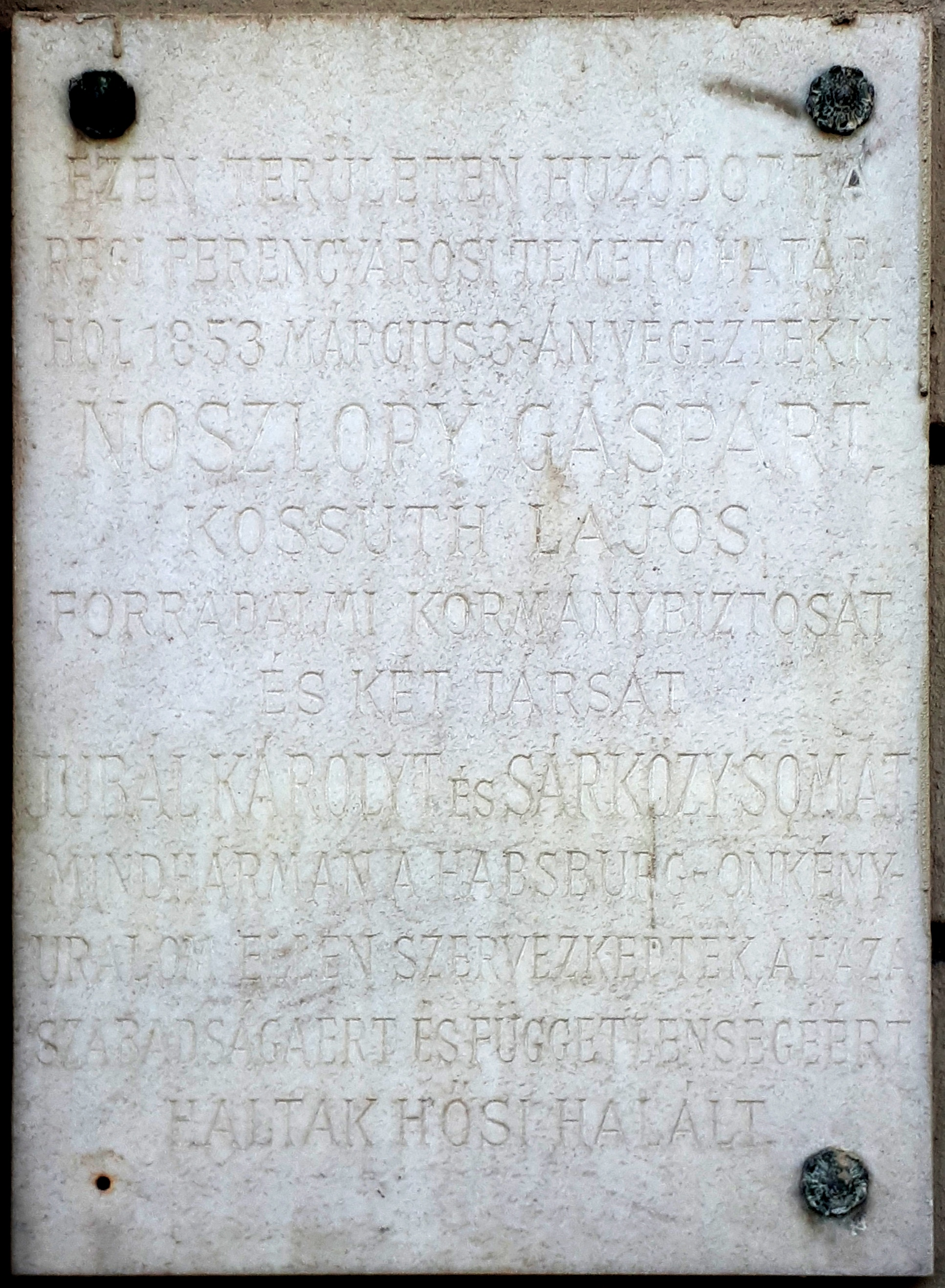
Noszlopy Gáspár Telepy utca 2/C.
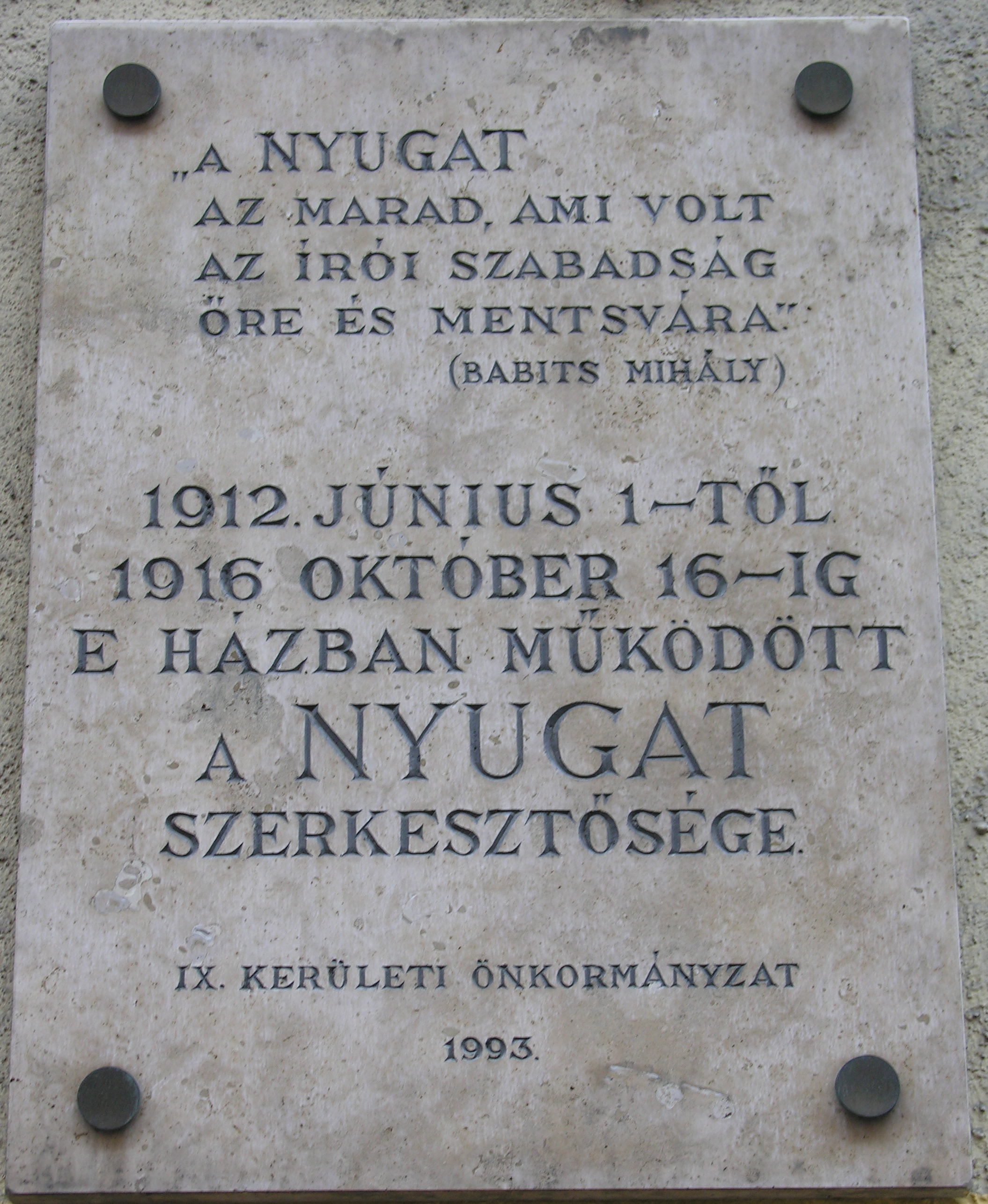
Nyugat szerkesztősége Lónyay utca 18/b
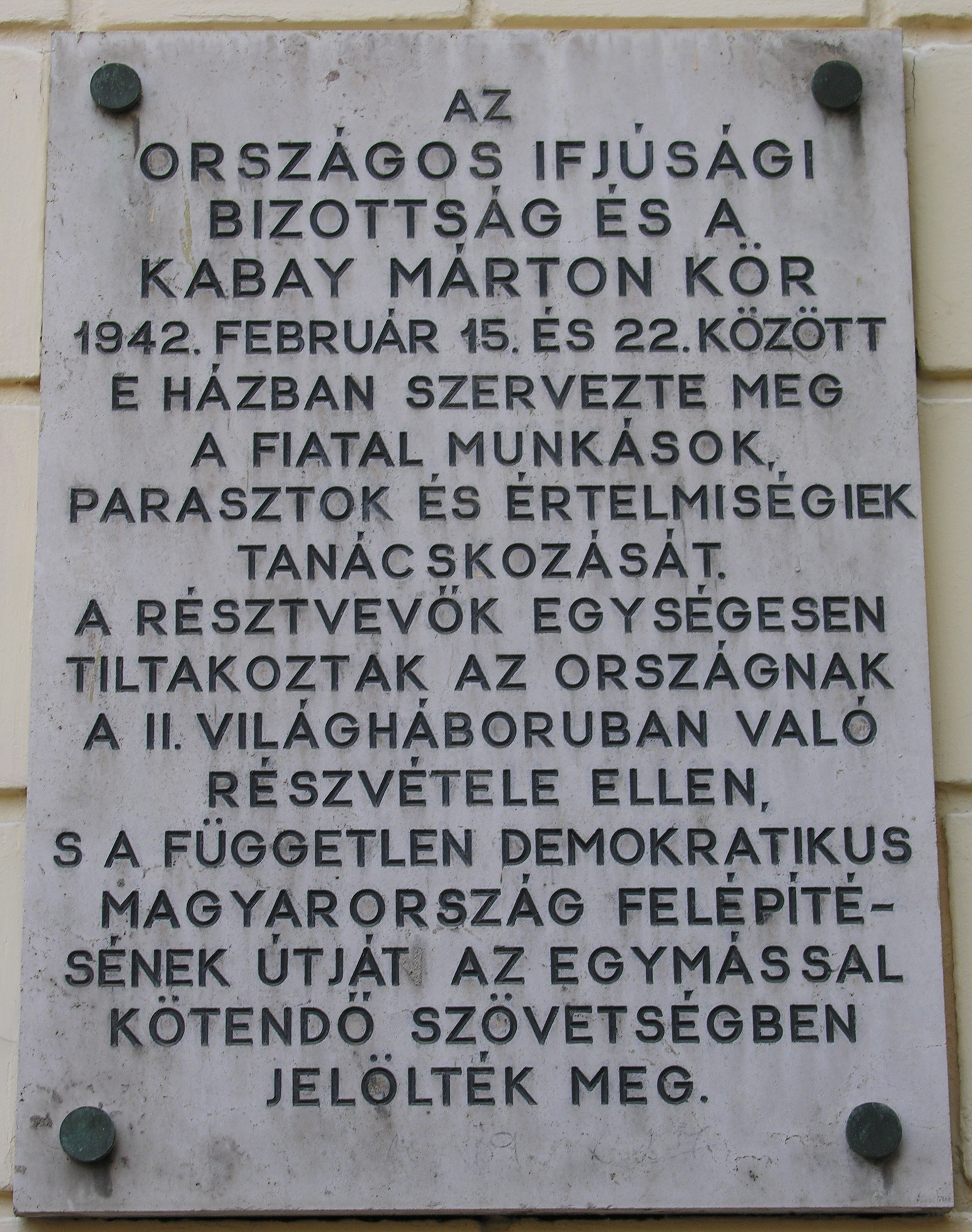
Országos Ifjúsági Bizottság és Kabay Márton Kör Kálvin tér 8.
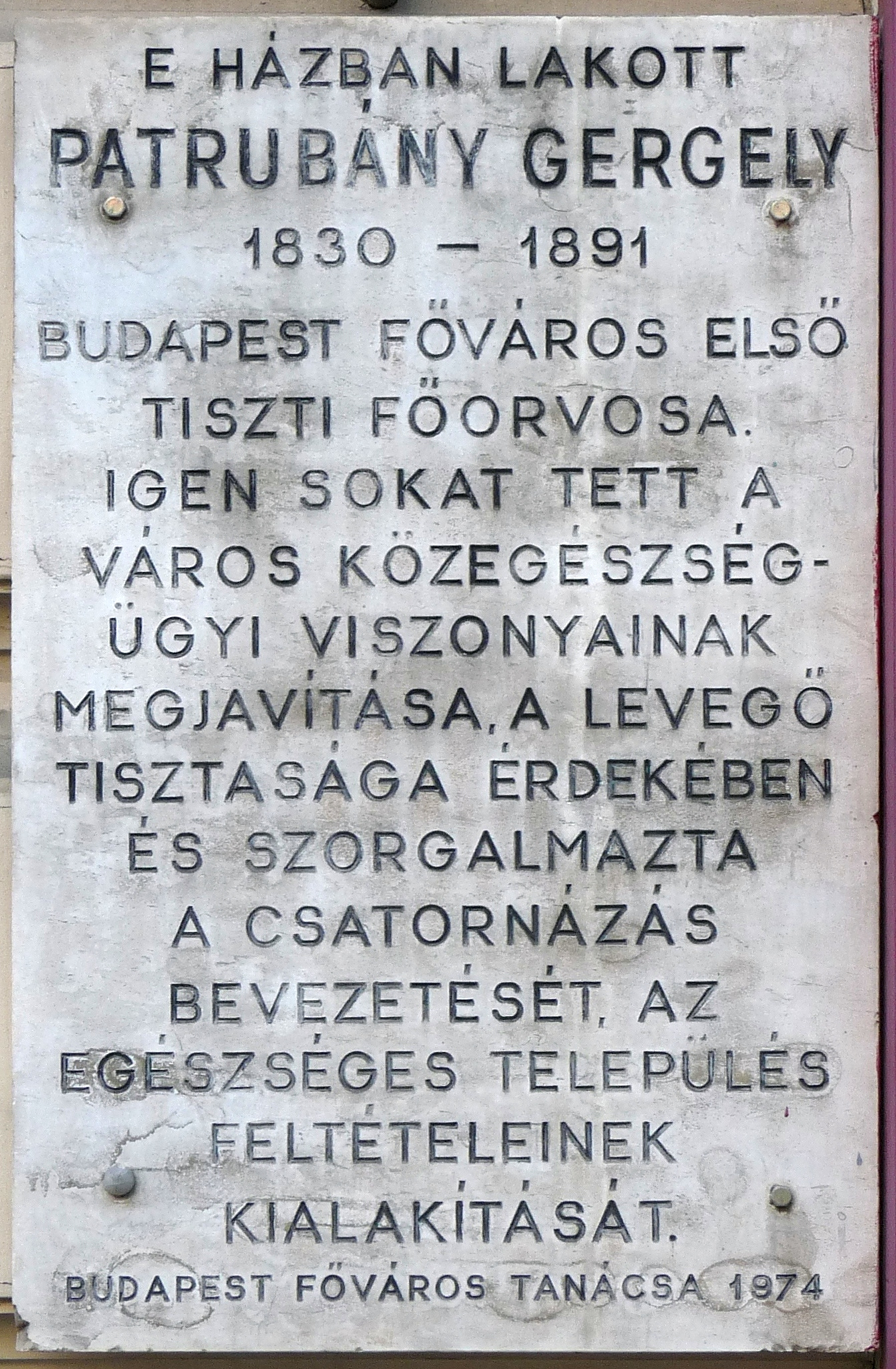
Patrubány Gergely Vámház körút 13.
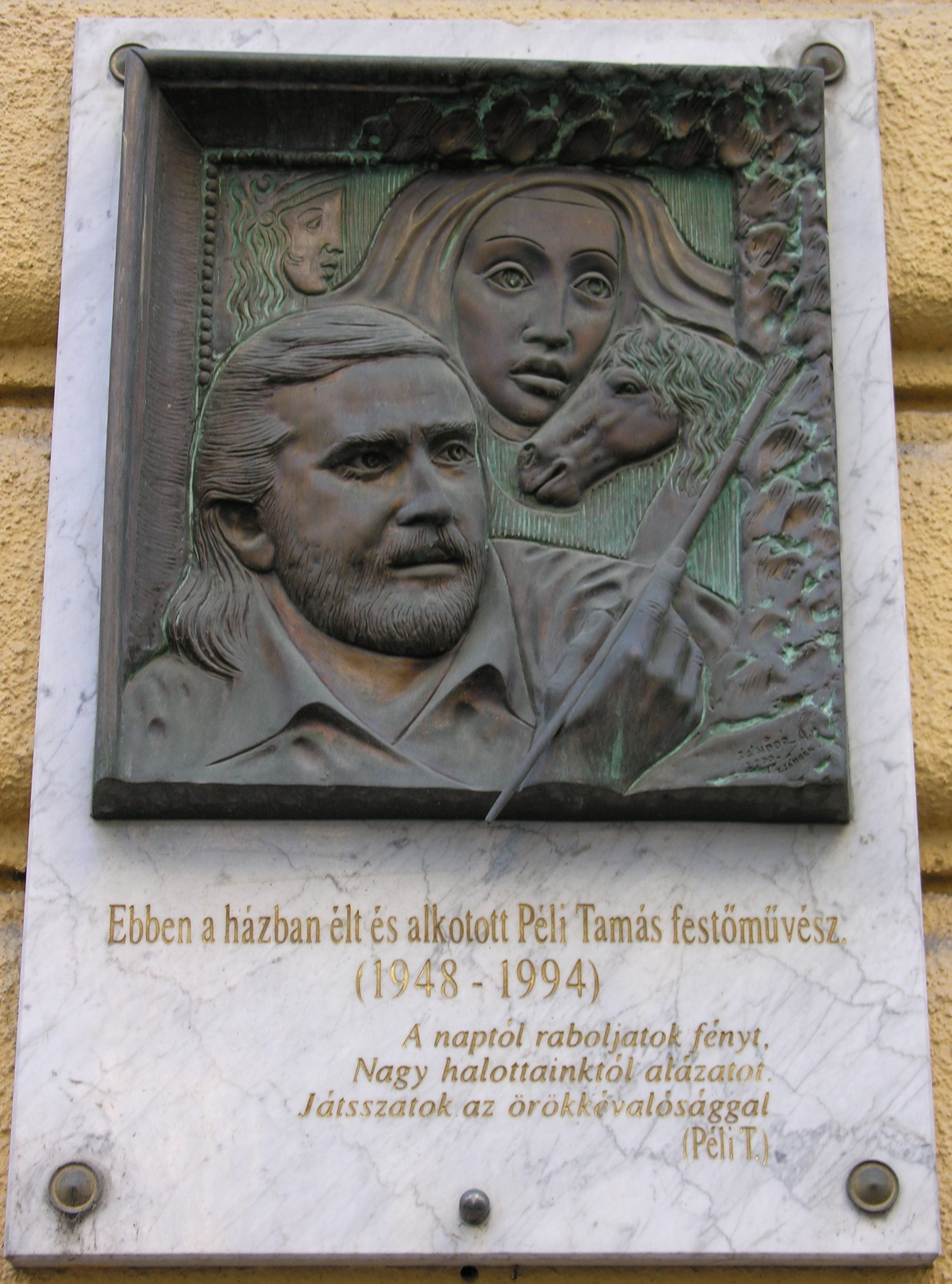
Péli Tamás Lónyay utca 13/b alkotó: Sándor Antal
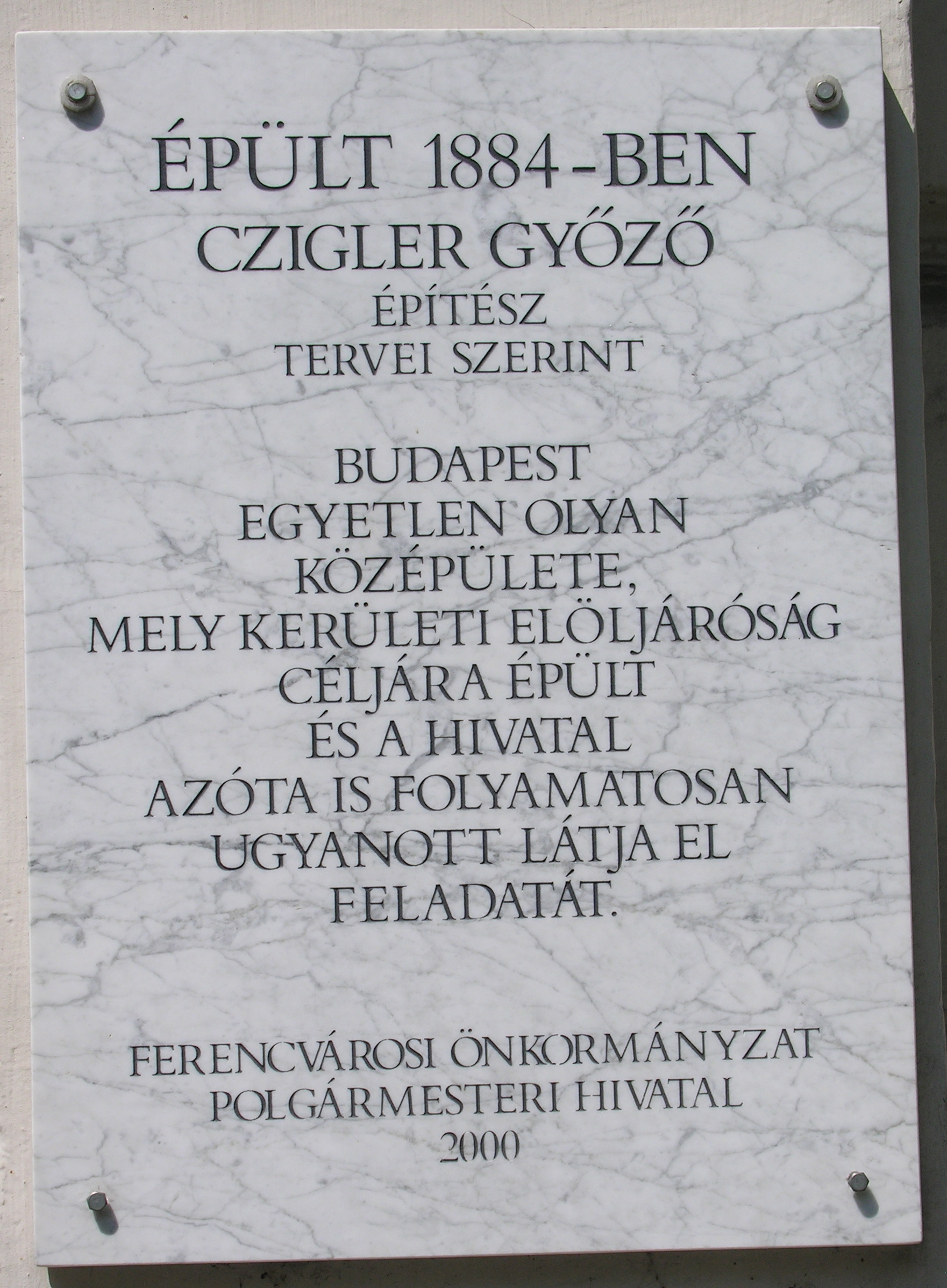
Polgármesteri Hivatal Bakáts tér 14.
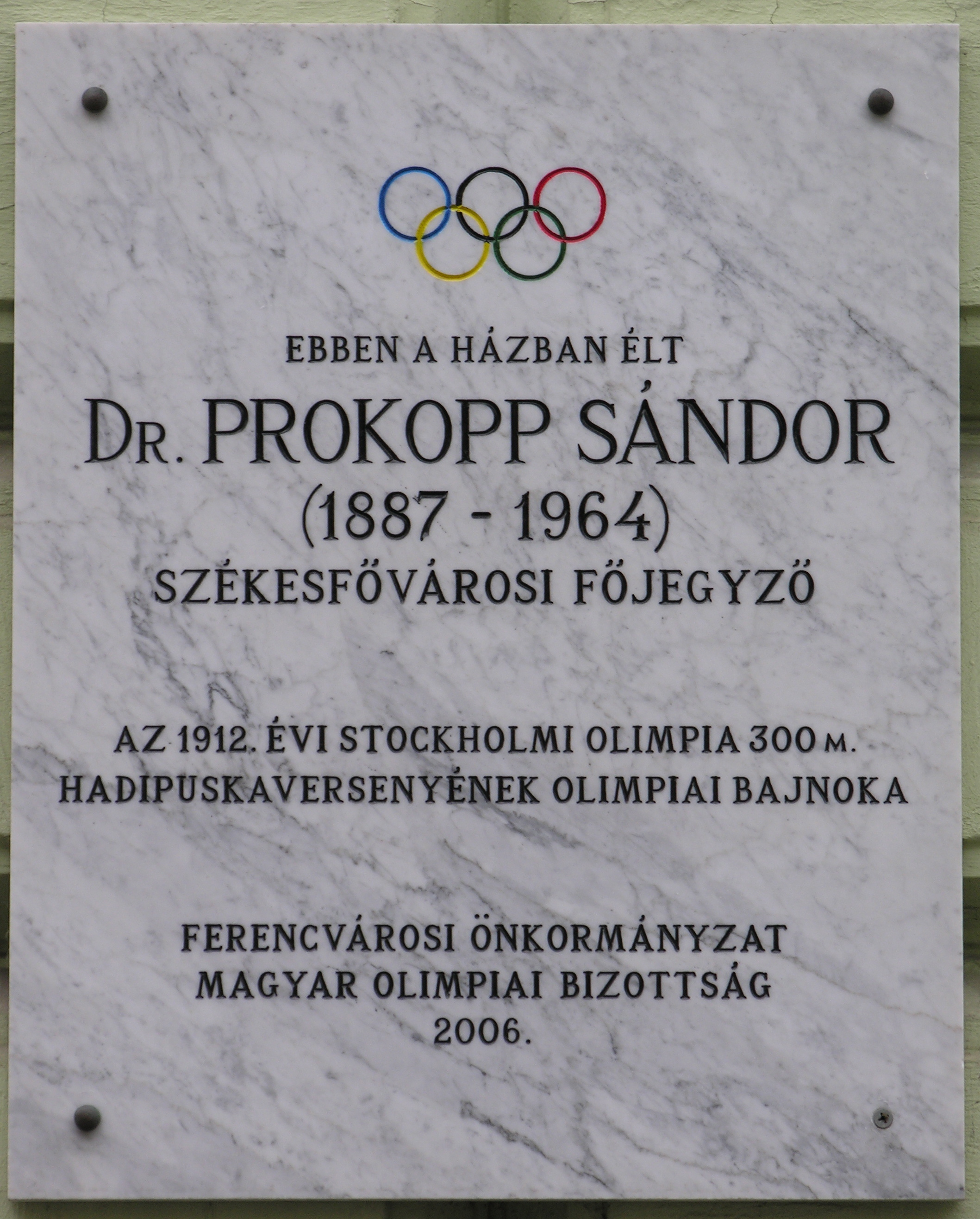
Prokopp Sándor Ráday utca 52.
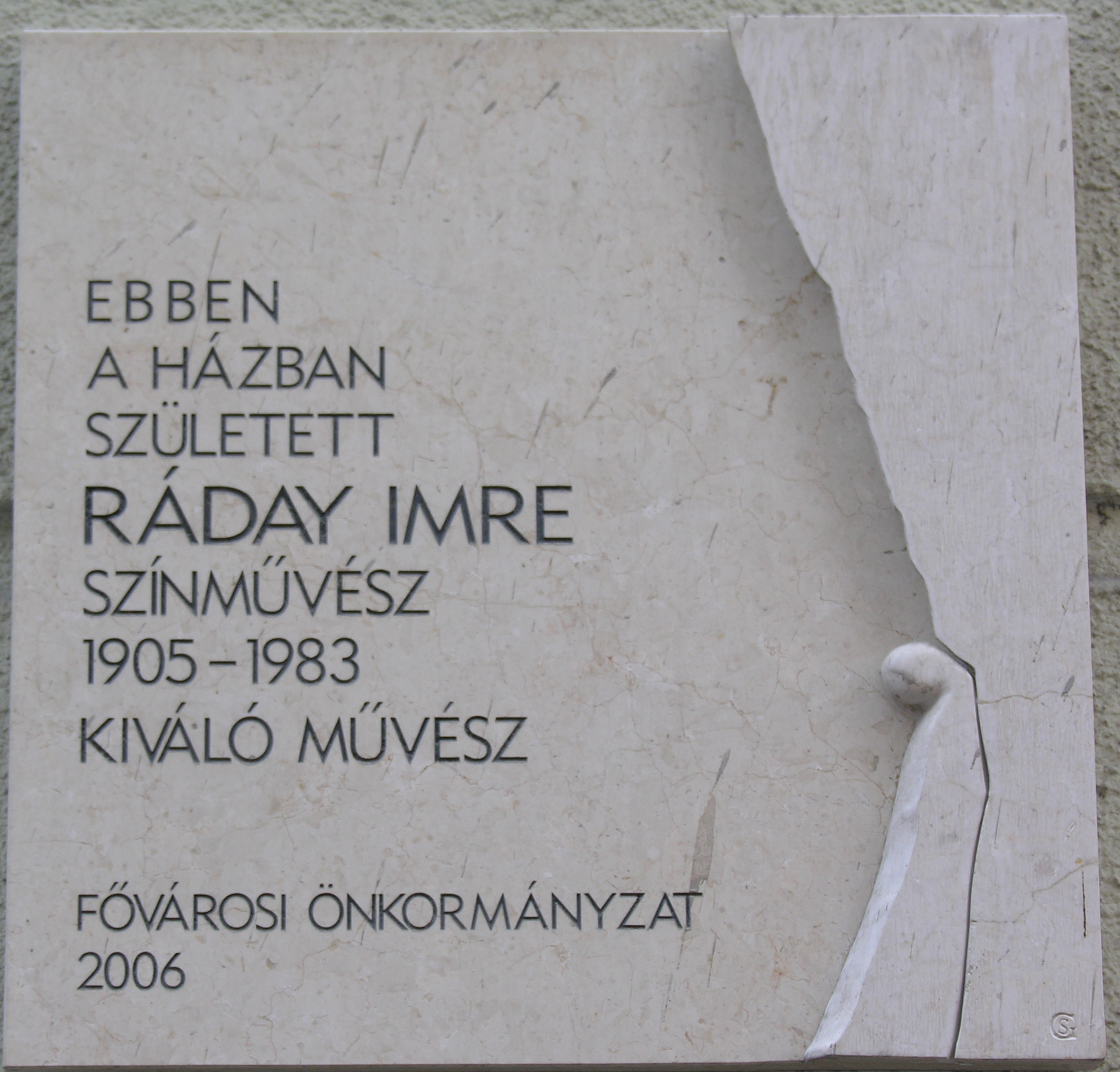
Ráday Imre Ráday utca 14.
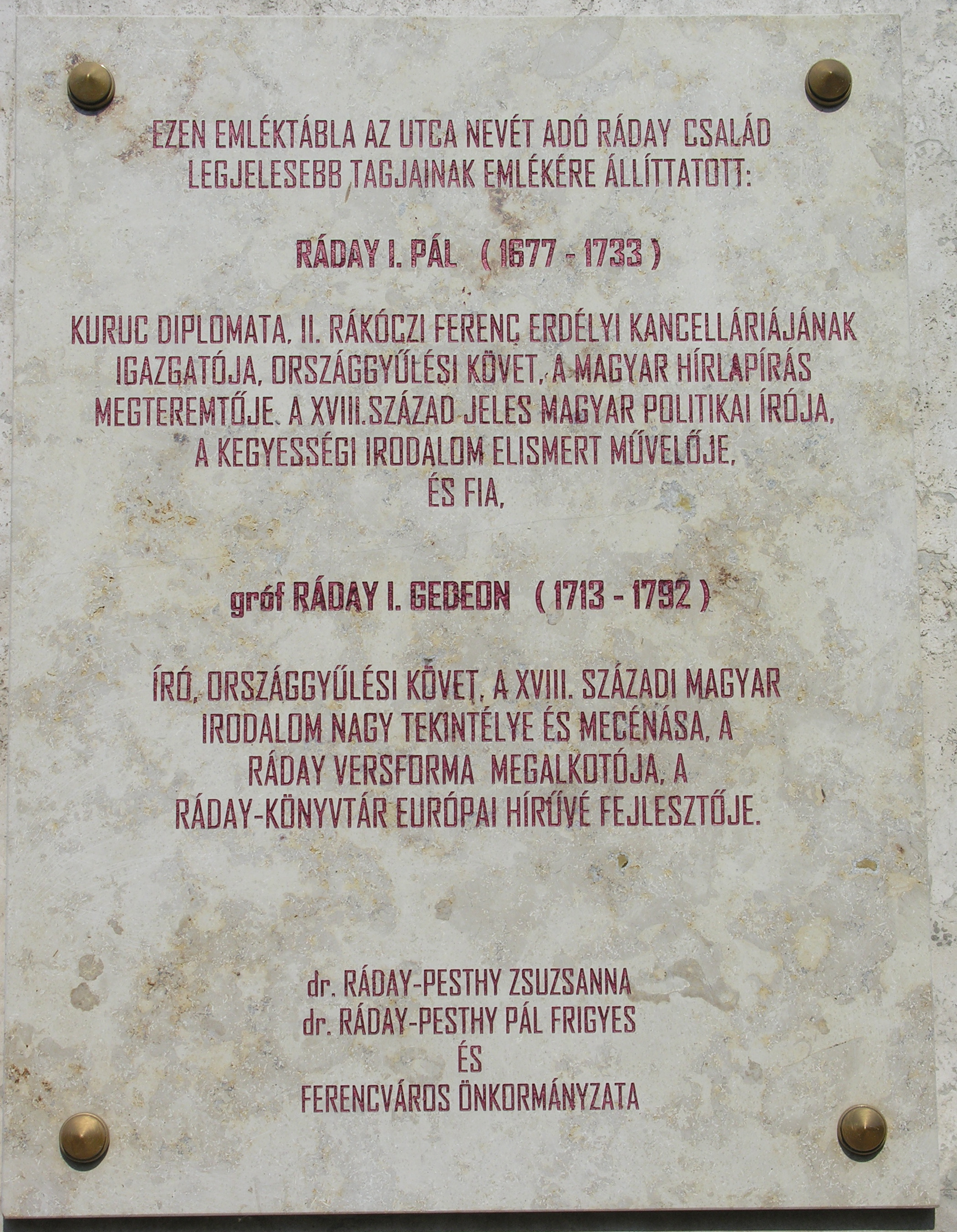
Ráday Pál és Ráday Gedeon Ráday utca 2.
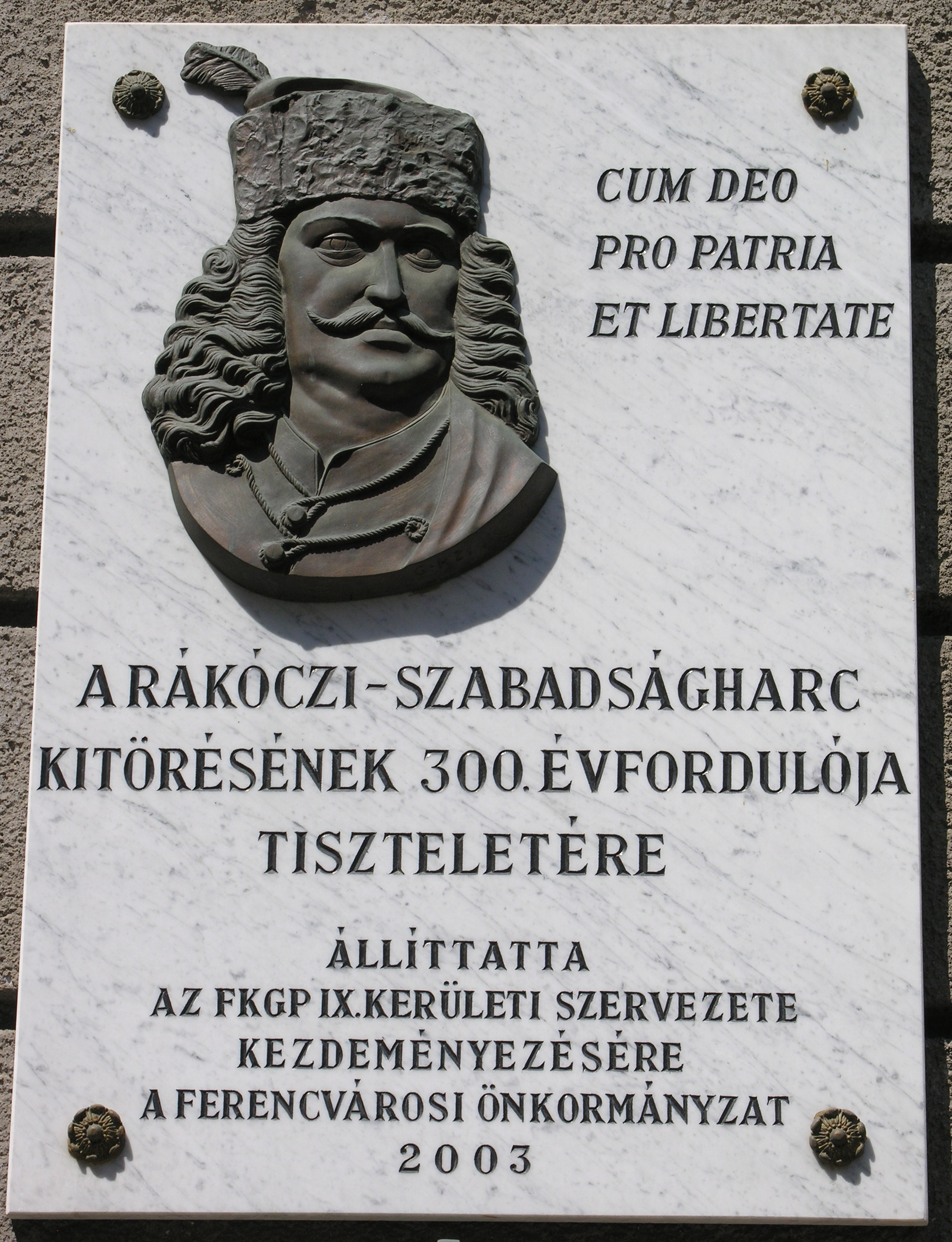
Rákóczi-szabadságharc Kinizsi utca 22. alkotó: Gulácsy-Horváth Zsolt
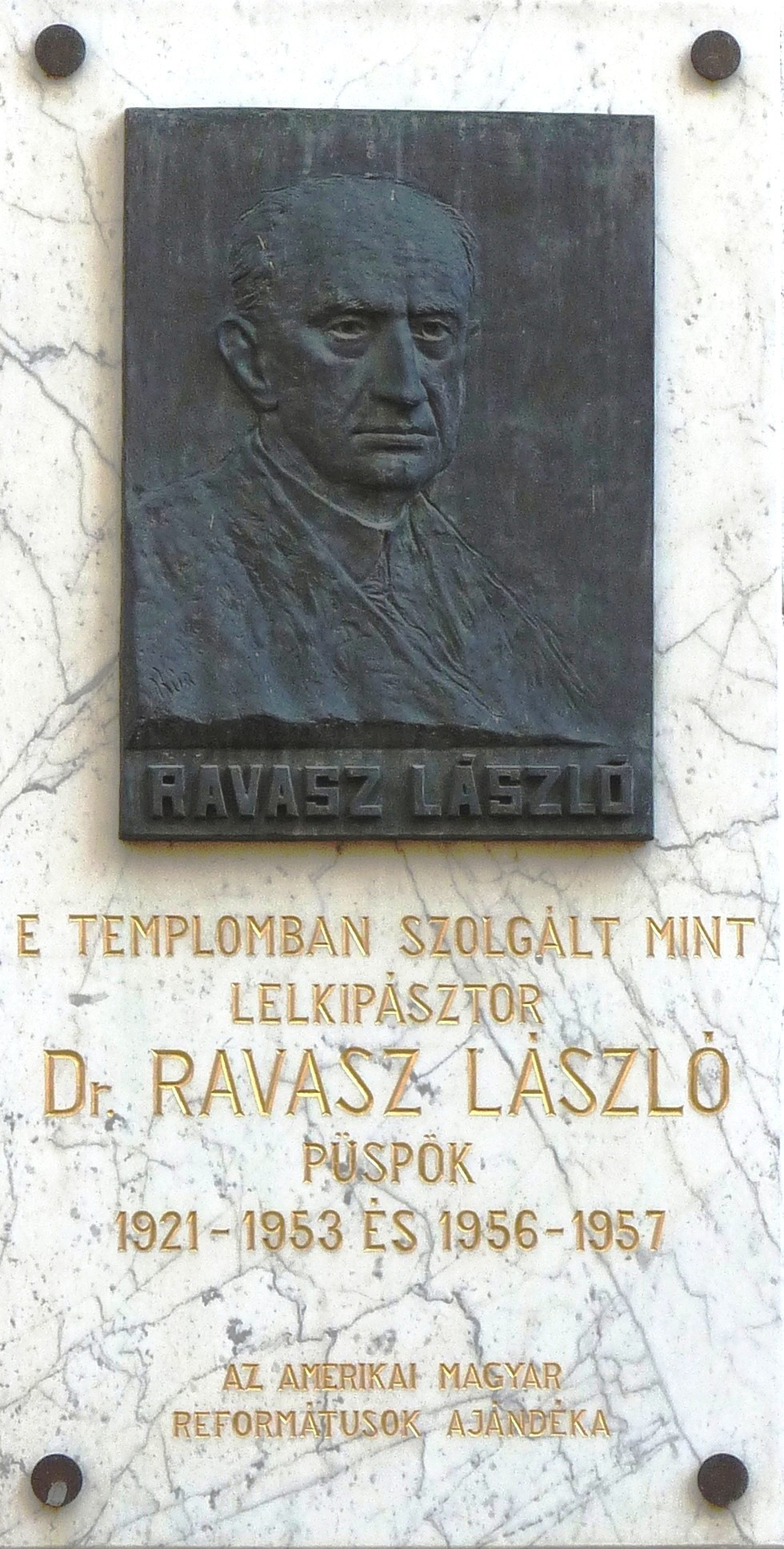
Ravasz László Kálvin tér 7.
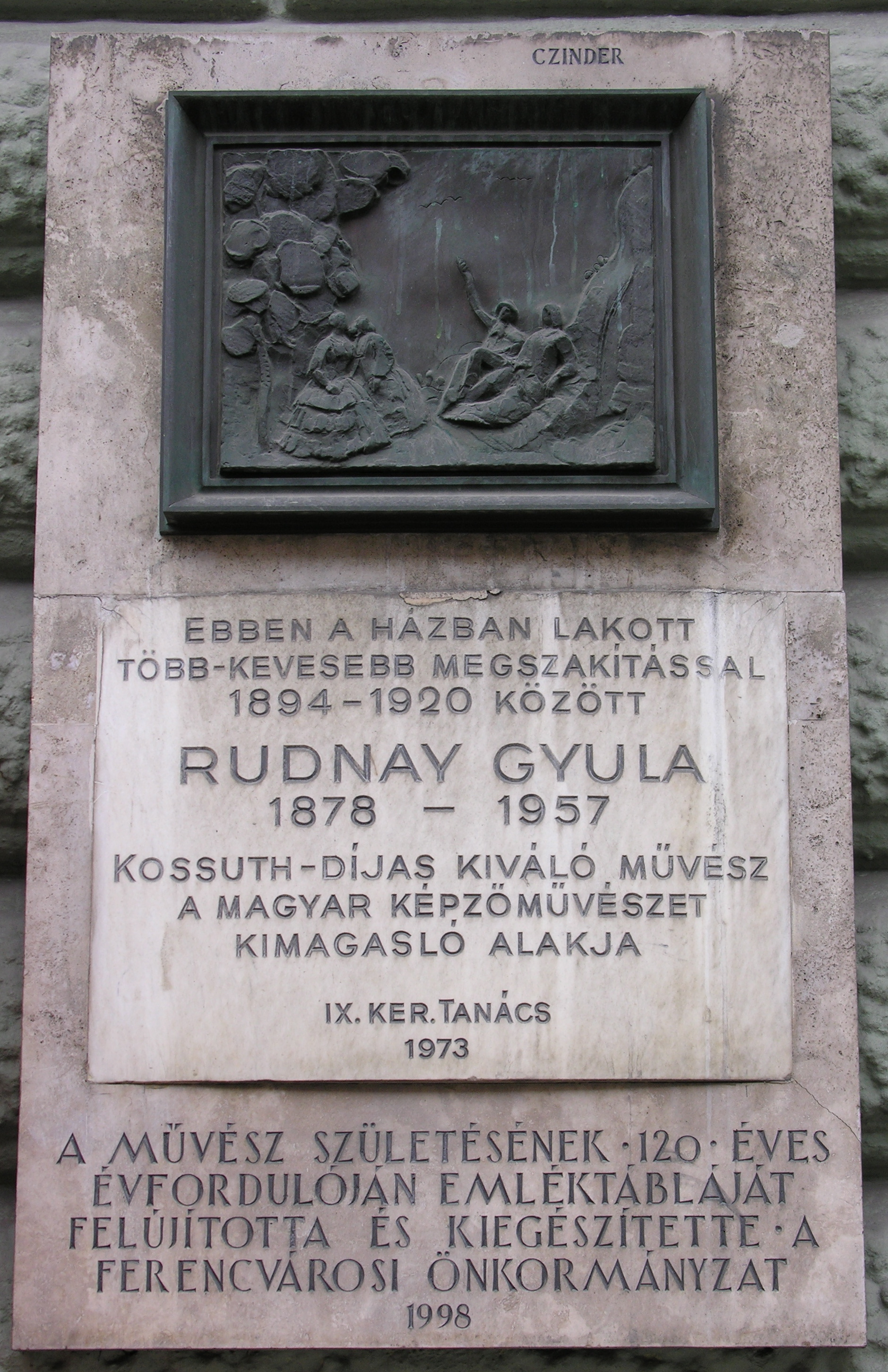
Rudnay Gyula Ferenc körút 40. alkotó: Czinder Antal
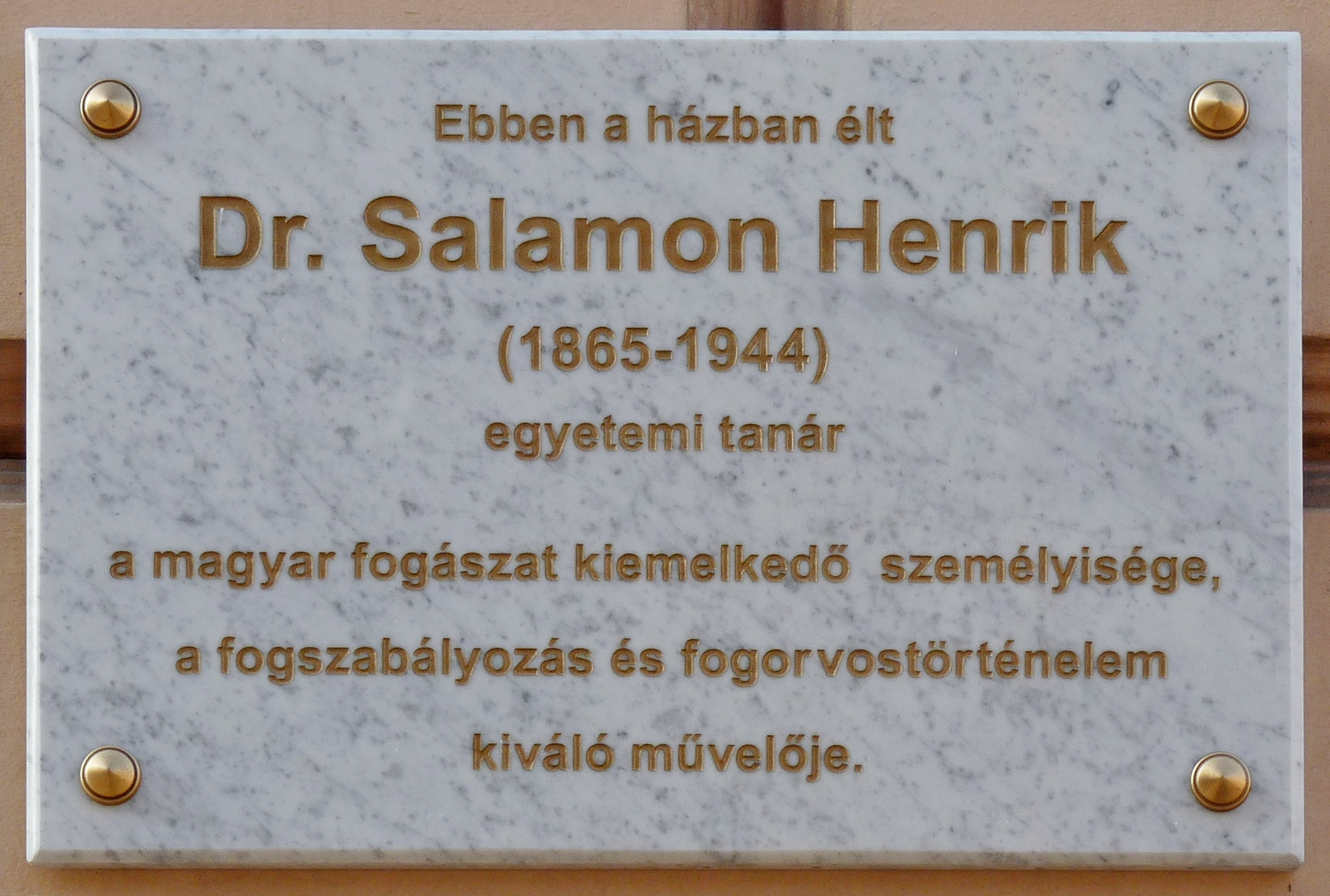
Salamon Henrik Lónyay utca 7.
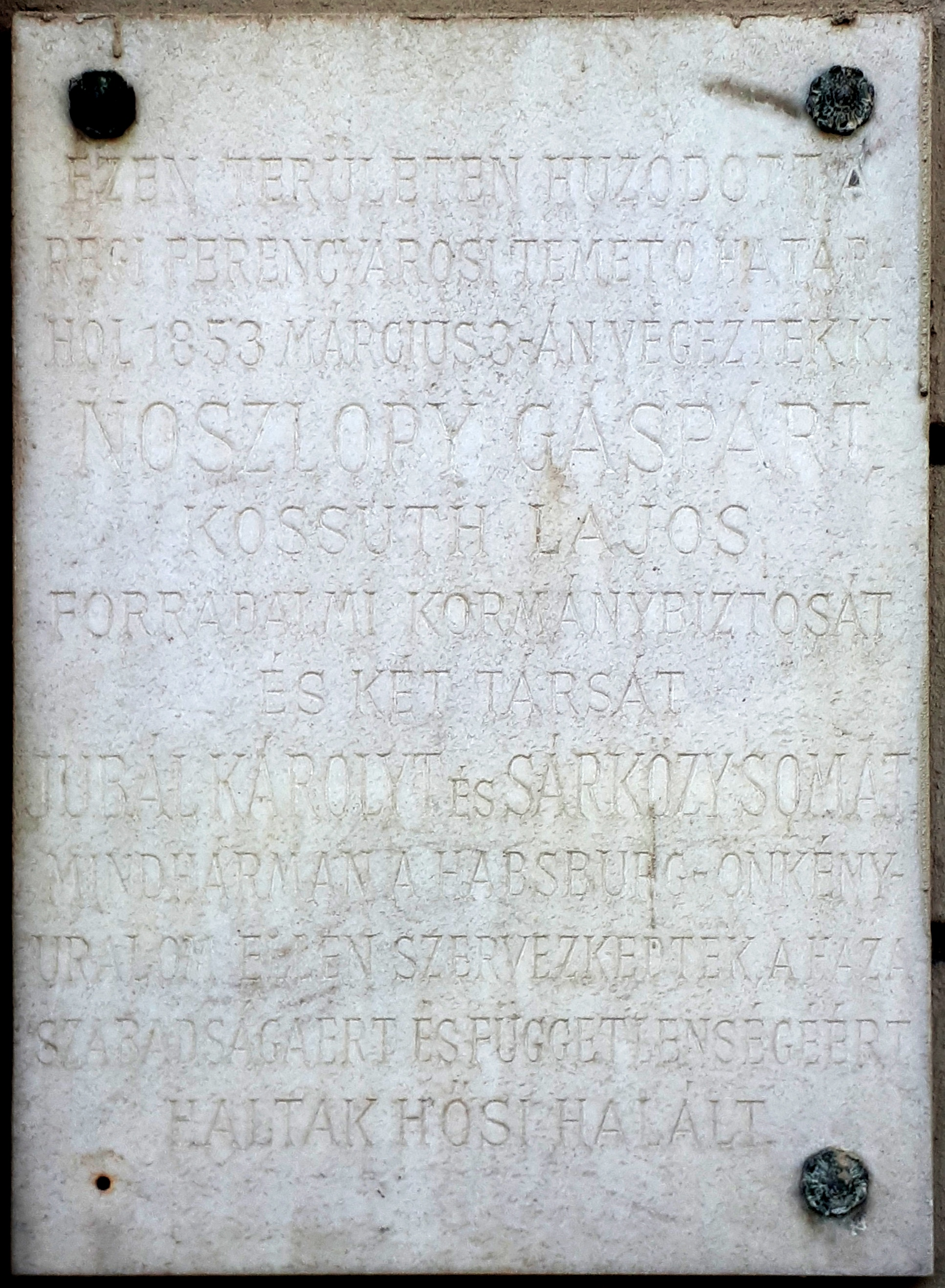
Sárközy Soma Telepy utca 2/C.
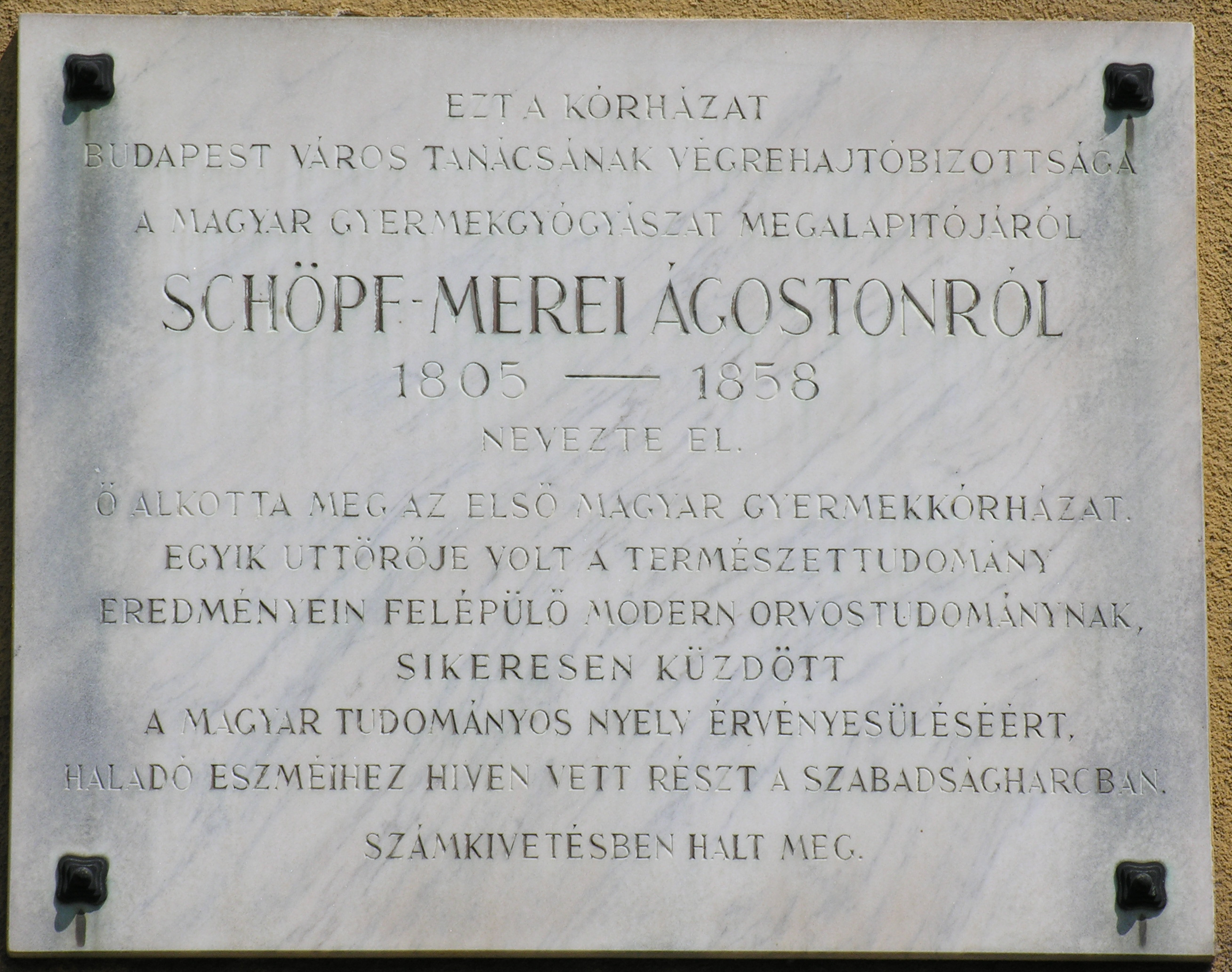
Schöpf-Merei Ágost Bakáts tér 11.
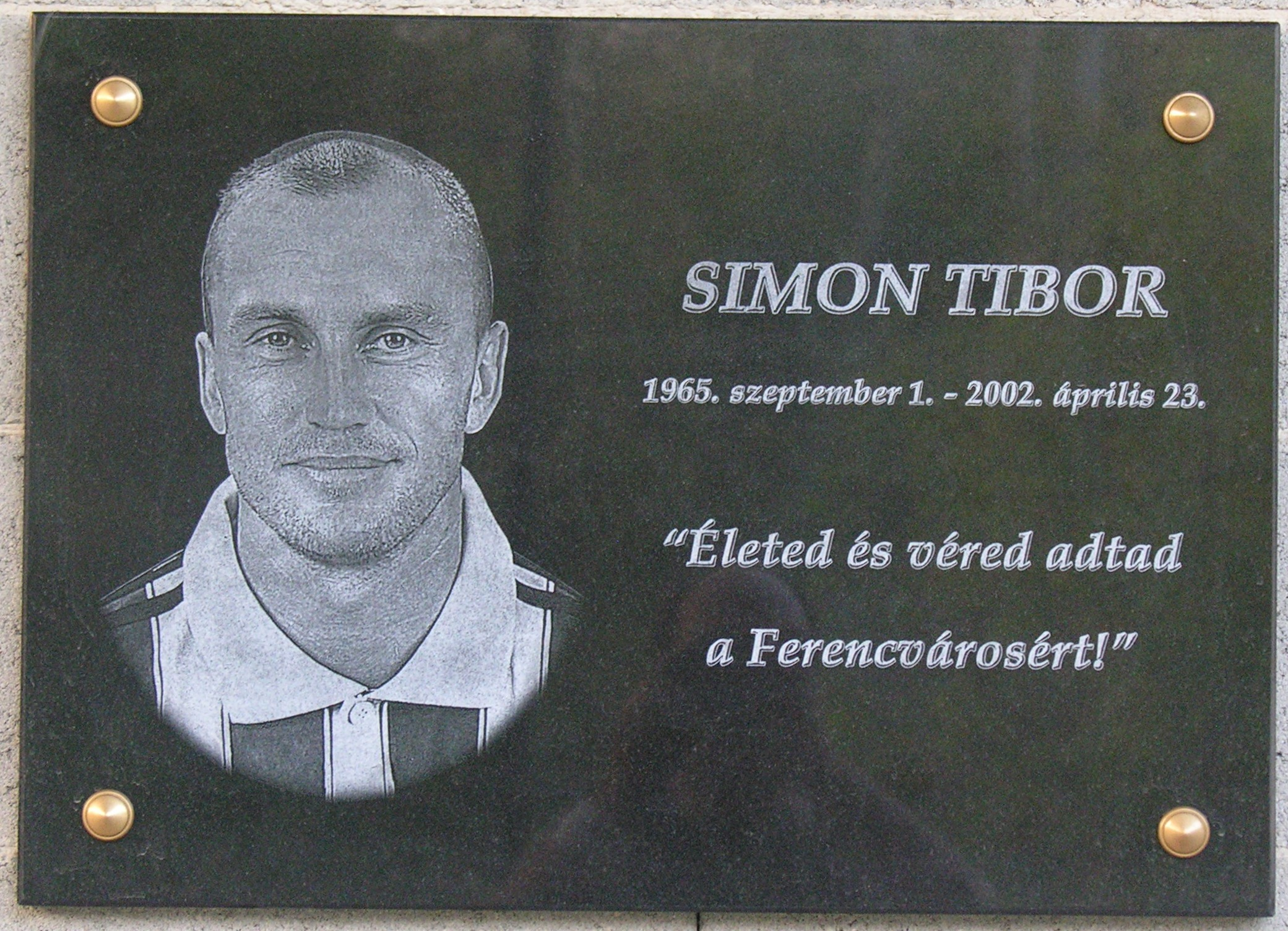
Simon Tibor Üllői út 129.
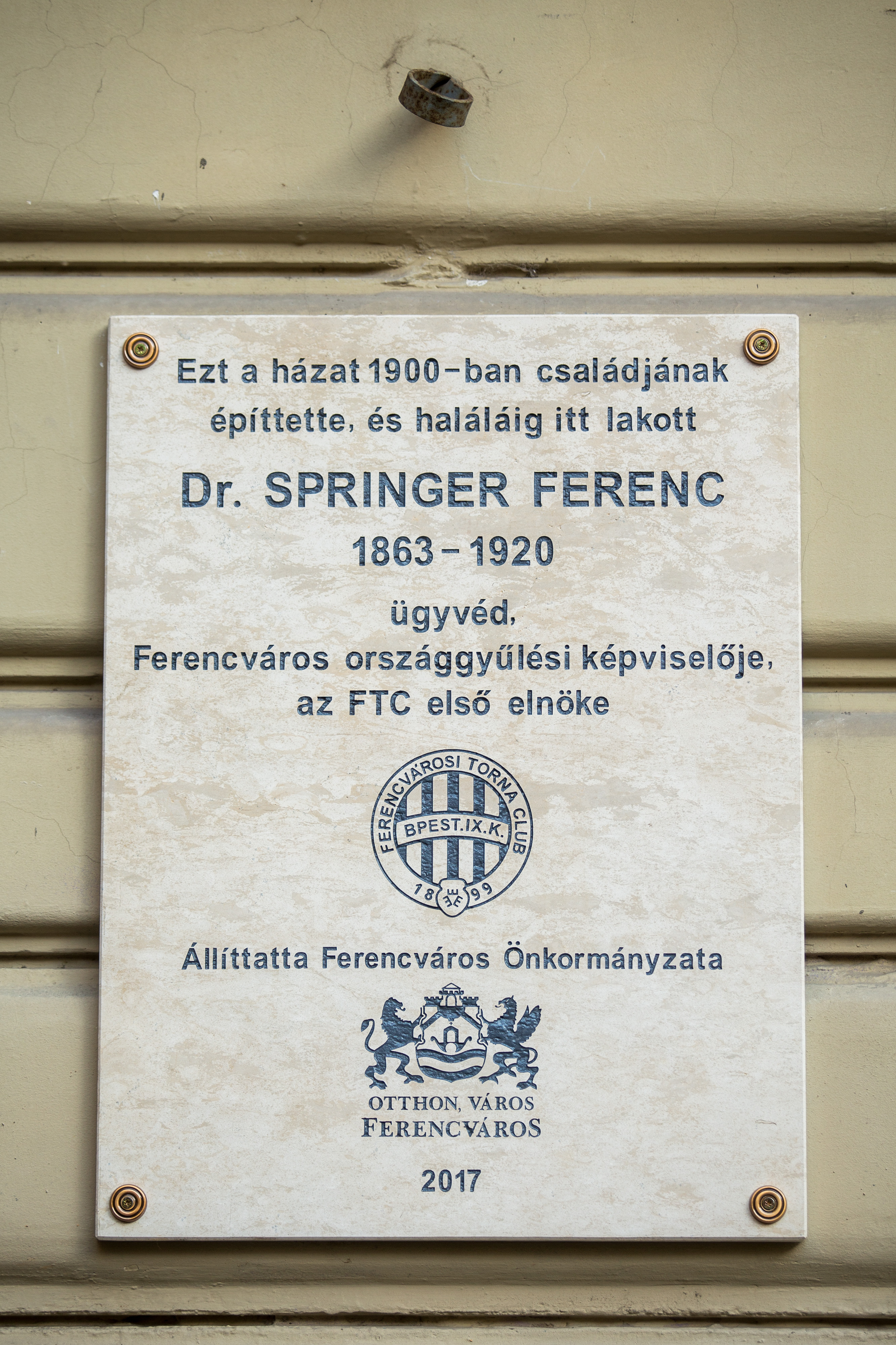
Springer Ferenc Hőgyes Endre utca 11.
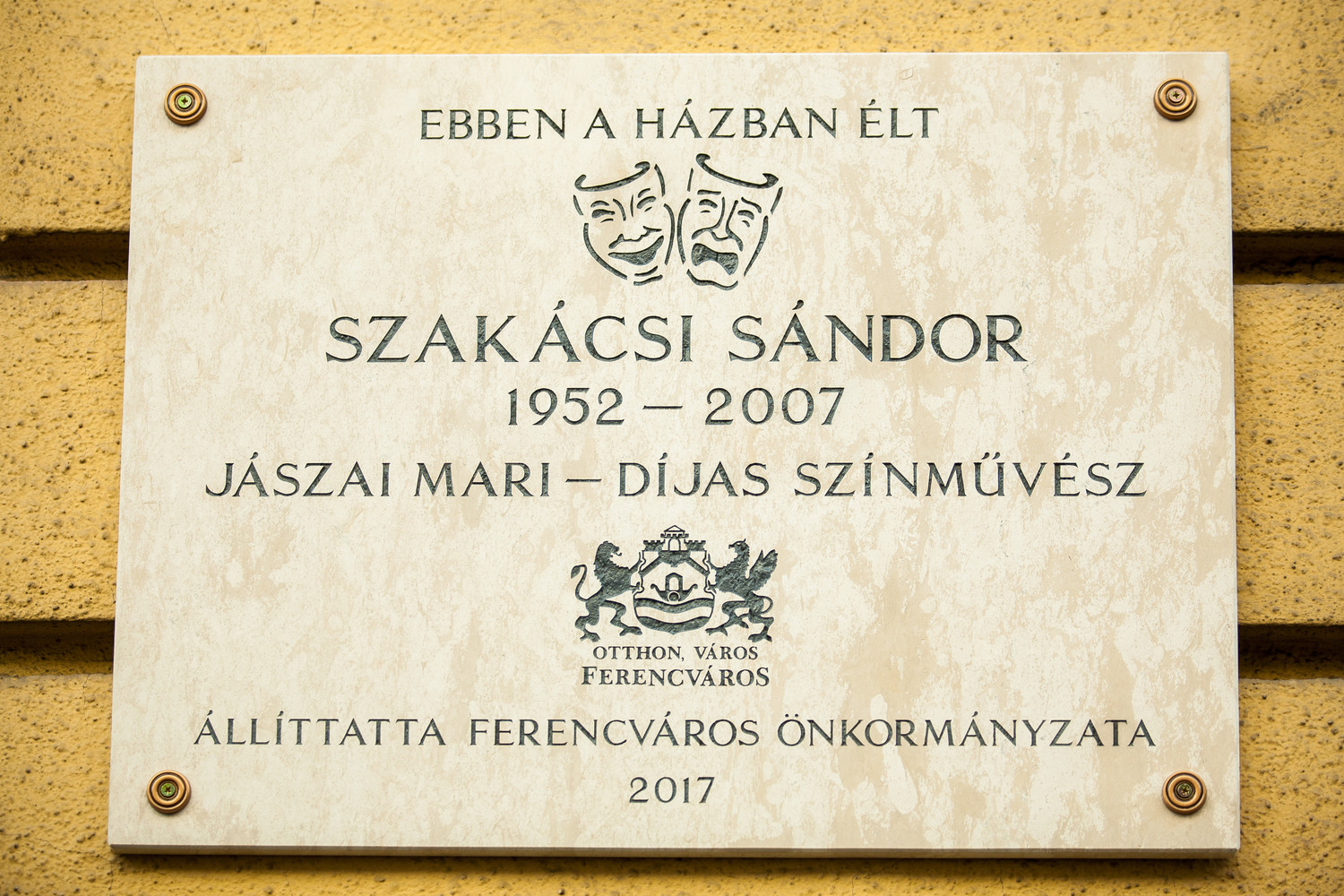
Szakácsi Sándor Boráros tér 2.
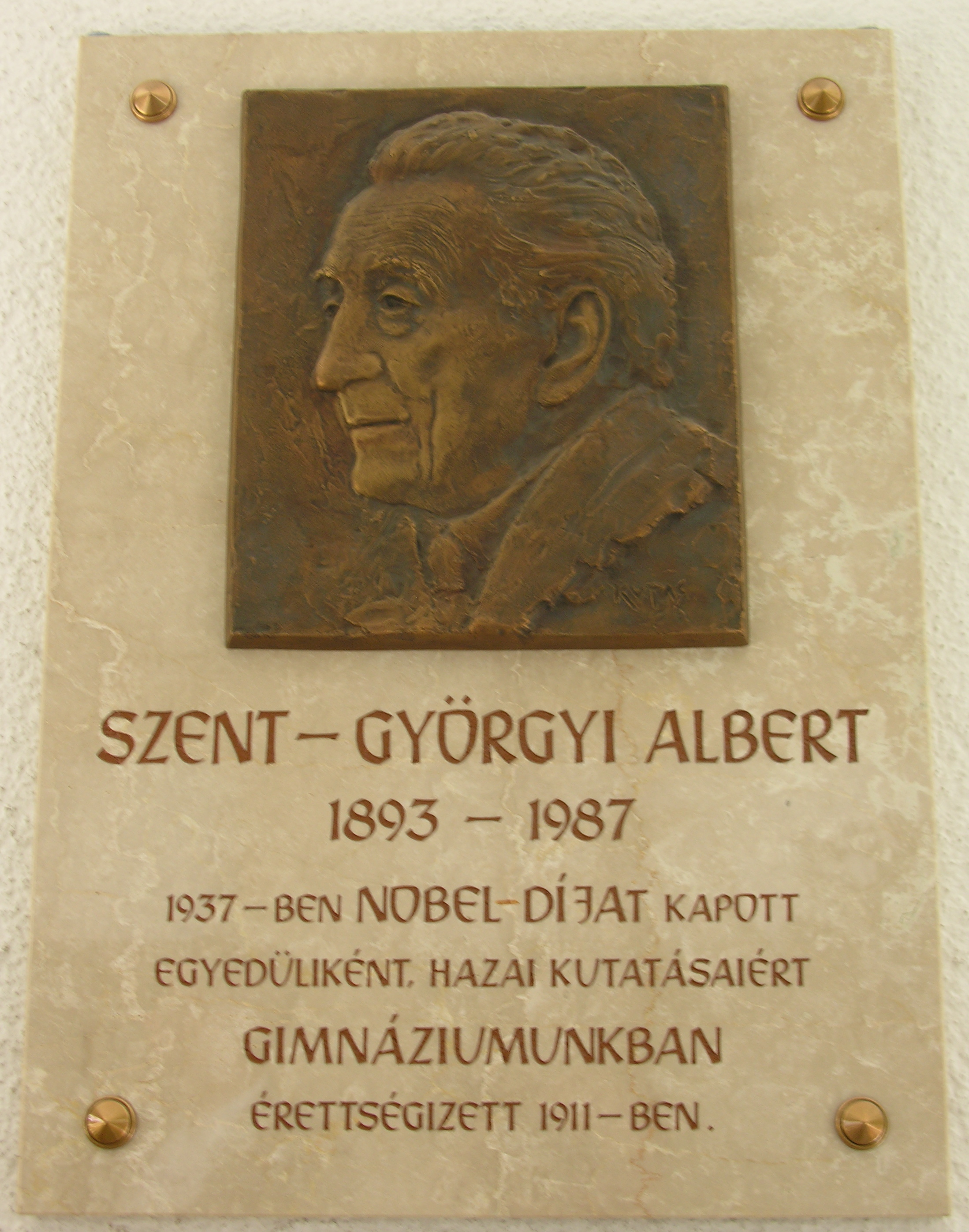
Szent-Györgyi Albert Kinizsi utca 1-7.
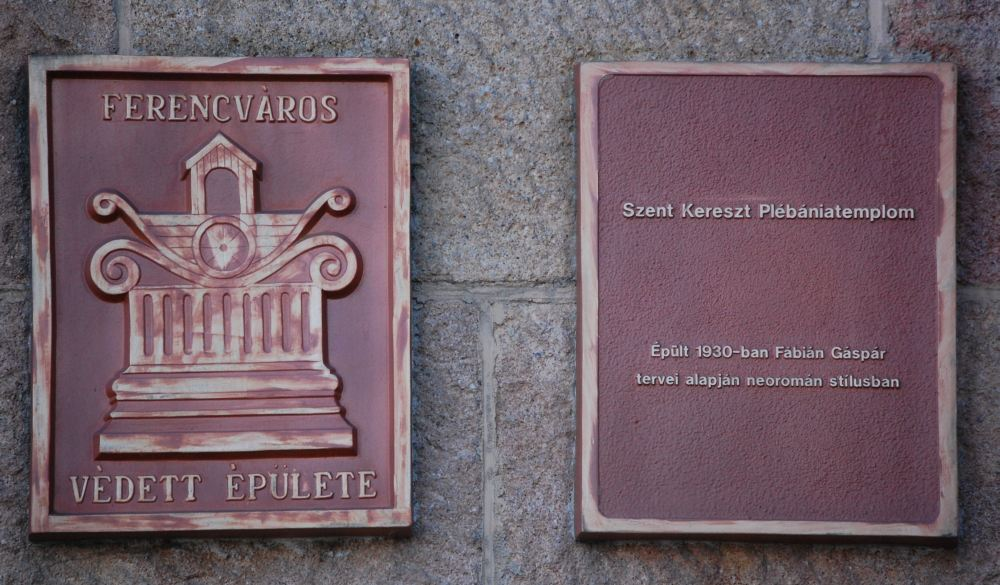
Külső-ferencvárosi Szent Kereszt Plébánia Üllői út 145.
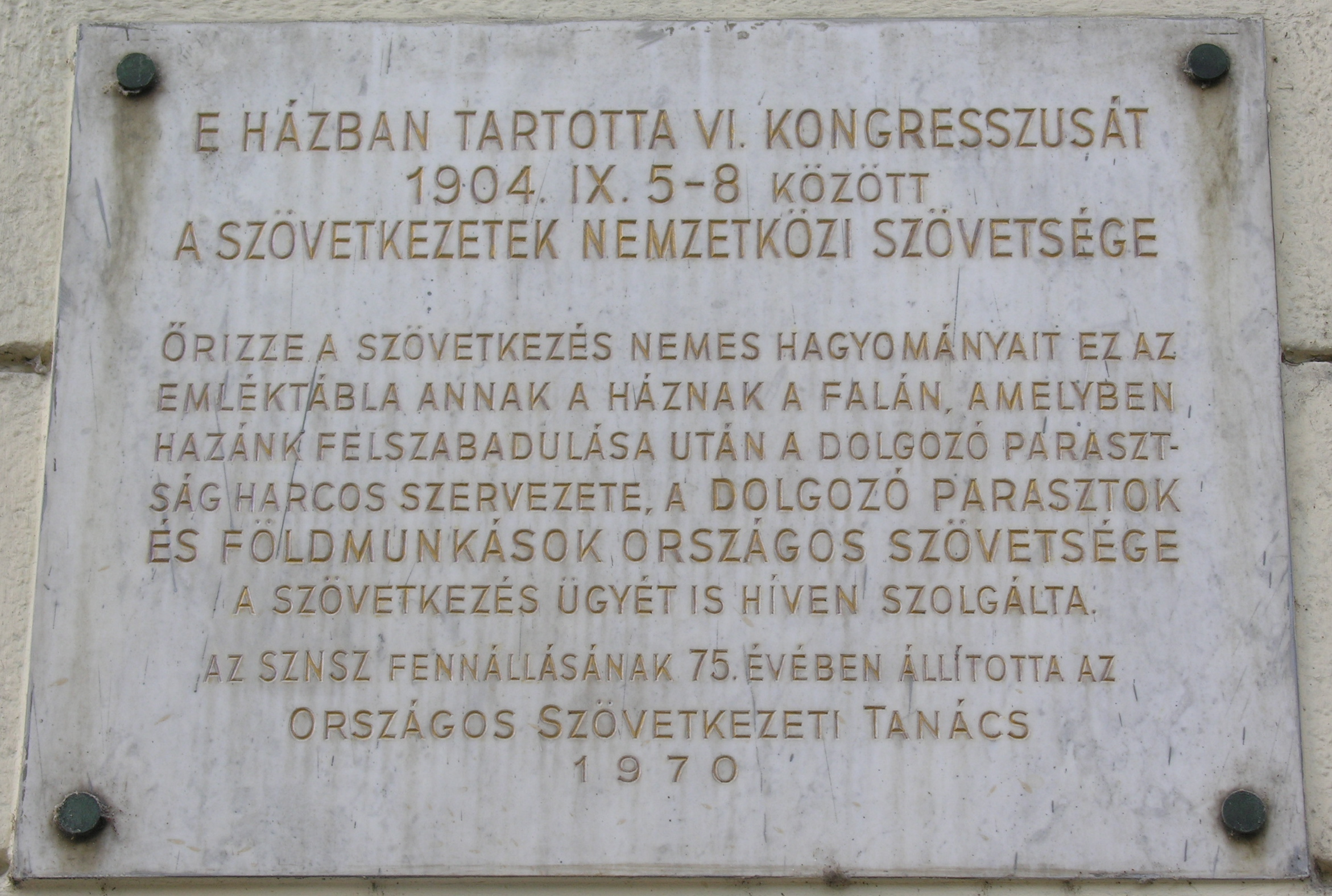
Szövetkezetek Nemzetközi Szövetsége Üllői út 25.
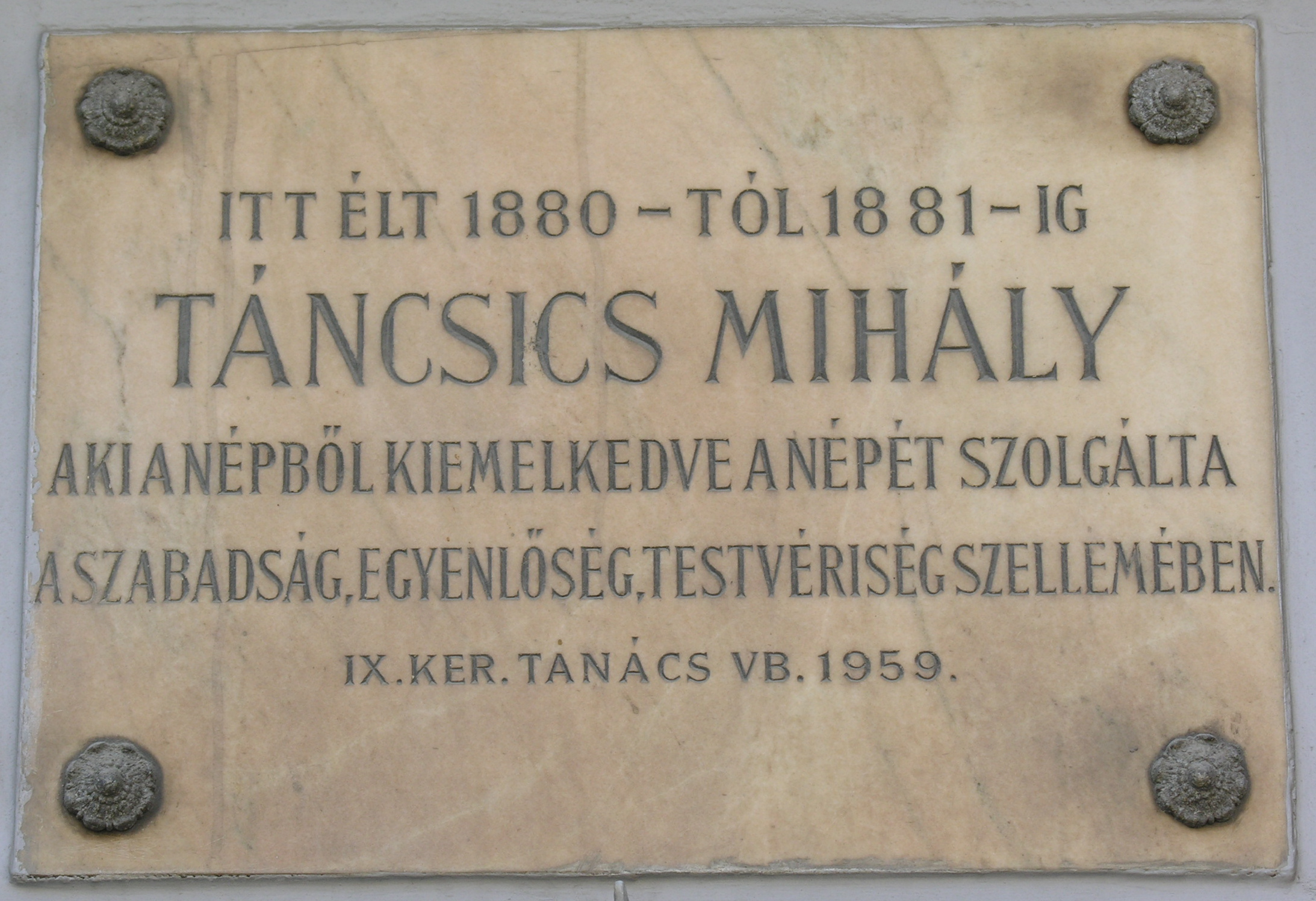
Táncsics Mihály Üllői út 23.
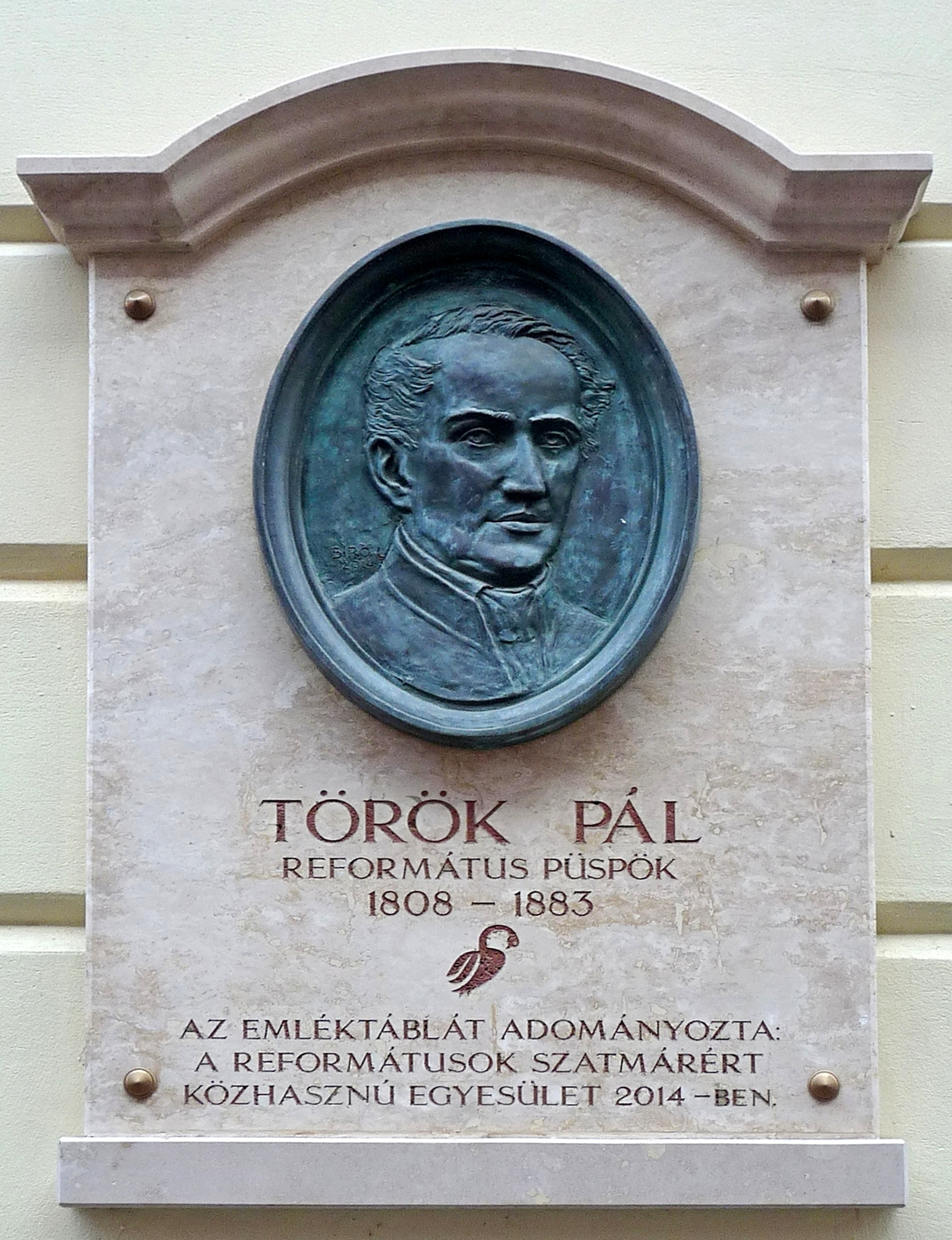
Török Pál Török Pál utca 2.
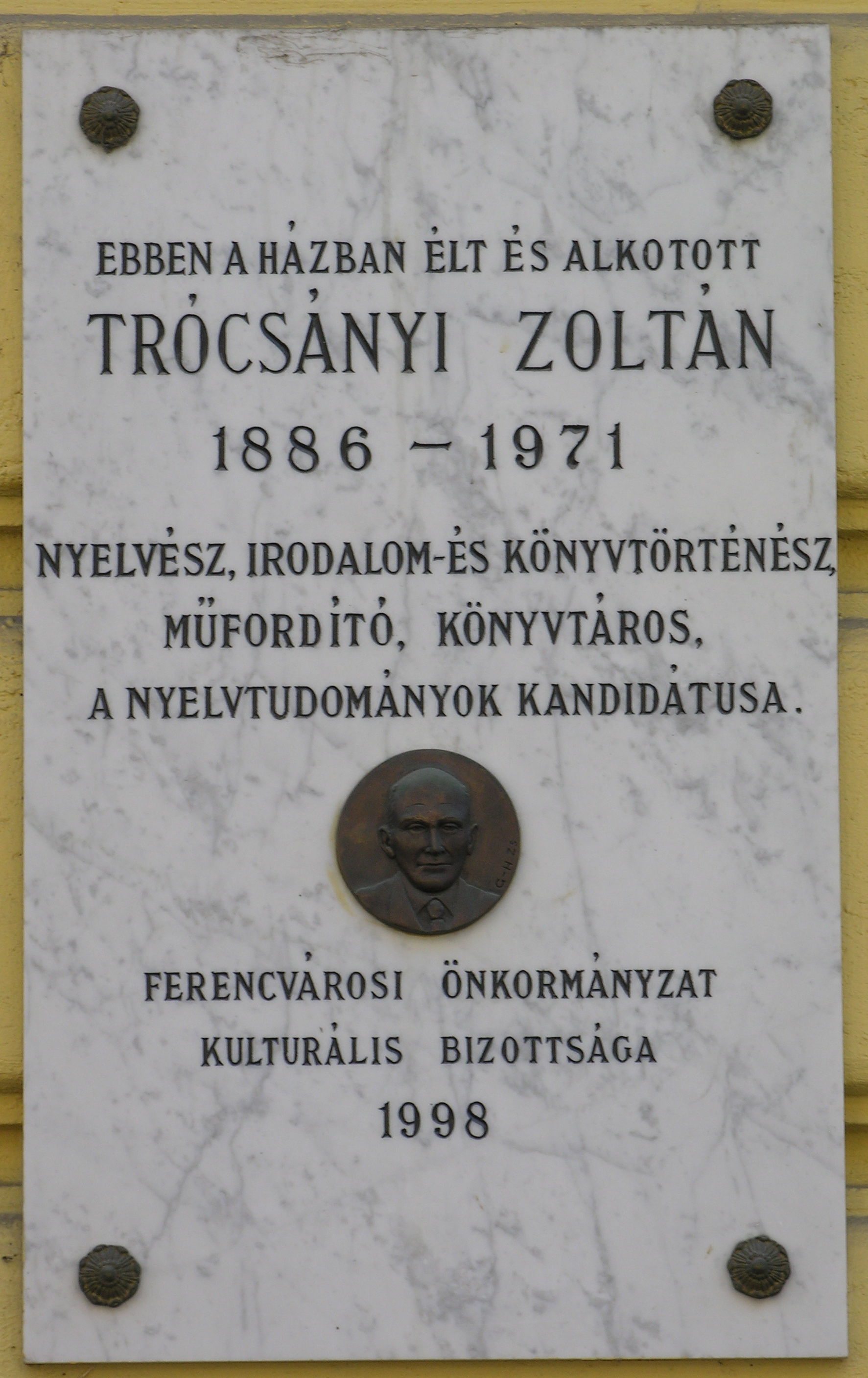
Trócsányi Zoltán Kinizsi utca 35.
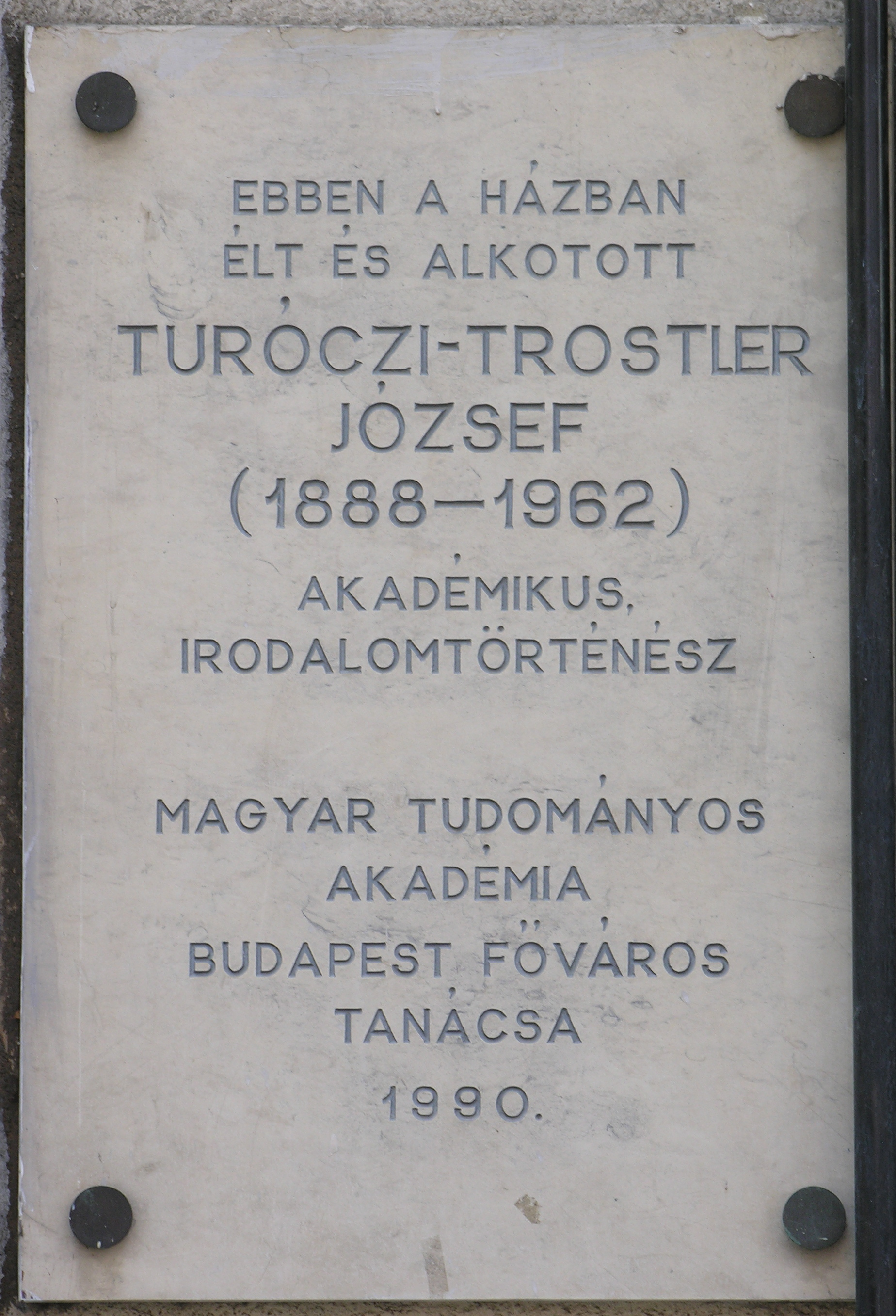
Turóczi-Trostler József Ráday utca 33/b
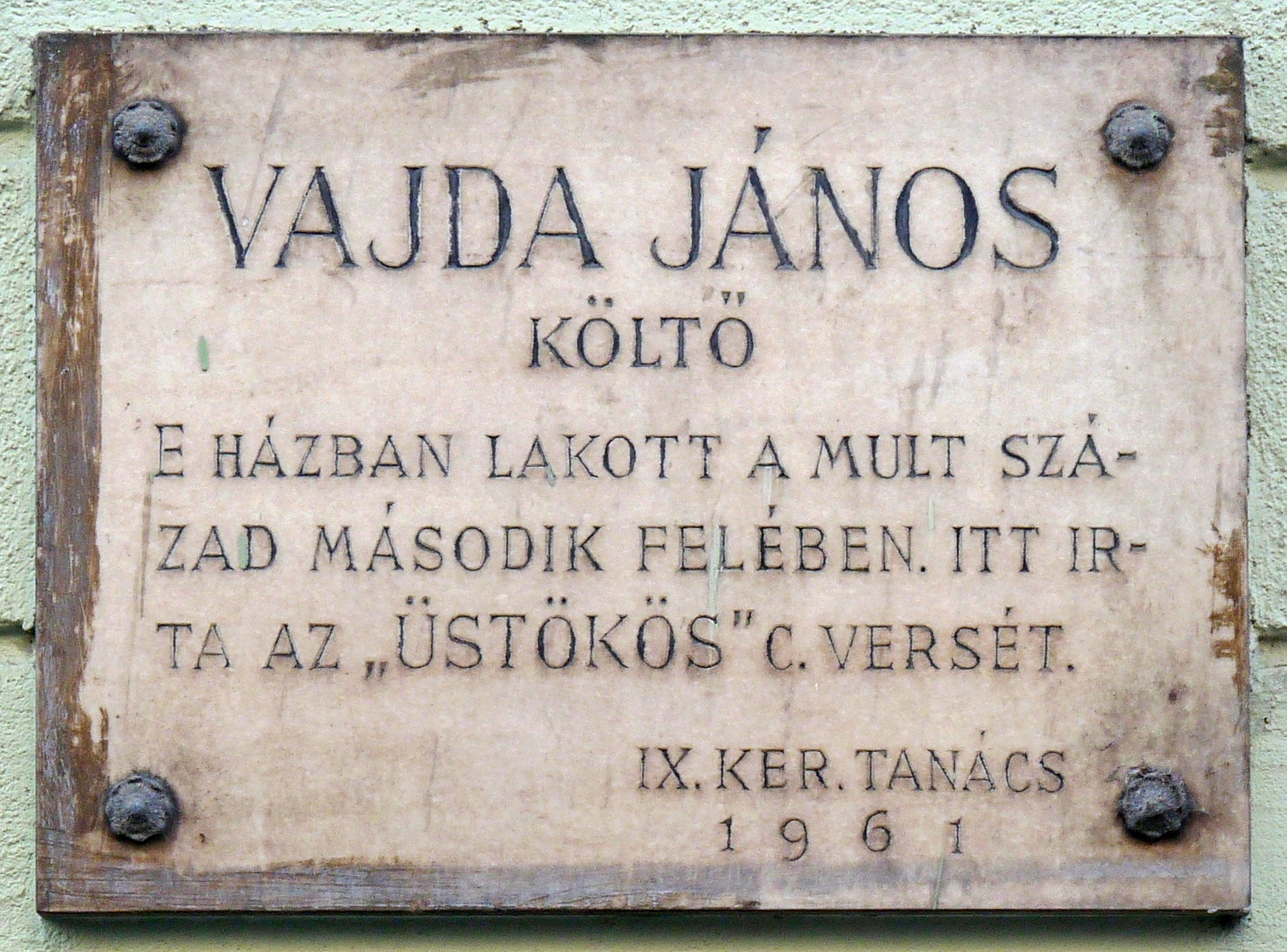
Vajda János Tompa utca 13.
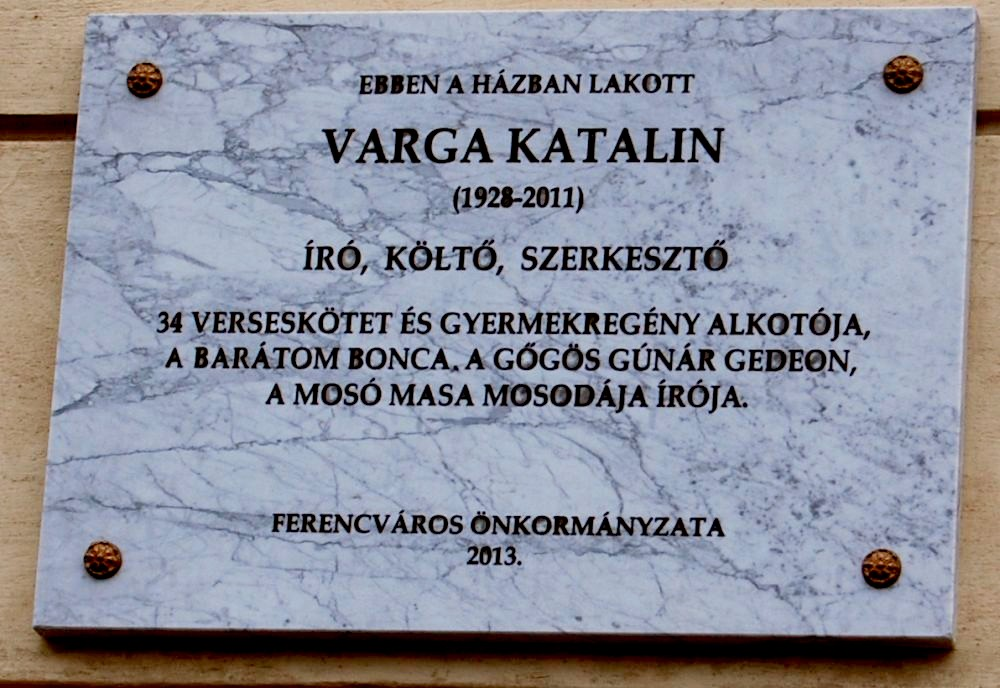
Varga Katalin Közraktár utca 12/a
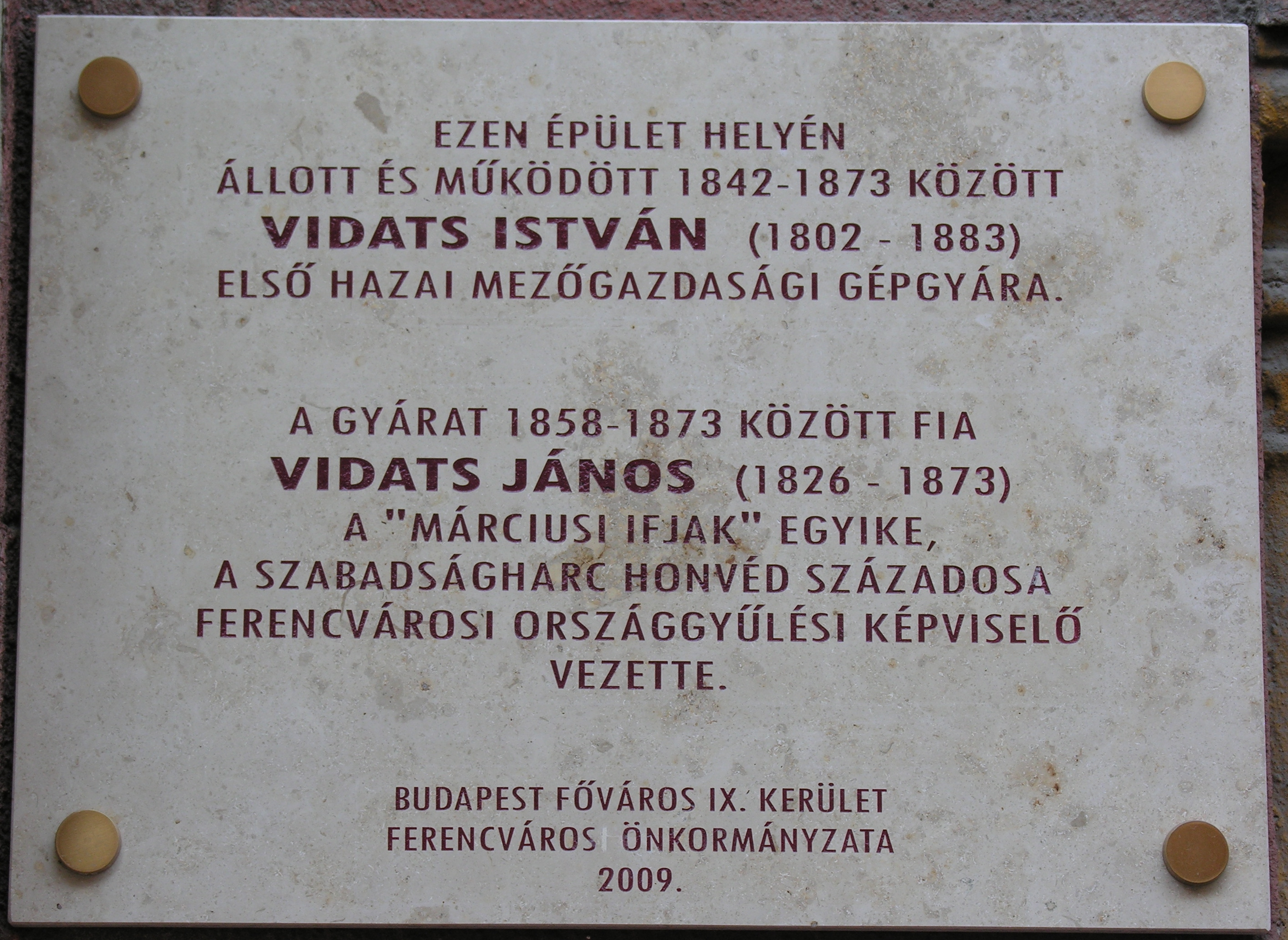
Vidats István és Vidats János Lónyay utca 2.
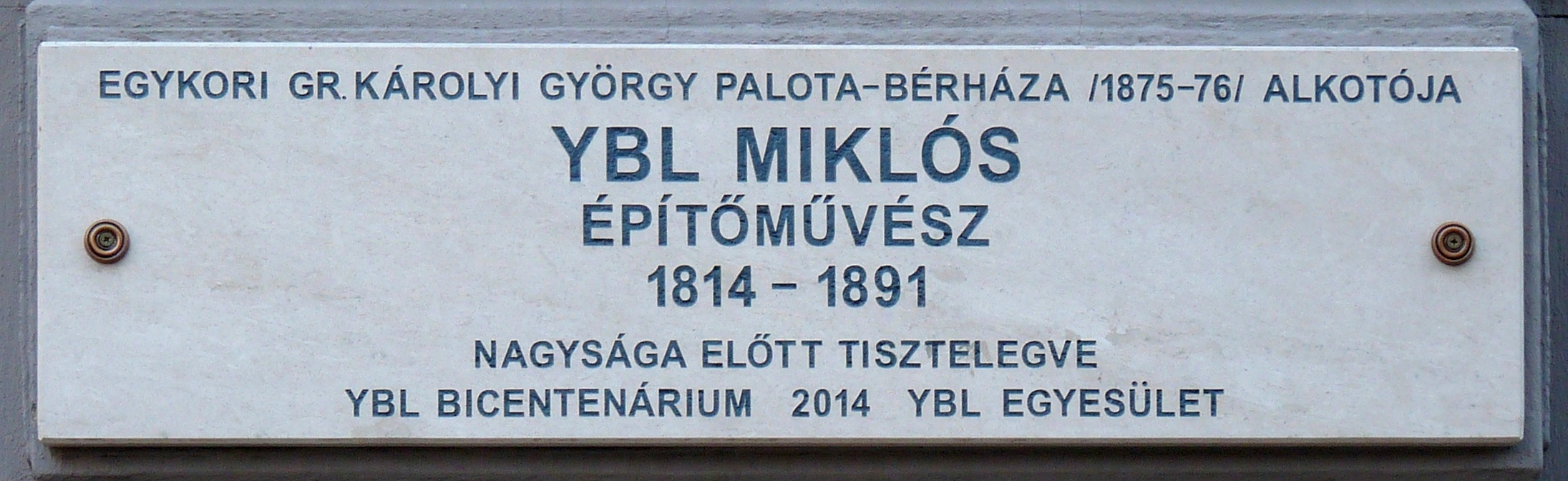
Ybl Miklós Ráday utca 18.
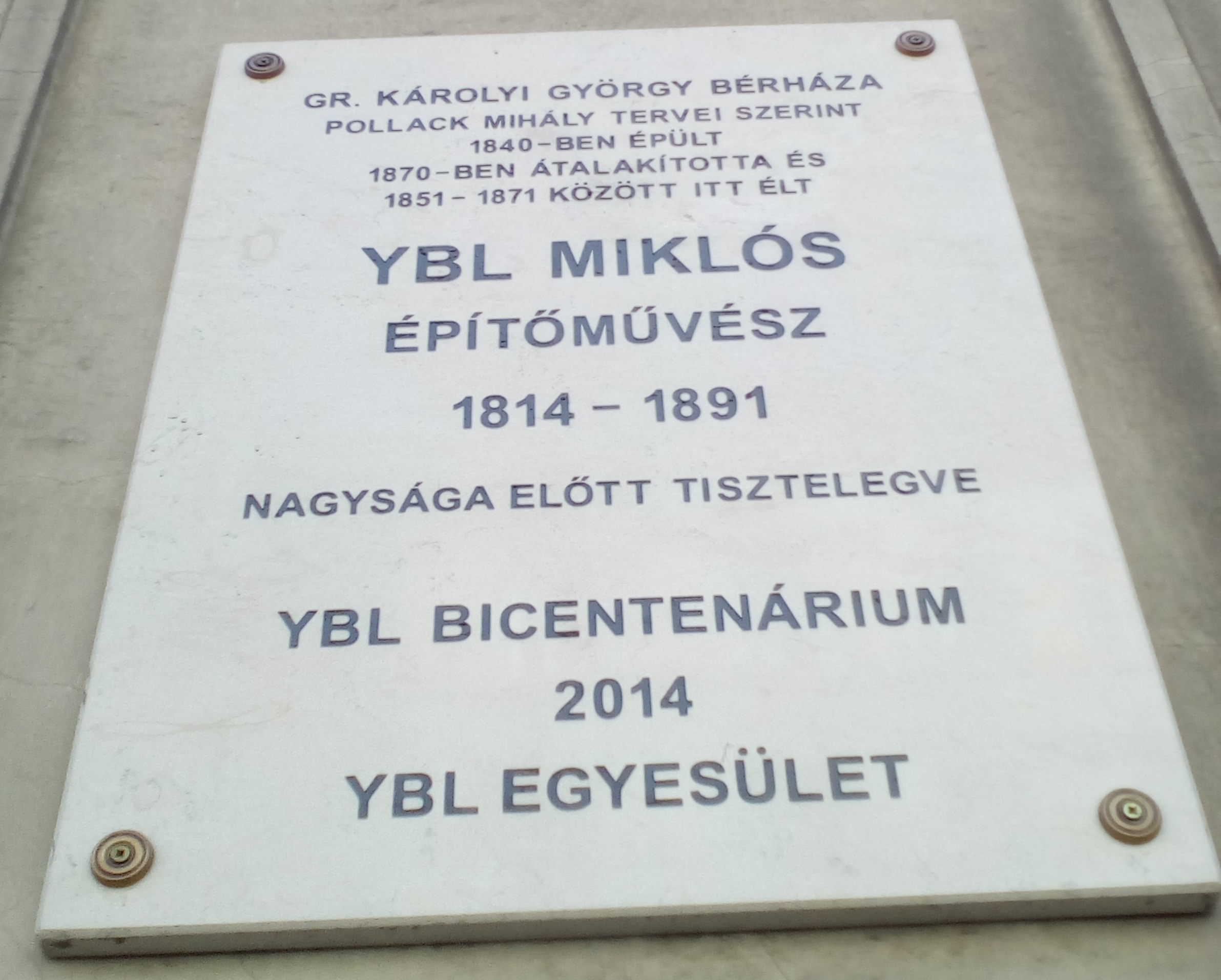
Ybl Miklós Üllői út 17.
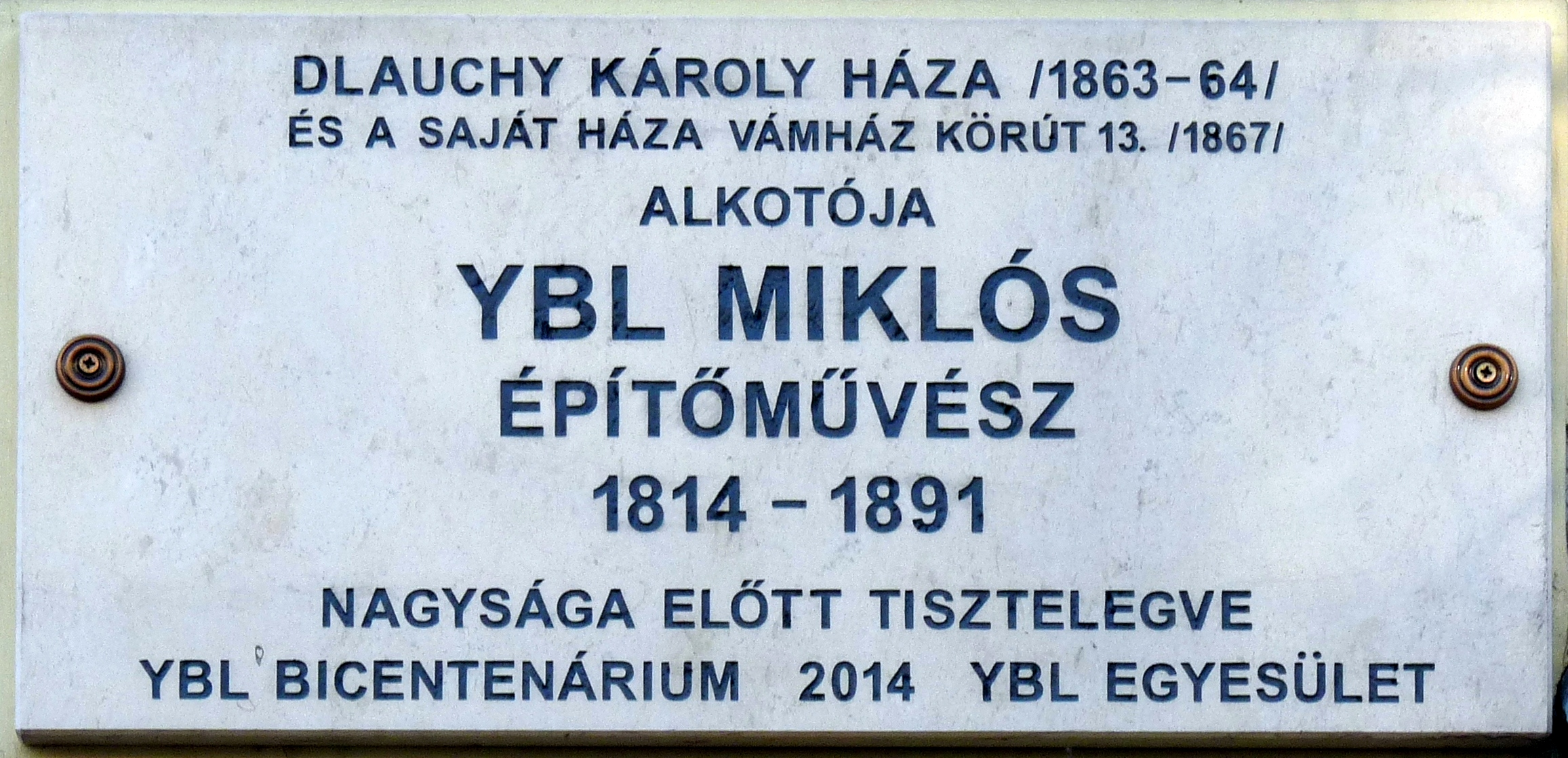
Ybl Miklós Vámház körút 15.
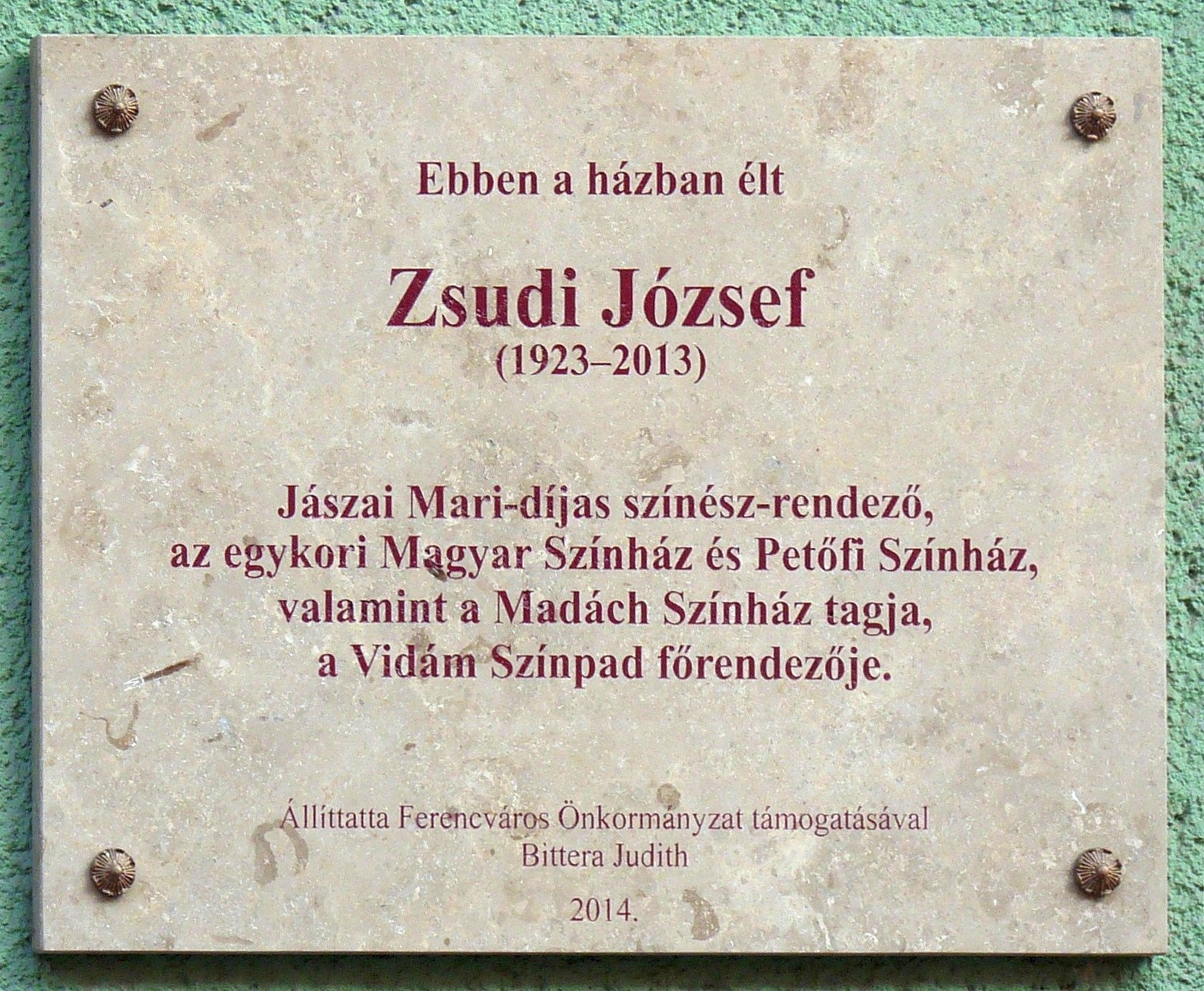
Zsudi József Tompa utca 20.

### Botlatókövek

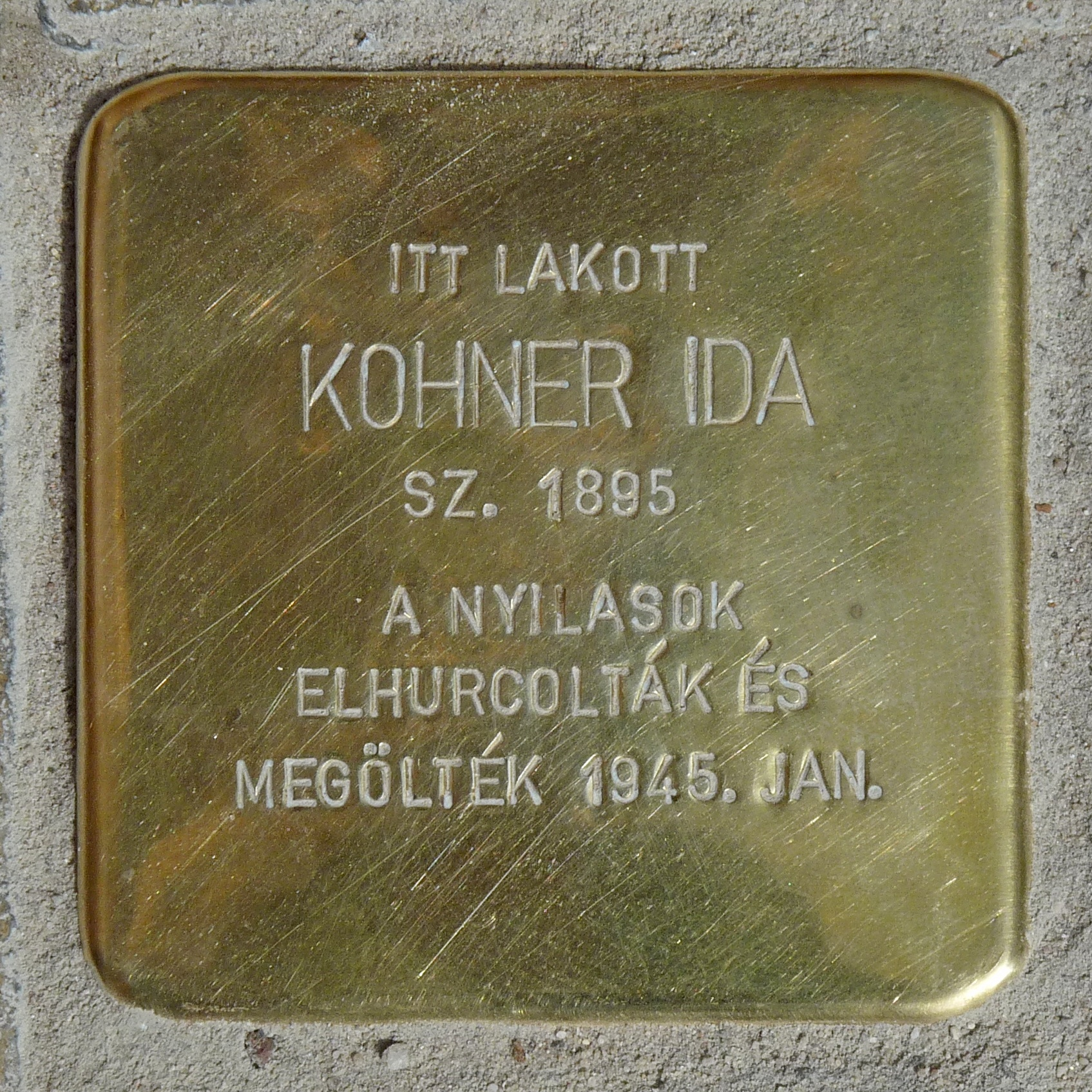
Kohner Ida Ráday utca 8.
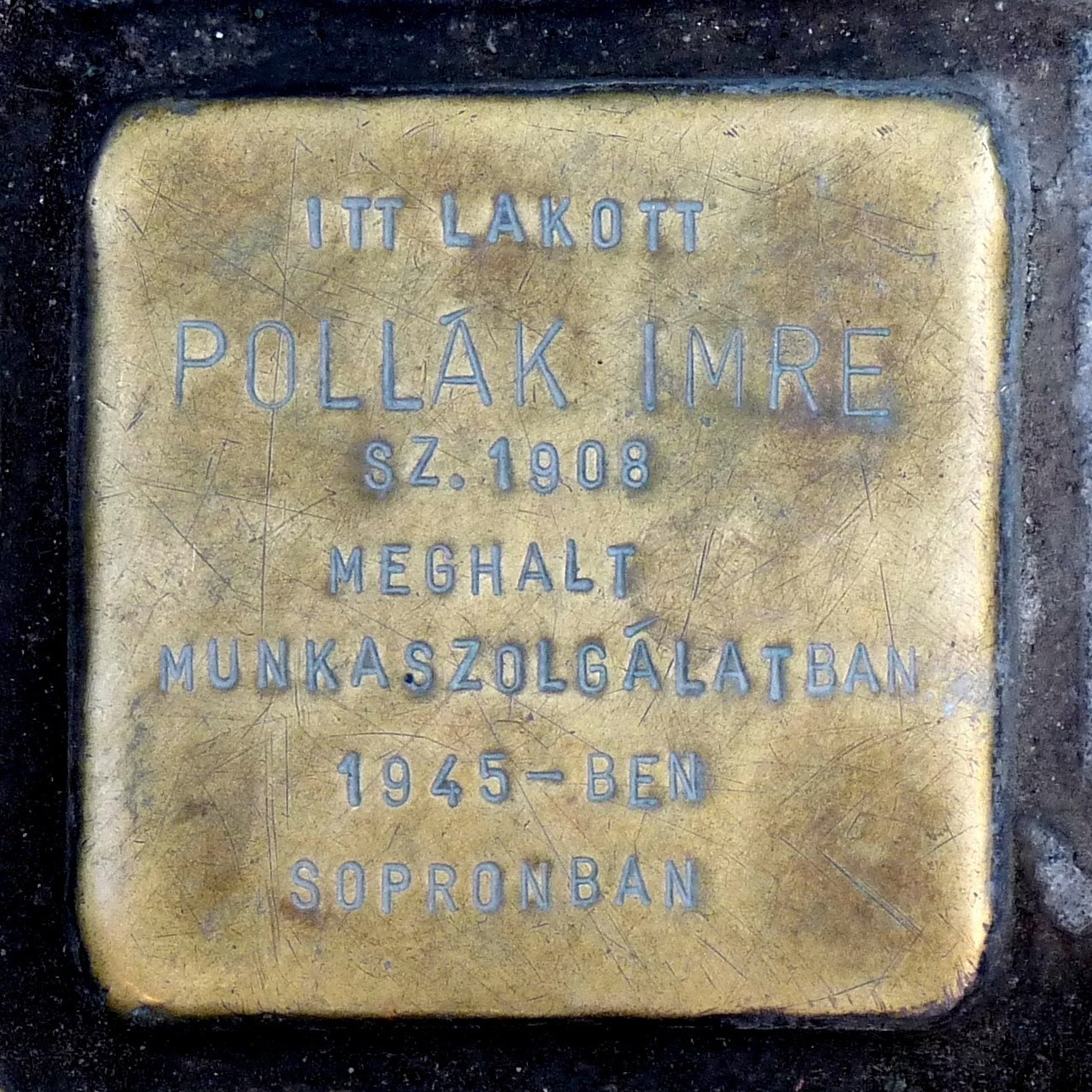
Pollák Imre Ráday utca 31/b
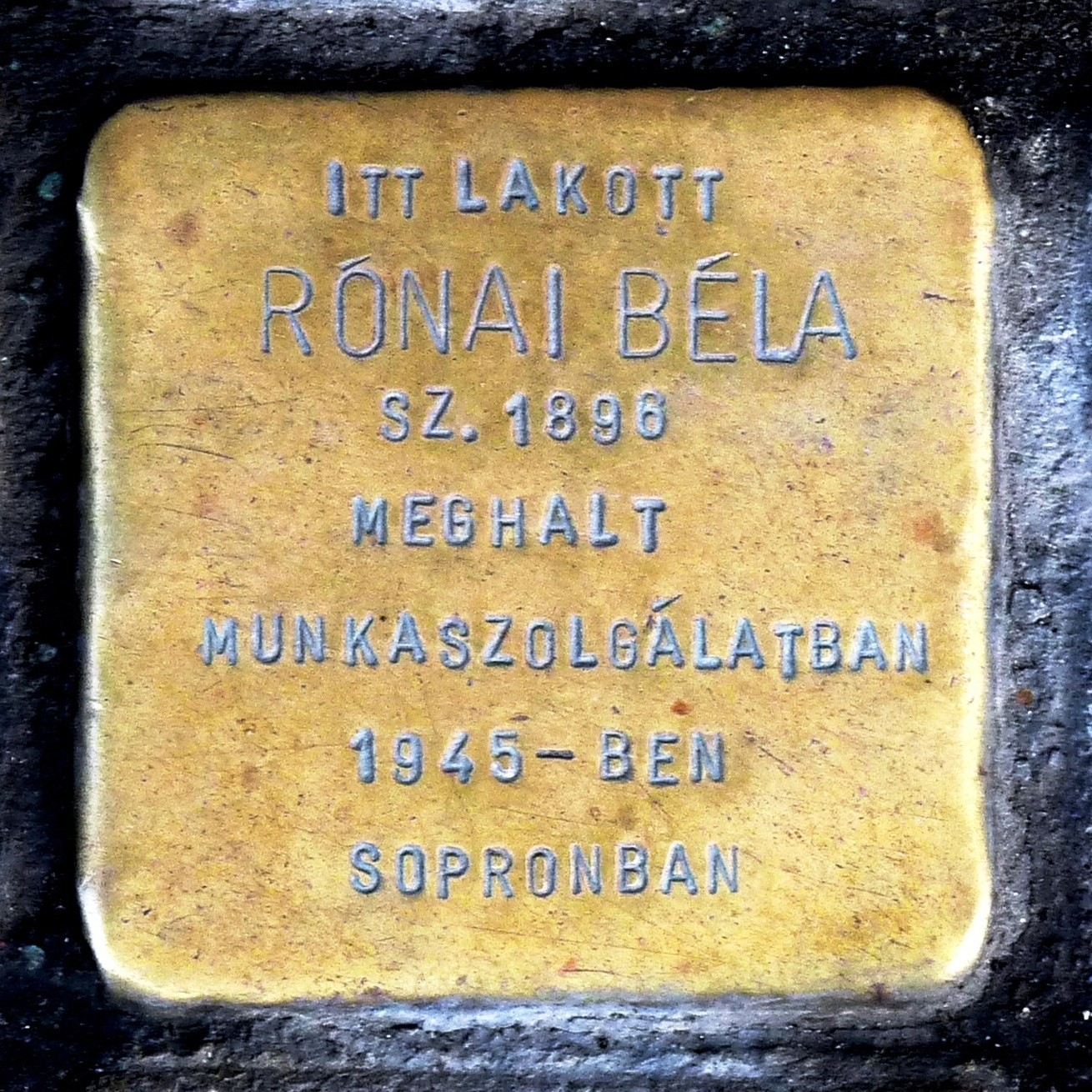
Rónai Béla Ráday utca 54.
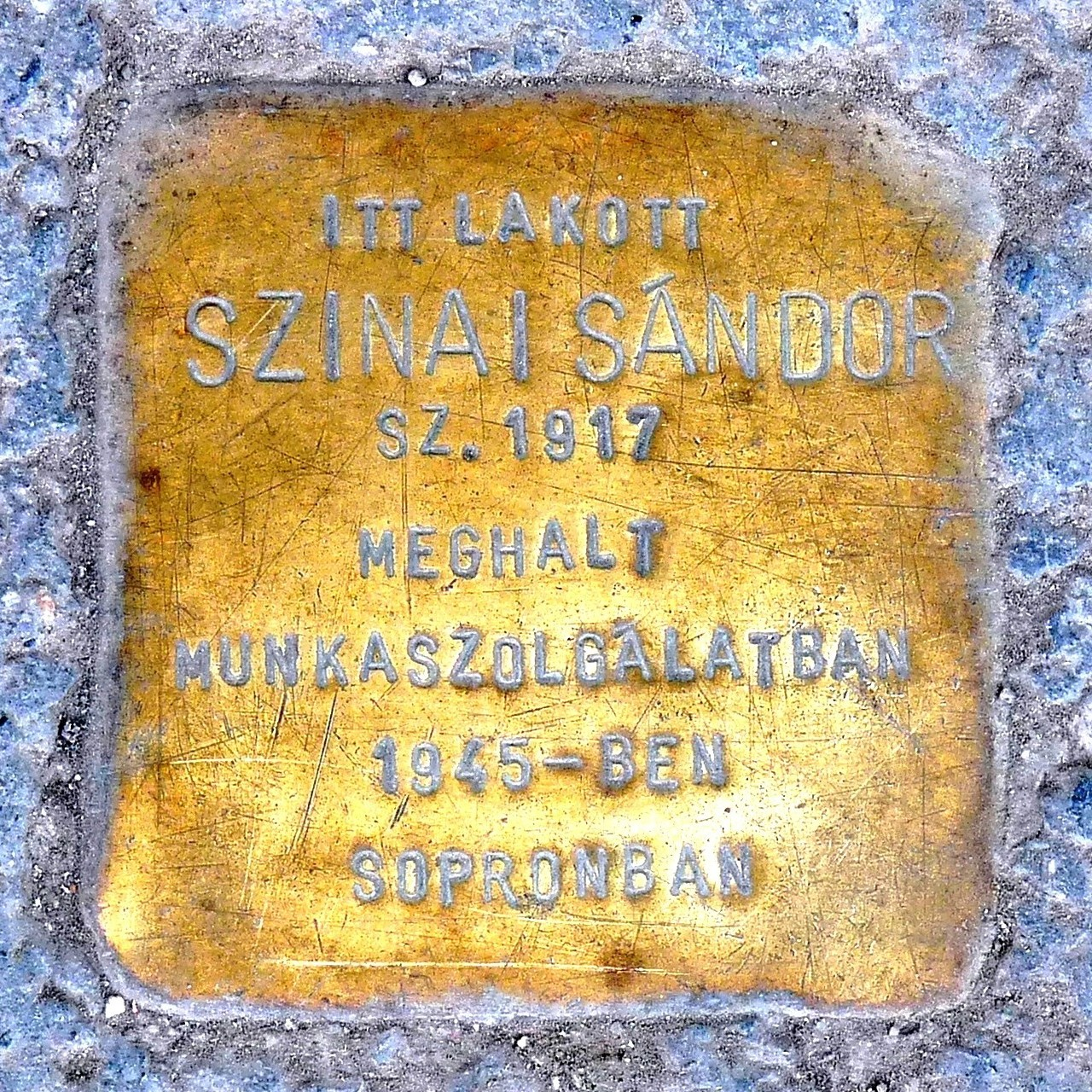
Szinai Sándor Ráday utca 5.
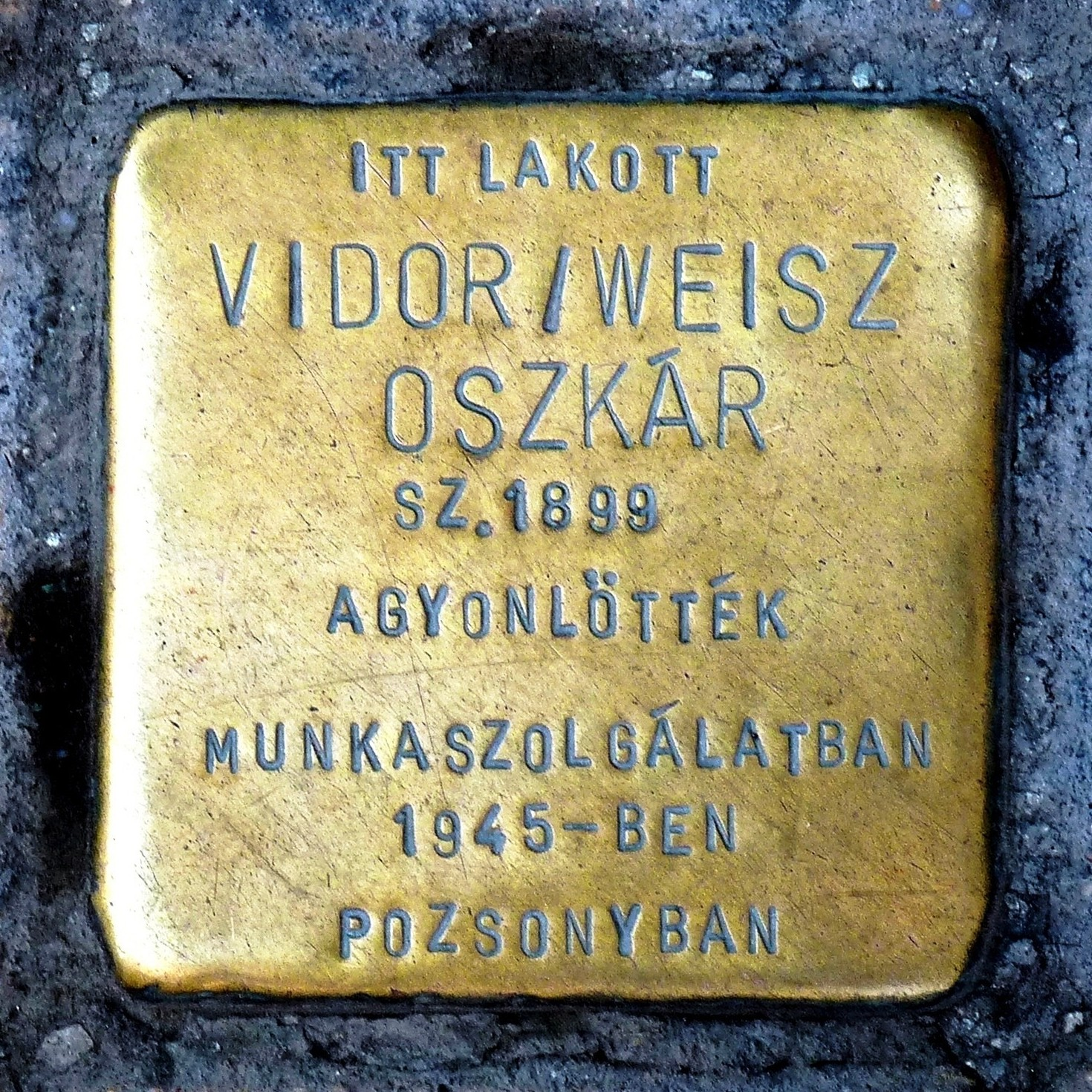
Vidor Oszkár Ráday utca 25.

## Utcaindex
| Albert Flórián út (2-6.) Dömök István Bakáts tér (–) 1956-os forradalom (11.) Schöpf-Merei Ágost (14.) Bakáts tér, Ferencváros, Ferencvárosi Torna Club, Polgármesteri Hivatal Bakáts utca (8.) Dórits István Boráros tér (–) 50 éves a csepeli gyorsvasút (2.) Szakácsi Sándor (4.) Boráros János Czuczor utca (9.) Czuczor Gergely, Czuczor utca Csarnok tér (5.) Csarnok tér Erkel utca (19.) Aurora irodalmi zsebkönyv, Erkel Ferenc Ferenc körút (19-21.) Berki Viola (26.) Knopp Imre (31.) Ferenczi István citerakészítő (40.) Rudnay Gyula Ferenc tér (4.) Bor Dezső Gát utca (3.) József Attila Gönczy Pál utca (2.) Bartoniek Géza és az Eötvös József Collegium Hőgyes Endre utca (3.) Nemecsek Ernő (11.) Springer Ferenc (17.) Hőgyes Endre Ifjúmunkás utca (24) Helyey László Ipar utca (3.) Járossy Jenő (11.) Dési Huber István (15-21.) Bóka László Kálvin tér (7.) Magyar Cserkészszövetség, Ravasz László (8.) Országos Ifjúsági Bizottság és Kabay Márton Kör Kinizsi utca (1-7.) Gönczy Pál, Szent-Györgyi Albert (9.) Bihari János (22.) Rákóczi-szabadságharc (31.) Bauer Rudolf (35.) Trócsányi Zoltán (37.) Ballagi Mór Közraktár utca (12/a) Varga Katalin (12/a) Hazai György | Lónyay utca (2.) Lónyay Menyhért, Lónyay utca, A Lóvasút ferencvárosi végállomása, Vidats István, Vidats János (4.) Molnár Ferenc (4/b) Bolgár Iskola (7.) Salamon Henrik (13/a) Mikszáth Kálmán (13/b) Péli Tamás (18/b) Nyugat szerkesztősége (29.) Gregersen Gudbrand Mester utca (1.) Galamb Sándor, Latinovits Zoltán, Bujtor István Ráday utca (2.) Ráday Gedeon és Ráday Pál (5.) Rónai Béla (8.) Kohner Ida (9.) Nagy Ferenc (14.) Ráday Imre (18.) Károlyi György, Ybl Miklós (22.) Istók János (25.) Vidor Oszkár (26.) Kossuth Lajos (31/b.) Pollák Imre (33/b) Turóczi-Trostler József (36.) Lechner M. Franciska, Mária Intézet (52.) Prokopp Sándor (54.) Cholnoky Viktor és Cholnoky László, Szinai Sándor (63.) Haranghy Jenő, Bódy Gábor Sobieski János utca (40.) Bánsági András Soroksári út (58.) Közvágóhíd Telepy utca (2/C.) Jubál Károly, Noszlopy Gáspár, Sárközy Soma Tompa utca (10.) 1956-os forradalom (13.) Török Pál (20.) Zsudi József Török Pál utca (2.) Török Pál Tűzoltó utca (15.) Magyari Endre Üllői út (15.) Arany János (17.) Ybl Miklós (21.) Kosztolányi Dezső (23.) Táncsics Mihály (25.) Szövetkezetek Nemzetközi Szövetsége (45-47.) 1956-os forradalom, Maléter Pál (59.) Dabóczi Mihály (129.) Simon Tibor (145.) Külső-ferencvárosi Szent Kereszt Plébánia Vámház körút (5.) Horthy István (13.) Patrubány Gergely (15.) Dlauchy Károly, Ybl Miklós |